# Renascimento

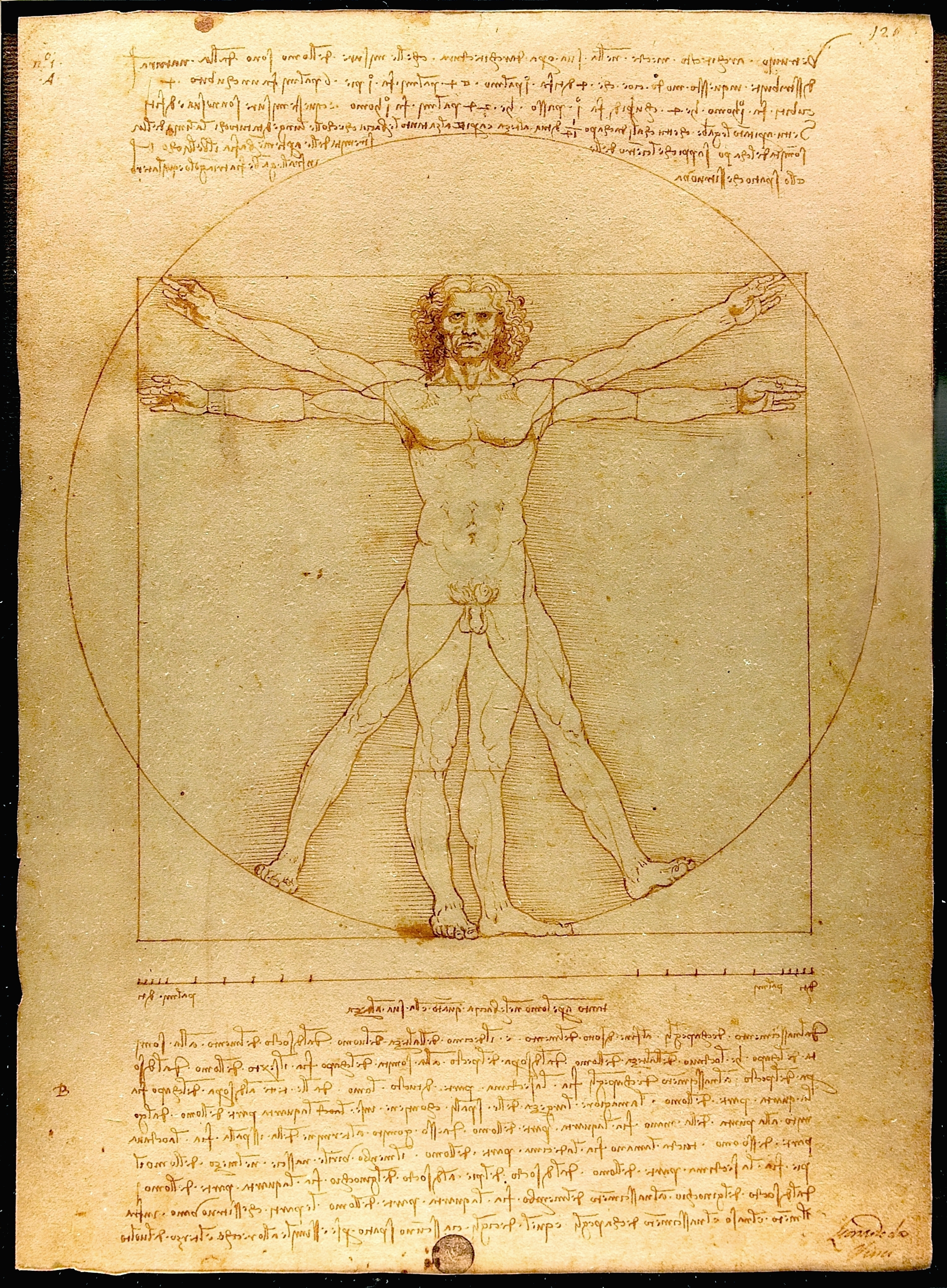
O homem vitruviano de Leonardo da Vinci sintetiza o ideário renascentista humanista e clássico

Renascimento ou Renascença são os termos usados para identificar o período da história da Europa aproximadamente entre meados do século XIV e o fim do século XVI. Os estudiosos, contudo, não chegaram a um consenso sobre essa cronologia, havendo variações consideráveis nas datas conforme o autor. Apesar das transformações serem bem evidentes na cultura, sociedade, economia, política e religião, caracterizando a transição do feudalismo para o capitalismo e significando uma evolução em relação às estruturas medievais, o termo é mais comumente empregado para descrever seus efeitos nas artes, na filosofia e nas ciências.
Chamou-se Renascimento em virtude da intensa revalorização das referências da Antiguidade Clássica, que nortearam um progressivo abrandamento da influência do dogmatismo religioso e do misticismo sobre a cultura e a sociedade, com uma concomitante e crescente valorização da racionalidade, da ciência e da natureza. Neste processo o ser humano foi revestido de uma nova dignidade e colocado no centro da Criação, e por isso deu-se à principal corrente de pensamento deste período o nome de humanismo.
O movimento manifestou-se primeiro na região italiana da Toscana, tendo como principais centros as cidades de Florença e Siena, de onde se difundiu para o resto da península Itálica e depois para praticamente todos os países da Europa Ocidental, impulsionado pelo desenvolvimento da imprensa e pela circulação de artistas e obras. A Itália permaneceu sempre como o local onde o movimento apresentou sua expressão mais típica, porém manifestações renascentistas de grande importância também ocorreram na Inglaterra, França, Alemanha, Países Baixos e Península Ibérica. A difusão internacional dos referenciais italianos produziu em geral uma arte muito diferente dos seus modelos, influenciada por tradições regionais, que para muitos é melhor definida como um novo estilo, o Maneirismo. O termo Renascimento foi registrado pela primeira vez por Giorgio Vasari no século XVI, um historiador que se empenhou em colocar Florença como a protagonista de todas as inovações mais importantes, e seus escritos exerceram uma influência decisiva sobre a crítica posterior.
Por muito tempo o período foi visto nos Estados Unidos e Europa como um movimento homogêneo, coerente e sempre progressivo, como o período mais interessante e fecundo desde a Antiguidade, e uma de suas fases, a Alta Renascença, foi consagrada como a apoteose da longa busca anterior pela expressão mais sublime e pela mais perfeita imitação dos clássicos, e seu legado artístico foi considerado um insuperável paradigma de qualidade. Porém, estudos realizados nas últimas décadas têm revisado essas opiniões tradicionais, considerando-as pouco substanciais ou estereotipadas, e têm visto o período como muito mais complexo, diversificado, contraditório e imprevisível do que se supôs ao longo de gerações. O novo consenso que se firmou, porém, reconhece o Renascimento como um marco importante na história da Europa, como uma fase de mudanças rápidas e relevantes em muitos domínios, como uma constelação de signos e símbolos culturais que definiu muito do que a Europa foi até a Revolução Francesa, e que permanece exercendo larga influência ainda nos dias de hoje, em muitas partes do mundo, tanto nos círculos acadêmicos como na cultura popular.

## Ideias principais

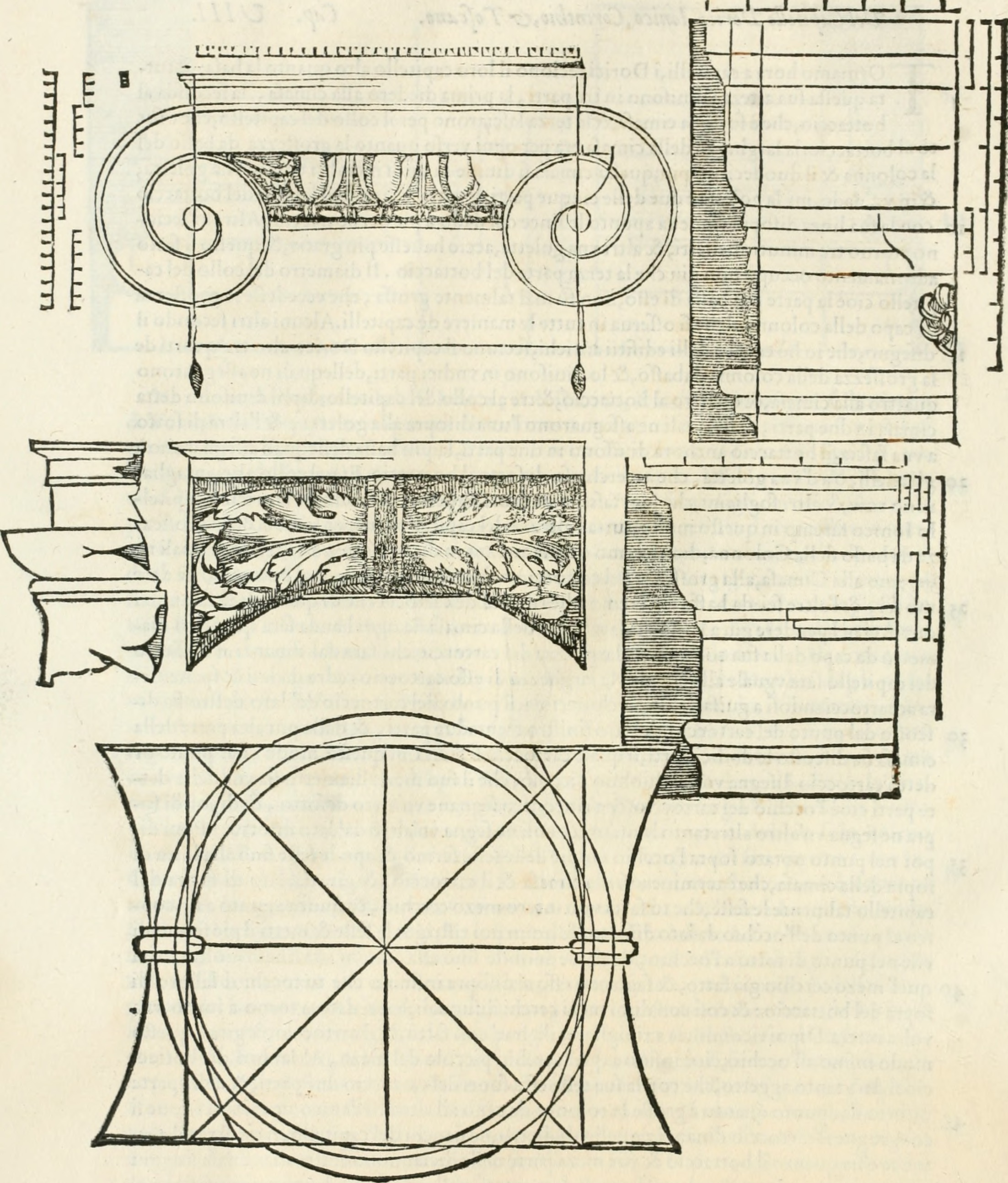
Modelos e proporções para a reconstrução das ordens clássicas, ilustração em L'architettura, de Leon Battista Alberti, edição de 1565

O humanismo pode ser apontado como o principal valor cultivado no Renascimento, fundamentado em conceitos que tinham uma origem remota na Antiguidade Clássica. Segundo Lorenzo Casini, "uma das bases do movimento renascentista foi a ideia de que o exemplo da Antiguidade Clássica constituía um inestimável modelo de excelência no qual os tempos modernos, tão decadentes e indignos, podiam se mirar para reparar os estragos produzidos desde a queda do Império Romano". Entendia-se, também, que Deus havia dado apenas uma Verdade ao mundo, aquela que produzira o cristianismo e que só ele preservara integralmente, mas fragmentos dela haviam sido concedidos a outras culturas, destacando-se entre todas a greco-romana, e por isso o que restara da Antiguidade em bibliografia e outras relíquias era tido em alta consideração.
Vários elementos concorreram para o nascimento na Itália do humanismo em sua forma mais típica. A memória das glórias do Império Romano preservada nas ruínas e monumentos, e a sobrevivência do latim como língua viva são aspectos relevantes. Obras de gramáticos, comentaristas, médicos e outros eruditos mantinham em circulação referências do classicismo, e o preparo de advogados, secretários, notários e outros oficiais exigia em geral o estudo da retórica e legislação latina. A herança clássica nunca desaparecera inteiramente para os italianos, e a Toscana estava fortemente associada a ela. Mas enquanto havia sobrevivido ali esse cultivo dos clássicos, ele era pobre quando comparado ao interesse gerado pelos autores antigos na França e outros países nórdicos pelo menos desde o século IX. Quando a moda classicista começa a declinar na França, no fim do século XIII, é que ela começa a se aquecer no centro da Itália, e ao que parece isso se deveu em parte à influência francesa. Petrarca (1304–1374) é tradicionalmente chamado de fundador do humanismo, mas considerando a existência de vários precursores dignos de nota, como Giovanni del Virgilio em Bolonha, ou Albertino Mussato em Pádua, antes do que um fundador, ele foi o primeiro grande expoente do movimento.

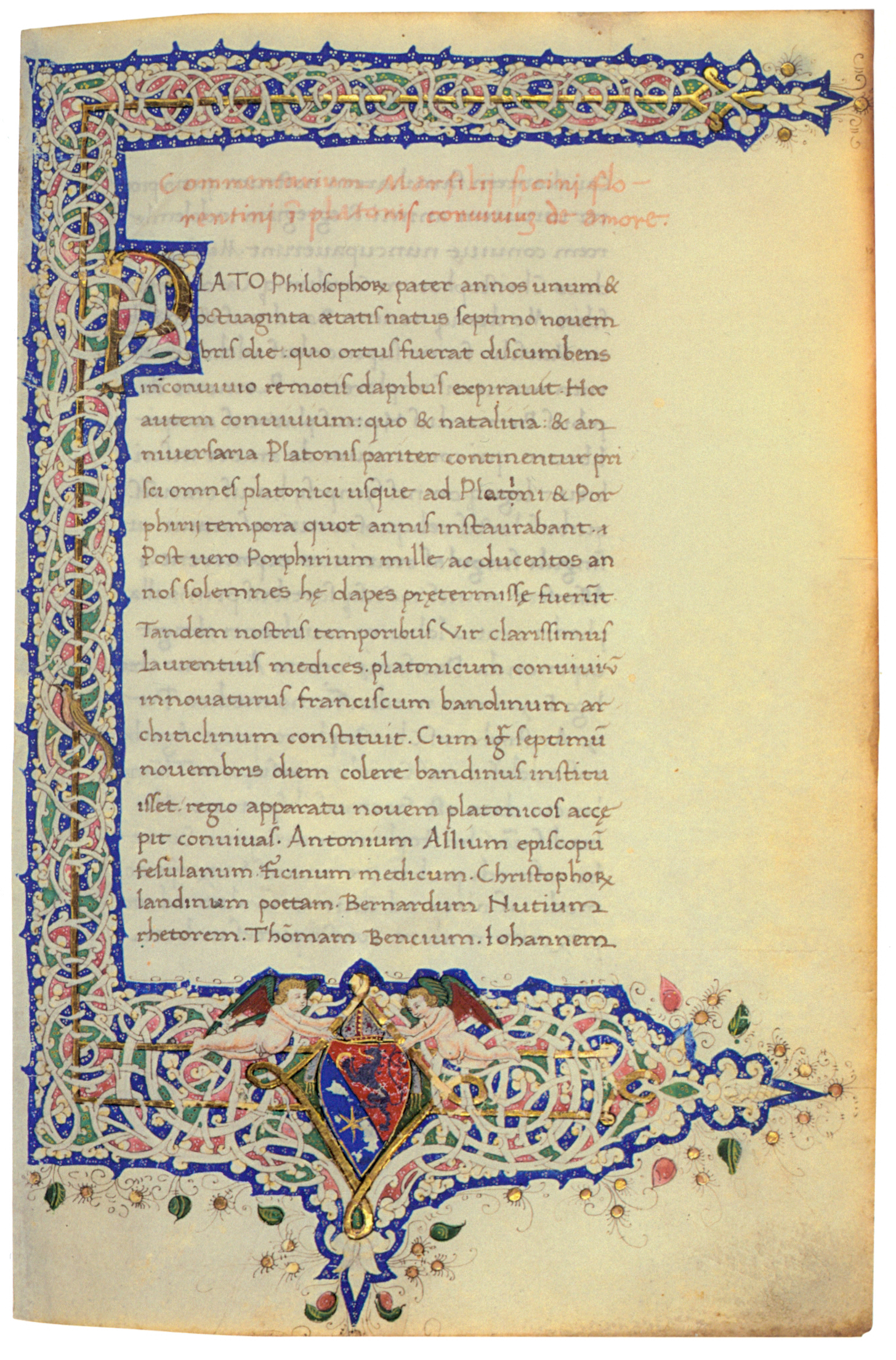
Fólio do Comentário sobre O Banquete de Platão, de Marsilio Ficino, 1468

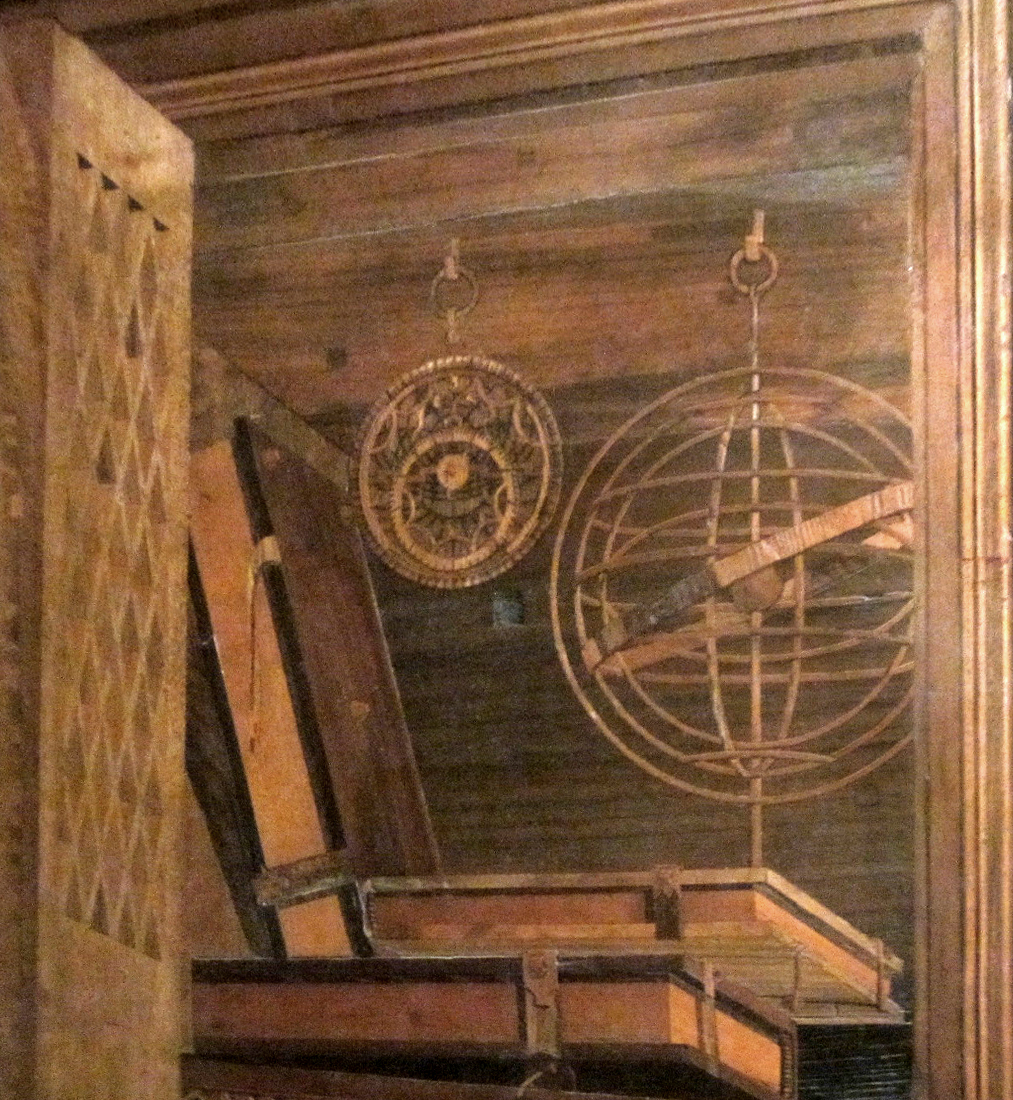
Um astrolábio, uma esfera armilar e livros, símbolos do conhecimento e da ciência, detalhe dos painéis de intársia no gabinete de Federico da Montefeltro, 1473-1476

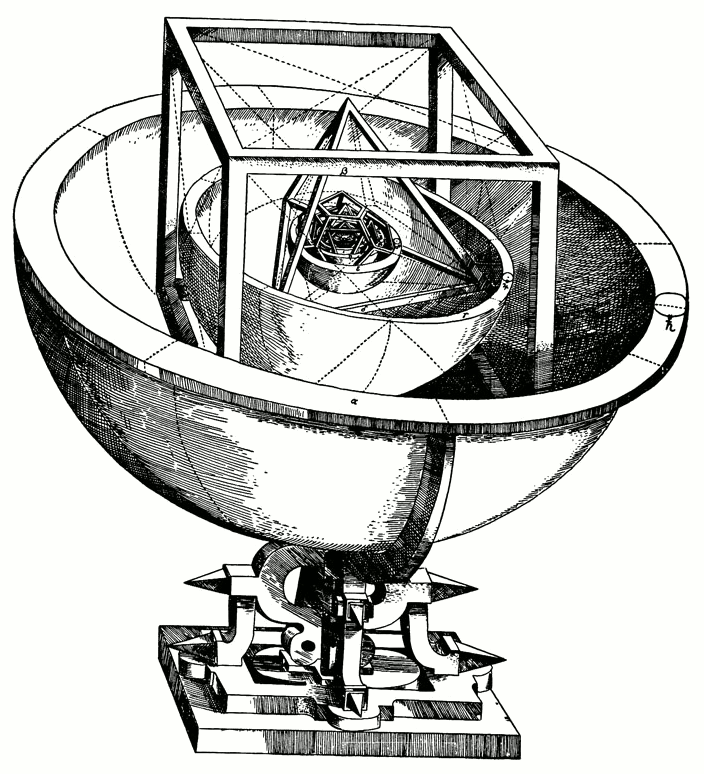
Modelo de Kepler do sistema solar, de: Mysterium Cosmographicum (1596). Gravura em cobre de um modelo de três hemisférios divididos por quadrados e as estruturas triangulares estão ligadas entre si. Apoiam-se em quatro suportes curvos com pontas pontiagudas. Depois de Nicolau Copérnico e Tycho Brahe, Johannes Kepler acabou por provar ser um pensador inovador e um gênio matemático na teoria e pesquisa astronômica na era da Renascença. Onde mais se destacou foi na determinação da regular trajetória dos planetas ao redor do Sol, começando por Marte. Como o próprio Kepler admite, os cálculos que o levaram a compreender a forma elíptica da órbita de Marte foram infinitamente complicados. A Renascença Platônica na segunda metade do século XV contribuiu para o surgimento dos estudos matemáticos e para o estabelecimento científico da matemática, a tradição baseia-se na “organização do universo segundo a medida e o número” e no facto de “a divindade se mostrar nele, na sua regularidade e na sua beleza. Deus, o construtor do mundo, transformou-se num matemático.”
A física de Arquimedes, por sua vez, foi de central importância para as pesquisas de Galileu Galilei, que, segundo Roeck, combinou os talentos de um brilhante matemático e observador com os de um prático polimata: Galileu desenvolveu, entre outras coisas, uma balança hidrostática, um termómetro e uma bomba e construiu um relógio de pêndulo. Acima de tudo, otimizou o telescópio para seus próprios objectos de estudo, o que o levou às suas famosas observações astronómicas e conclusões heliocêntricas.

Mais do que uma filosofia, o humanismo foi também um movimento literário e um método de aprendizado que tinha um amplo leque de interesses, no qual a filosofia não era o único e talvez nem o predominante. Dava um maior valor ao uso da razão individual e à análise das evidências empíricas, ao contrário da escolástica medieval, que se limitava basicamente à consulta às autoridades do passado, principalmente Aristóteles e os primeiros Padres da Igreja, e ao debate das diferenças entre os autores e comentaristas. O humanismo não descartou essas fontes, e parte não insignificante de sua formação deriva de bases medievais, mas passou a reexaminá-las à luz de proposições novas e de uma quantidade de outros textos antigos que foram redescobertos. Na descrição da Enciclopédia Britânica,
"Atualmente o conhecimento é convencionalmente dividido entre ciências naturais, ciências sociais e humanidades. No Renascimento, contudo, os campos de conhecimento ainda não haviam sido tão delimitados, e cada uma dessas divisões se integrava em uma filosofia larga e inclusiva. À medida que o Renascimento foi cultivando sua revolta contra o império da religião e, portanto, contra a Igreja, contra a autoridade, contra o escolasticismo, contra Aristóteles, surgiu um súbito interesse pelos problemas centrais da sociedade civil, da humanidade e da natureza, que correspondem aos três principais eixos de investigação filosófica renascentista: a filosofia política, o humanismo e a filosofia da natureza".
O humanismo se consolidou a partir do século XV, principalmente através dos escritos de Marsilio Ficino, Lorenzo Valla, Leonardo Bruni, Poggio Bracciolini, Erasmo de Roterdão, Rudolph Agricola, Pico della Mirandola, Petrus Ramus, Juan Luis Vives, Francis Bacon, Michel de Montaigne, Bernardino Telesio, Giordano Bruno, Tommaso Campanella e Thomas More, entre outros, que discorreram sobre variados aspectos do mundo natural, do homem, do divino, da sociedade, das artes e do pensamento, incorporando uma pletora de referenciais da Antiguidade posta em circulação através de textos antes desconhecidos — gregos, latinos, árabes, judeus, bizantinos e de outras procedências — que representavam escolas e princípios tão diversos como o neoplatonismo, hedonismo, otimismo, individualismo, ceticismo, estoicismo, epicurismo, hermetismo, antropocentrismo, racionalismo, gnosticismo, cabalismo, e muitos outros. Junto a isso tudo, a retomada do estudo da língua grega, inteiramente abandonado na Itália, possibilitou reexaminar textos originais de Platão, Aristóteles e outros autores, gerando novas interpretações e traduções mais exatas, que modificaram a impressão que se fazia do seu corpo de ideias. Mas se o humanismo foi notável pelo que influiu nos campos da ética, lógica, teologia, jurisprudência, retórica, poética, artes e humanidades, pelo trabalho de descoberta, exegese, tradução e divulgação dos textos clássicos, e pela contribuição que deu para a filosofia do Renascimento nas áreas da filosofia moral e política, segundo Smith et alii a maior parte do trabalho especificamente filosófico do período foi levado a cabo por filósofos treinados na antiga tradição escolástica e seguidores de Aristóteles e por metafísicos seguidores de Platão.
O brilhante florescimento cultural e científico renascentista colocou o homem e seu raciocínio lógico e sua ciência como medidas e árbitros da vida manifesta. Isso deu origem a sentimentos de otimismo, abrindo positivamente o homem para o novo e incentivando seu espírito de pesquisa. O desenvolvimento de uma nova atitude perante a vida deixava para trás a espiritualidade excessiva do gótico e via o mundo material com suas belezas naturais e culturais como um local a ser desfrutado, com ênfase na experiência individual e nas possibilidades latentes do homem. Além disso, os experimentos democráticos italianos, o crescente prestígio do artista como um erudito e não como um simples artesão, e um novo conceito de educação que valorizava os talentos individuais de cada um e buscava desenvolver o homem num ser completo e integrado, com a plena expressão de suas faculdades espirituais, morais e físicas, nutriam sentimentos novos de liberdade social e individual.

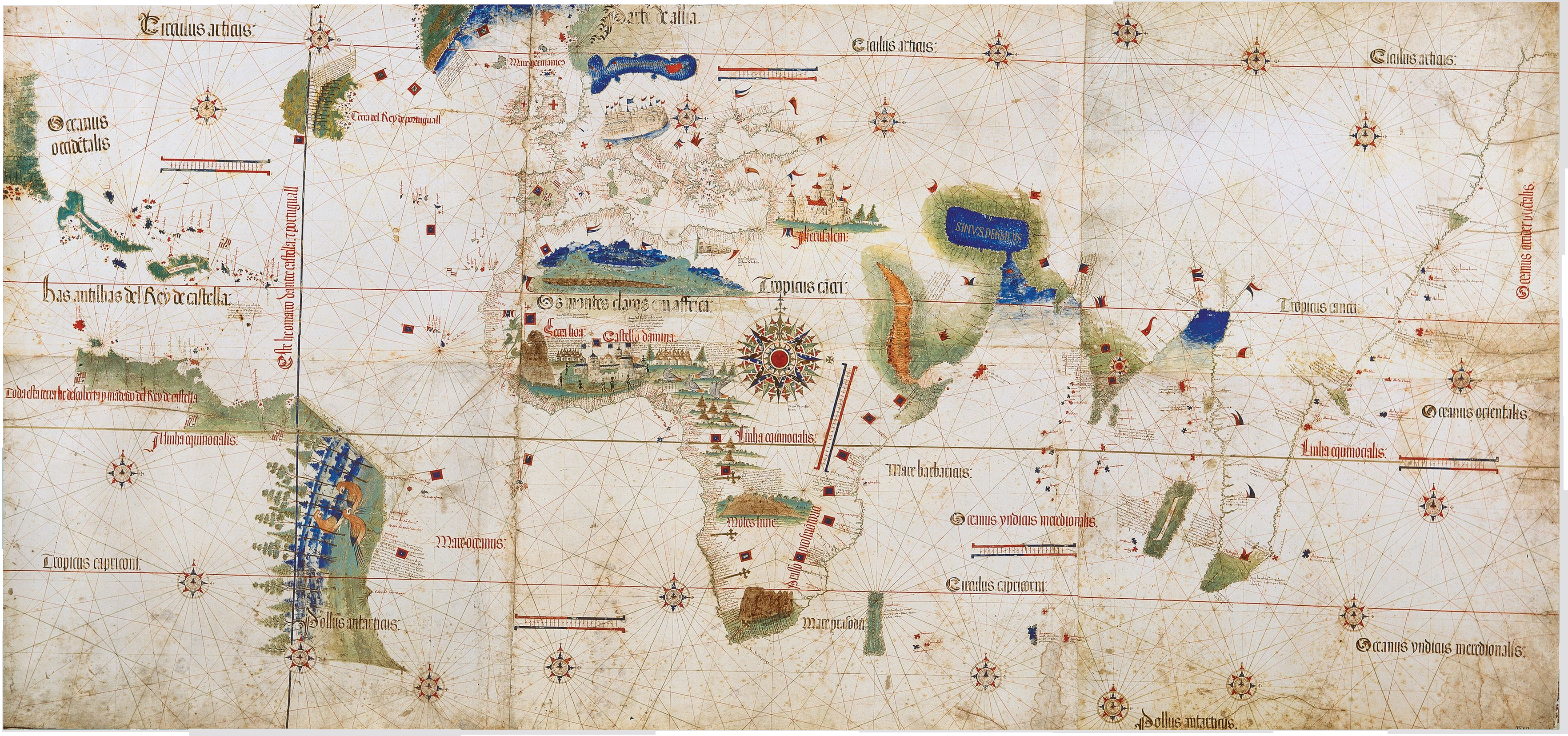
O mapa mundi de Cantino, 1502

Discutia-se teorias de perfectibilidade e progresso, e o preparo que os humanistas preconizavam para a formação do homem ideal, são de corpo e espírito, ao mesmo tempo um filósofo, um cientista e um artista, expandiu a estrutura de ensino medieval do trívio e do quadrívio, criando-se neste processo novas ciências e disciplinas, um novo conceito de ensino e educação e um novo método científico. Neste período foram inventados diversos instrumentos científicos, foram descobertas diversas leis naturais e objetos físicos antes desconhecidos, e a própria face do planeta se modificou para os europeus depois dos descobrimentos das grandes navegações, levando consigo a física, a matemática, a medicina, a astronomia, a filosofia, a engenharia, a filologia e vários outros ramos do saber a um nível de complexidade, eficiência e exatidão sem precedentes, cada qual contribuindo para um crescimento exponencial do conhecimento total, o que levou a se conceber a história da humanidade como uma expansão contínua e sempre para melhor. Esse espírito de confiança na vida e no homem liga o Renascimento à Antiguidade Clássica e define muito do seu legado. O seguinte trecho de Pantagruel (1532), de François Rabelais, costuma ser citado para ilustrar o espírito do Renascimento:
"Todas as disciplinas são agora ressuscitadas, as línguas estabelecidas: Grego, sem o conhecimento do qual é uma vergonha alguém chamar-se erudito, Hebraico, Caldeu, Latim [...] O mundo inteiro está cheio de acadêmicos, pedagogos altamente cultivados, bibliotecas muito ricas, de tal modo que me parece que nem nos tempos de Platão, de Cícero ou Papiniano, o estudo era tão confortável como o que se vê a nossa volta. [...] Eu vejo que os ladrões de rua, os carrascos, os empregados do estábulo hoje em dia são mais eruditos do que os doutores e pregadores do meu tempo".

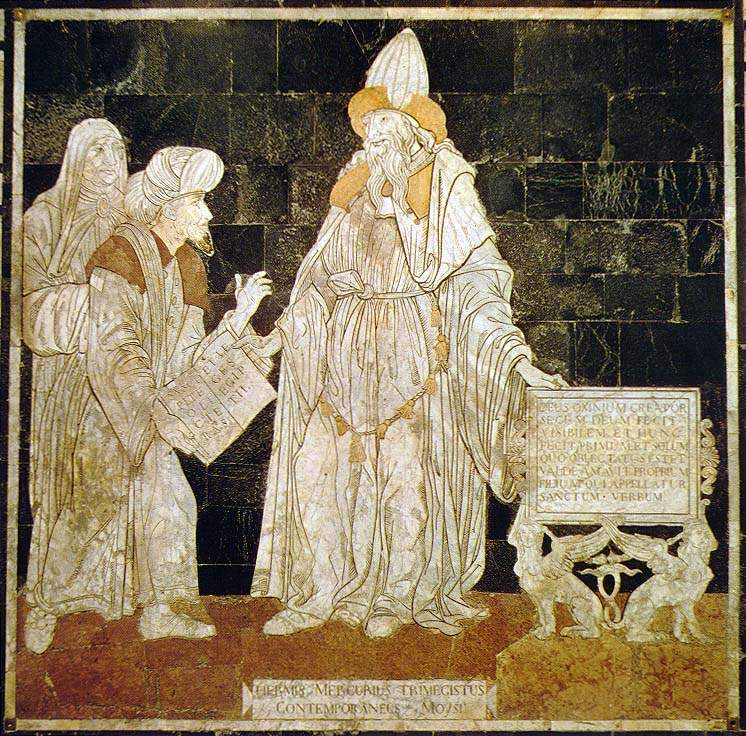
Giovanni di Stefano: Figura de Hermes Trismegisto no piso da Catedral de Siena, c. 1480

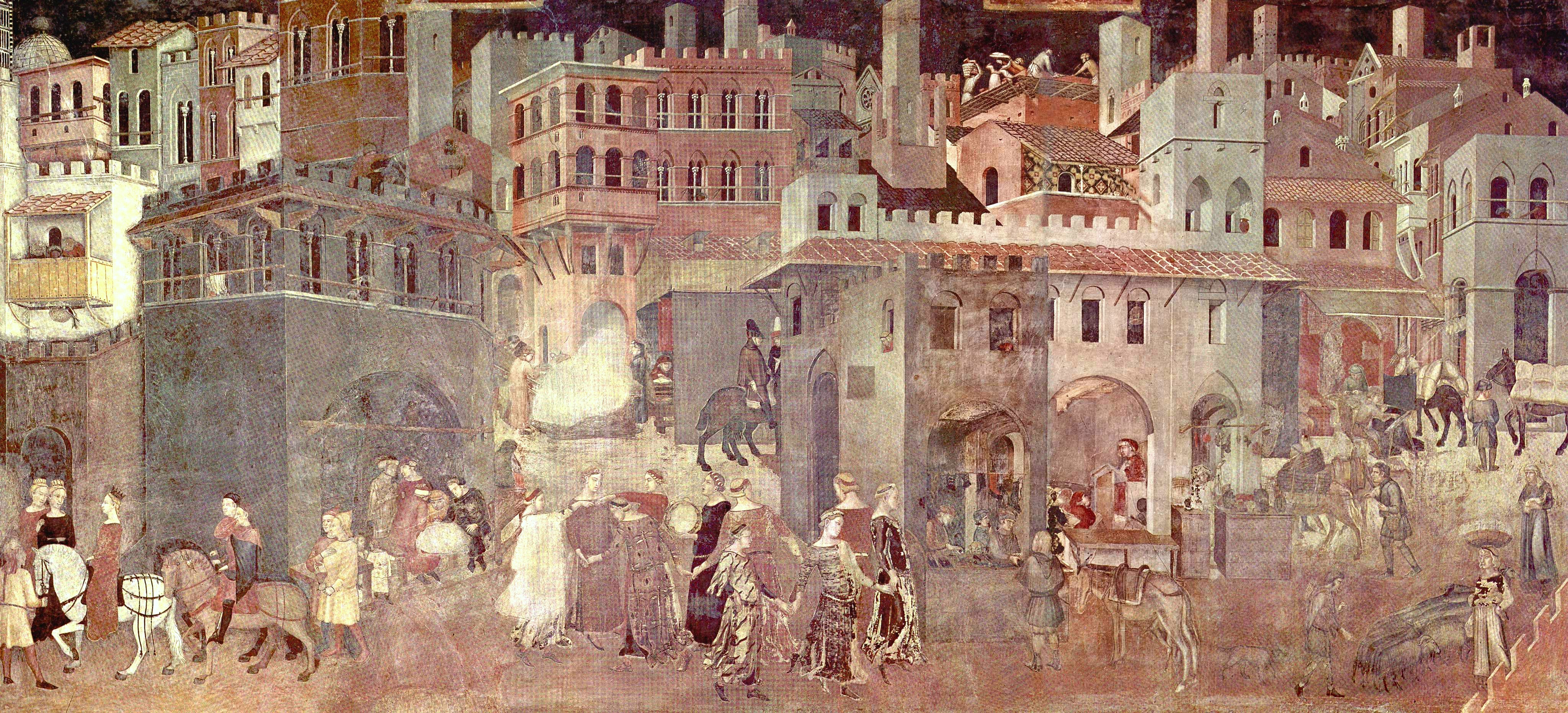
Ambrogio Lorenzetti: Alegoria do Bom Governo, c. 1328. Palácio Público de Siena

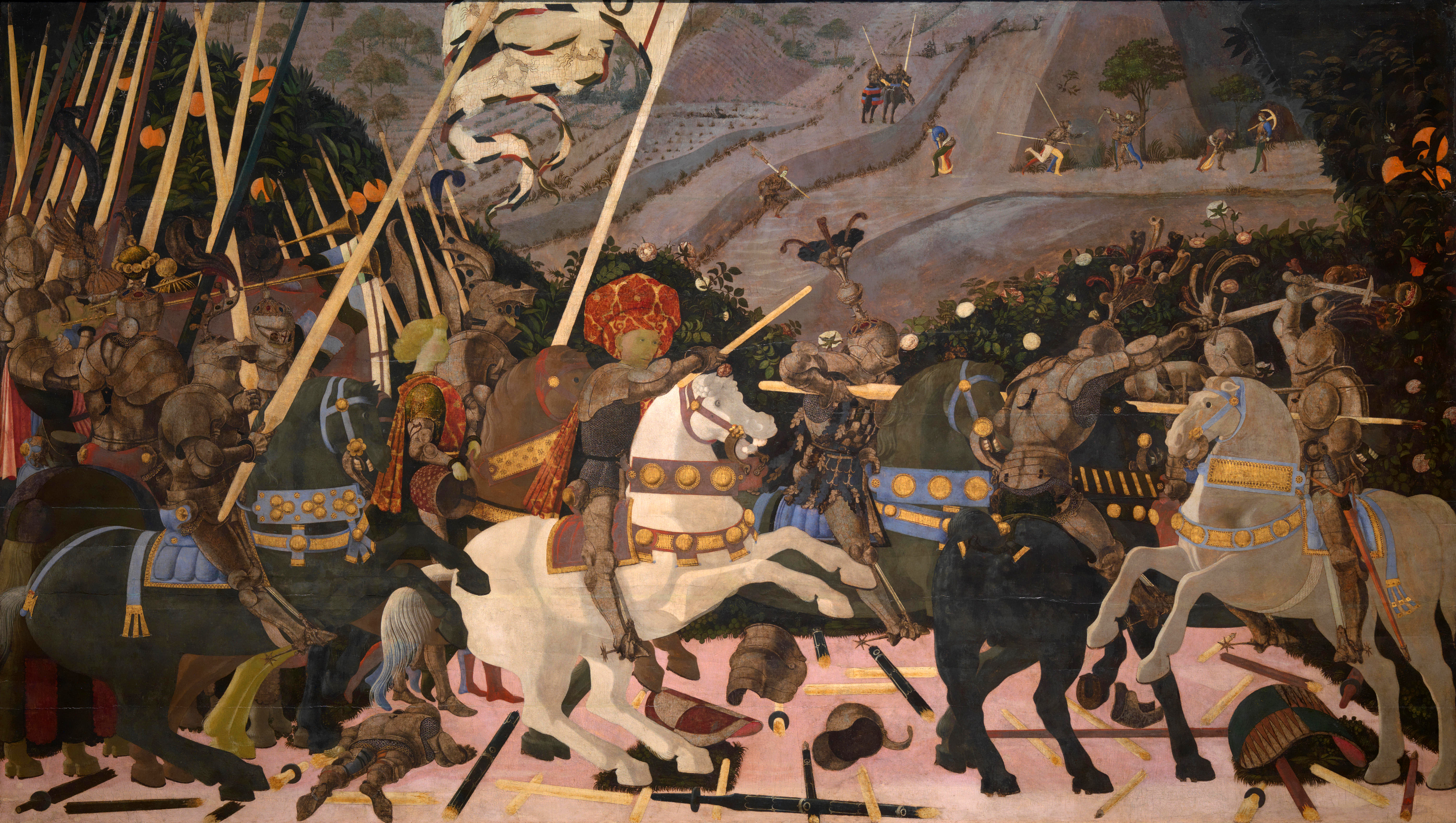
A Batalha de São Romano, parte das guerras entre Siena e Florença. Pintura de Paolo Uccello, 1438, Galeria Nacional de Londres

Apesar da ideia que os renascentistas pudessem fazer de si mesmos, o movimento jamais poderia ser uma imitação literal da cultura antiga, por acontecer todo sob o manto do catolicismo, cujos valores e cosmogonia eram bem diversos dos do antigo paganismo. Assim, de certa forma a Renascença foi uma tentativa original e eclética de harmonização do neoplatonismo pagão com a religião cristã, do eros com a charitas, junto com influências orientais, judaicas e árabes, e onde o estudo da magia, da astrologia e do oculto desempenhavam uma parte importante na elaboração de sistemas de disciplina e aperfeiçoamento moral e espiritual e de uma nova linguagem simbólica.
Se antes o cristianismo havia sido o único caminho para Deus, fundamentava toda a explicação da vida e do mundo e dava justificação para a ordem social vigente, os humanistas iriam mostrar que havia muitos outros caminhos e possibilidades, que não procuravam negar a essência do credo — isso teria sido impossível de sustentar por muito tempo, todas as negações radicais naquela época acabaram em repressão violenta — mas transformaram a interpretação dos dogmas e suas relações com a vida e os dramas sociais. Isso deu à religião mais flexibilidade e adaptabilidade, mas significou um declínio em seu prestígio e influência sobre a sociedade, à medida que o homem se emancipava um pouco mais de sua tutela. O pensamento medieval tendia a ver o homem como uma criatura vil, uma "massa de podridão, pó e cinza", como disse Pedro Damião no século XI. Mas quando surge Pico della Mirandola no século XV, o homem já representava o centro do universo, um ser mutante, imortal, autônomo, livre, criativo e poderoso, fazendo eco às vozes mais antigas de Hermes Trismegisto ("Grande milagre é o homem") e do árabe Abedalá ("Não há nada mais maravilhoso do que o homem").
Por um lado, alguns daqueles homens se viam como herdeiros de uma tradição que havia desaparecido por mil anos, crendo reviver de fato uma grande cultura antiga, e sentindo-se até um pouco como contemporâneos dos romanos. Mas havia outros que viam sua própria época como distinta tanto da Idade Média como da Antiguidade, com um estilo de vida nunca visto antes, e muitas vezes proclamado como a perfeição dos séculos. Outras correntes defendiam uma percepção de que a História é cíclica e tem fases de ascensão, apogeu e declínio inevitáveis, e de que o homem é um ser sujeito a forças além de seu poder e não tem domínio completo sobre seus pensamentos, capacidades e paixões, nem sobre a duração de sua própria vida. E houve os descontentes, que não apreciavam a rápida laicização da sociedade e a ostentação dos ricos e pregavam uma volta ao misticismo e austeridade medievais. As pesquisas recentes mostraram que a multiplicação de trabalhos ecléticos, de metodologias idiossincráticas, de opiniões divergentes, a ambição do saber enciclopédico e a redefinição de cânones estéticos e filosóficos e de códigos de ética, gerou na época tanto debate que tornou-se claro que o pensamento renascentista foi muito mais heterogêneo do que se acreditava antes, e que o período foi tão dinâmico e criativo, entre outras coisas, pelo volume da controvérsia.
A Renascença tem sido descrita muitas vezes como uma idade otimista — e a documentação mostra que assim foi vista em seu tempo em círculos influentes —, mas quando confrontados com a vida fora dos livros seus filósofos sempre tiveram dificuldades para lidar com o choque entre o idealismo edênico que propunham como a herança natural do homem, um ser criado à semelhança de Deus, e a dureza brutal da tirania política, das revoltas populares e das guerras, das epidemias, da pobreza e da fome endêmicas, e dos crônicos dramas morais do homem comum e real.
De qualquer maneira, o otimismo que era sustentado pelo menos entre as elites se perderia novamente no século XVI, com a reaparição do ceticismo, do pessimismo, da ironia e do pragmatismo em Erasmo, Maquiavel, Rabelais e Montaigne, que veneravam a beleza dos ideais do Classicismo mas tristemente constatavam a impossibilidade de sua aplicação prática. Enquanto parte da crítica entende essa mudança de atmosfera como a fase final do Renascimento, outra parte a definiu como uma das bases de um movimento cultural distinto, o Maneirismo.

## Fases do Renascimento e seu contexto
Costuma-se dividir o Renascimento em três grandes fases, Trecento, Quattrocento e Cinquecento, correspondentes aos séculos XIV, XV e XVI, com um breve interlúdio entre as duas últimas chamado de Alta Renascença.

### Trecento

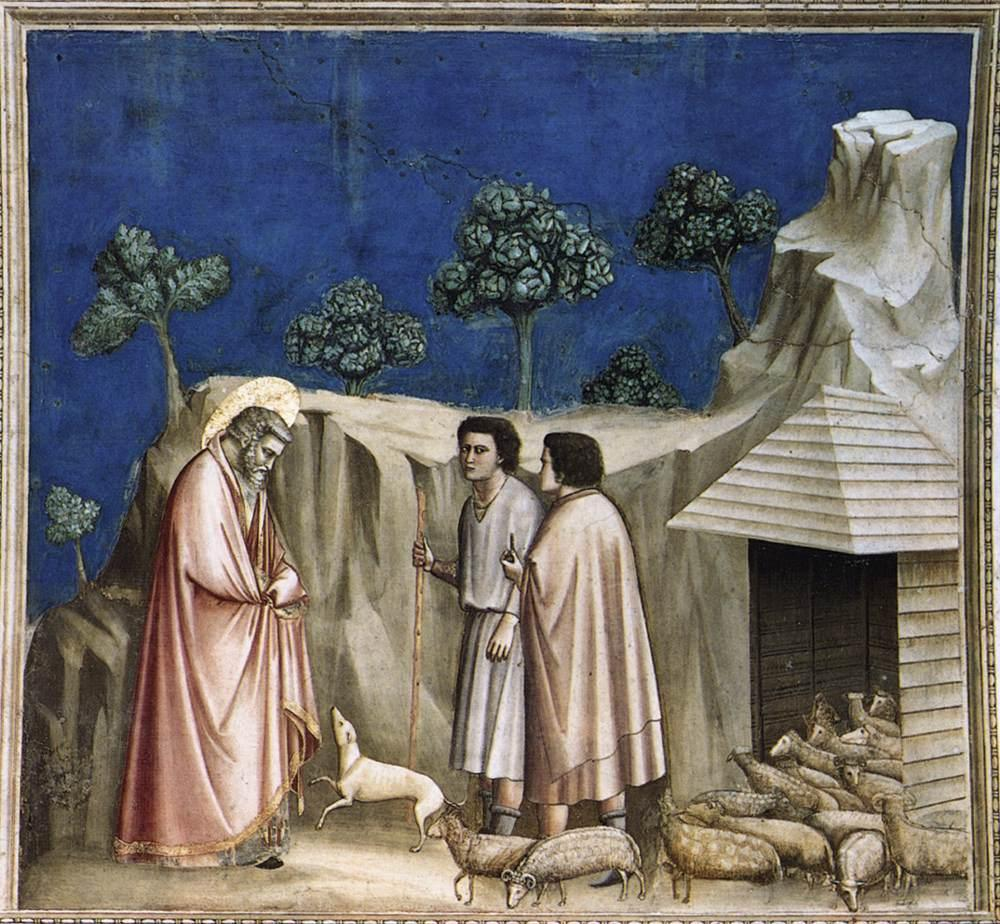
Giotto: Joaquim entre os pastores, parte de um ciclo de afrescos na Capela Scrovegni em Pádua, 1303-1305

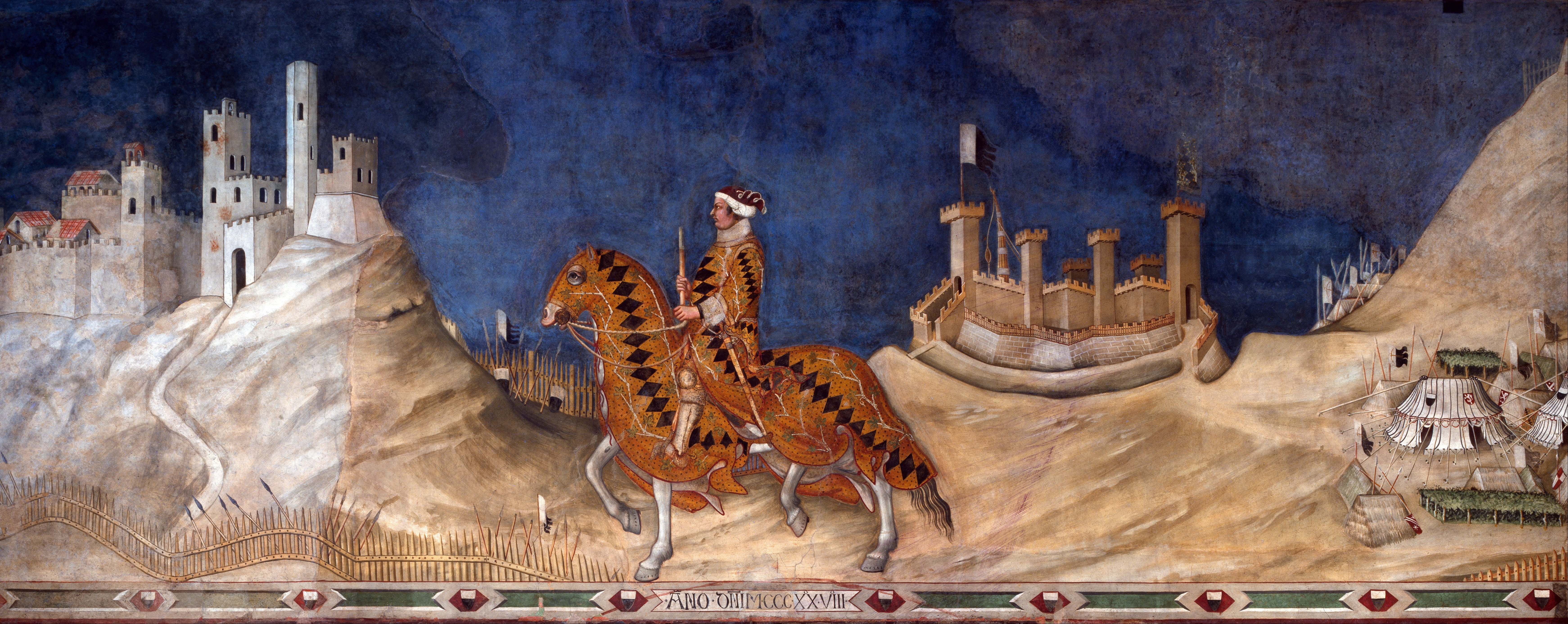
Simone Martini: Guidoriccio da Fogliano no assédio de Montemassi, 1328. Palácio Público, Siena

O Trecento (século XIV) representa a preparação para o Renascimento e é um fenômeno basicamente italiano, mais especificamente da região da Toscana, e embora em vários centros tenha se verificado nesta época um processo incipiente de humanização do pensamento e de afastamento do gótico, como Pisa, Siena, Pádua, Veneza, Verona e Milão, na maioria desses locais os regimes de governo eram conservadores demais para permitir mudanças culturais significativas. Coube a Florença assumir a vanguarda intelectual, conduzindo a transformação do modelo medieval para o moderno. Porém, essa centralização em Florença só se tornaria realmente nítida no fim do Trecento.
A identificação dos elementos fundadores do Renascimento italiano passa necessariamente pelo estudo da economia e política florentina e seus impactos sociais e culturais, mas há muitos aspectos obscuros e o campo é recheado de controvérsia. No entanto, segundo Richard Lindholm, há um consenso bastante amplo de que o dinamismo econômico, a flexibilidade da sociedade frente a desafios, sua capacidade de reação rápida em tempos de crise, sua disposição em aceitar riscos, e um sentimento cívico aceso em larga escala, foram fatores determinantes para o florescimento cultural, arquitetônico e artístico que se desenhava e fortalecia.
O sistema de produção desenvolvia novos métodos, com uma nova divisão de trabalho e uma progressiva mecanização. A economia florentina era movimentada principalmente pela produção e comércio de tecidos. Era uma economia instável mas dinâmica, capaz de fazer adaptações radicais diante de imprevistos como guerras e epidemias. Um período favorável iniciou em torno de 1330, e após a peste de 1348 emergiu renovada e ainda mais pujante, oferecendo tecidos e roupas de alto luxo e sofisticação.

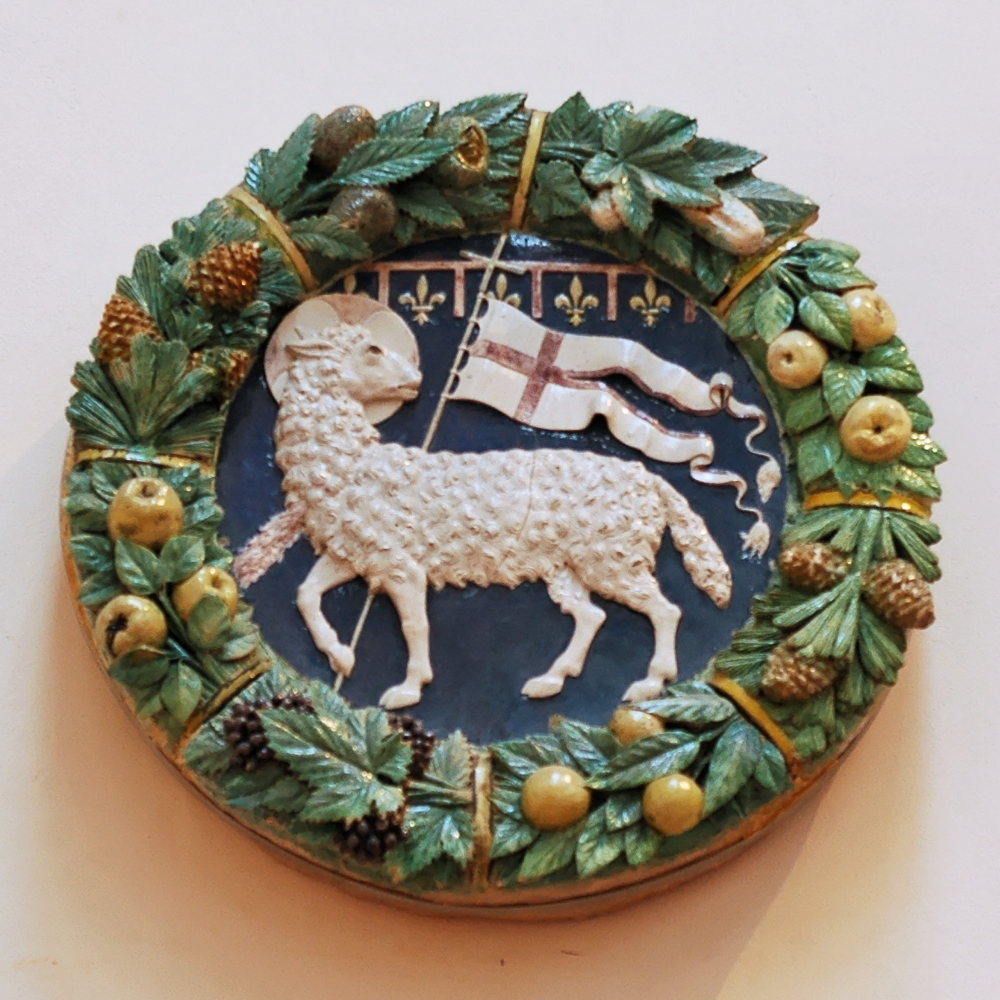
Brasão da Arte da Lã de Florença, cerâmica de Andrea della Robbia, 1487

Desde o século anterior a sociedade na Toscana via crescer uma classe média emancipada financeiramente pela organização em guildas, corporações de ofícios que monopolizavam a prestação de certos serviços e a produção de certos materiais e artefatos. Em Florença se dividiram em duas categorias: as Artes Maiores (Juízes e Notários; Tecidos Estrangeiros; Câmbio; Lã; Seda; Peles, e Médicos e Boticários) e as Artes Menores, que incluíam uma grande série de ofícios menos prestigiados e lucrativos, como as Artes dos Pescadores, Taverneiros, Sapateiros, Padeiros, Armeiros, Ferreiros, etc.. A Arte da Lã, por exemplo, controlava a produção, tingimento e comércio de tecidos, cortinados, roupas e fios de lã, incluindo operações de importação e exportação, fazia o controle de qualidade dos produtos, estabelecia os preços e afastava qualquer concorrência. As outras funcionavam da mesma forma. As guildas eram muitas coisas: um misto de sindicato, irmandade, escola de aprendizes nos ofícios, sociedade de mútuo socorro para os associados e clube social. As Artes Maiores se tornaram ricas e poderosas, mantinham suntuosas capelas e altares nas principais igrejas e erguiam monumentos. Atuavam todas em notável harmonia, tendo objetivos comuns, e praticamente dominaram a condução dos assuntos públicos através dos seus delegados nos conselhos cívicos e nas magistraturas. As várias guildas de cada cidade empregavam juntas quase a totalidade da população urbana economicamente ativa, e não ser membro da corporação do seu ofício era um impedimento quase intransponível para o sucesso profissional, devido ao estrito controle que mantinham sobre os mercados e a oferta de mão de obra. Por outro lado, o pertencimento oferecia vantagens óbvias para o trabalhador, e o sucesso deste modelo permitiu que pela primeira vez a população pudesse adquirir casa própria em larga escala, uma evolução que foi acompanhada de um maior interesse pelas artes e a arquitetura.

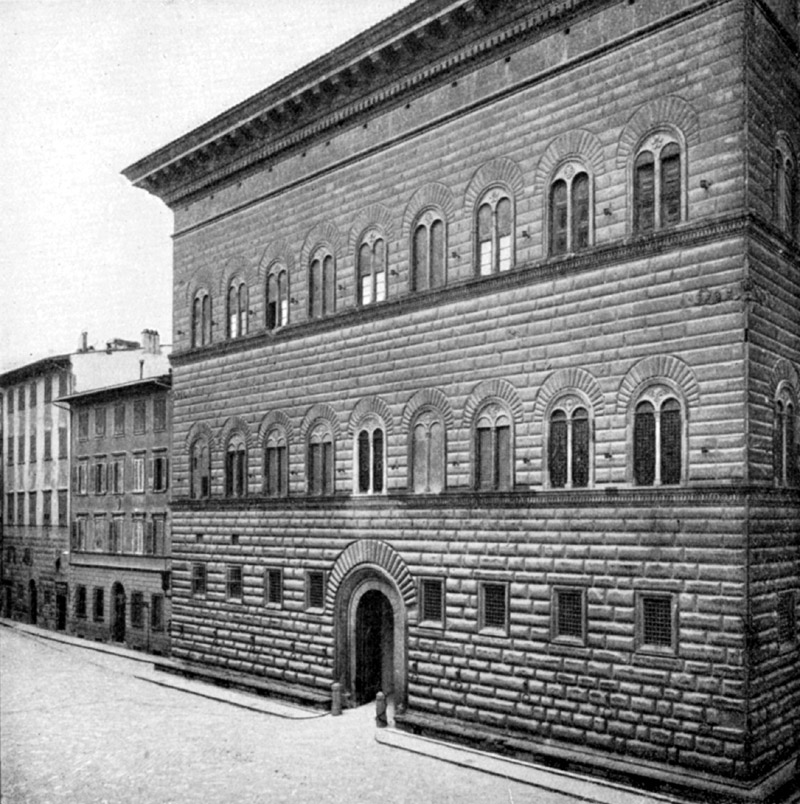
O Palácio Strozzi em Florença

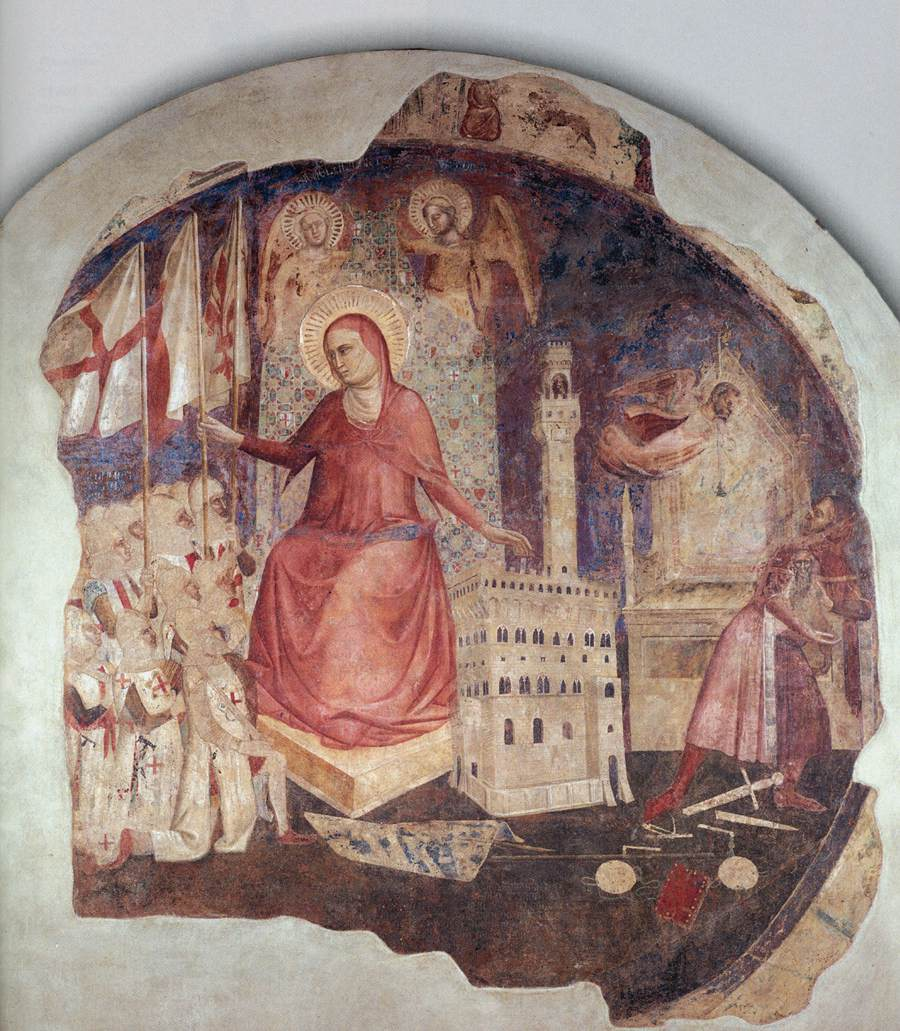
A expulsão do despótico, regente de Florença, afresco atribuído a Andrea Orcagna, 1343–1349

Seus líderes em geral eram donos de grandes empresas privadas, tinham muito prestígio, e ascendiam socialmente também assumindo cargos públicos, pelo mecenato das artes e da Igreja, e pela construção de mansões e palácios para viver, formando um novo patriciado. Os grandes empresários muitas vezes mantinham interesses paralelos em casas de câmbio, as precursoras dos bancos, e movimentavam fortunas financiando ou administrando o patrimônio de príncipes, imperadores e papas. Essa burguesia empoderada se tornou um dos principais pilares do governo e de um novo mercado de arte e cultura. Famílias desta classe, como os Mozzi, Strozzi, Peruzzi e Medici, entrariam em pouco tempo para a nobreza e algumas até governariam Estados.
Neste século Florença viveu intensas lutas de classes, uma crise socioeconômica mais ou menos crônica e sofreu um claro declínio em poder ao longo de todo o século. Era uma época em que os Estados investiam grande parte das suas energias em duas atividades principais: ou estavam atacando e saqueando seus vizinhos e tomando seus territórios, ou estavam do outro lado, tentando resistir aos ataques. Os domínios de Florença vinham há tempo sendo ameaçados, a cidade envolveu-se em várias guerras, na maioria saindo vencida, mas em alguns momentos obtendo vitórias brilhantes; vários bancos importantes faliram; sofreu epidemias de peste; a rápida alternância no poder de facções opostas de guelfos e gibelinos, engajados em disputas sangrentas, não permitia tranquilidade social nem o estabelecimento de metas político-administrativas de longo prazo, tudo sendo agravado por revoltas populares e empobrecimento da zona rural, mas neste processo a burguesia urbana faria ensaios democráticos de governo. Apesar das dificuldades e crises recorrentes, Florença chegava aos meados do século como uma cidade poderosa no cenário italiano; no século passado tinha sido maior, mas ainda subordinava várias outras cidades e mantinha uma importante frota mercante e ligações econômicas e diplomáticas com vários Estados ao norte dos Alpes e em torno do Mediterrâneo. É preciso notar que a democracia da república florentina difere das interpretações modernas do termo. Em 1426 Leonardo Bruni disse que a lei reconhecia como iguais todos os cidadãos, mas na prática somente a elite e a classe média tinham acesso aos cargos públicos e alguma voz real nas tomadas de decisão. Em muito a isso se deve a quase constante luta de classes do Renascimento.
Por outro lado, o surgimento da noção de livre concorrência e a forte ênfase no comércio estruturava o sistema econômico em moldes capitalistas e materialistas, onde a tradição, inclusive a religiosa, era sacrificada diante do racionalismo, da especulação financeira e do utilitarismo. Ao mesmo tempo, os florentinos nunca desenvolveram, como em outras regiões aconteceu, um preconceito moral contra os negócios ou contra a riqueza em si, considerada um meio de ajudar o próximo e participar ativamente da sociedade, e na verdade eles estavam conscientes de que o progresso intelectual e artístico largamente dependia do sucesso material, mas como a avareza, o orgulho, a cobiça e a usura eram considerados pecados, a Igreja associava-se aos interesses do empresariado aplacando conflitos de consciência e oferecendo uma série de mecanismos compensatórios para os deslizes.
Fora incorporada à doutrina a noção de que o perdão dos pecados e a salvação da alma poderiam ser conquistados também através do serviço público e do embelezamento das cidades e igrejas com obras de arte, além da prática de outras ações virtuosas, como a encomenda de missas e o patrocínio do clero e irmandades e suas iniciativas, coisas tão salutares para o espírito como úteis para aumentar o prestígio do doador. Na verdade, a caridade era um importante cimento social e uma garantia de segurança pública. Além de sustentar o embelezamento das cidades, ao mecenato grosso e à esmola miúda se devia também o amparo aos pobres, a existência de hospitais, asilos, escolas, e o financiamento de muitas demandas administrativas, inclusive guerras, e por isso os Estados sempre tiveram um forte interesse no bom funcionamento desse sistema. Fortalecia-se, por várias maneiras, junto com a contribuição dos humanistas, muitos deles conselheiros de príncipes ou encarregados de altas magistraturas cívicas, uma cultura pragmática e laica que transformou a sociedade e influiu diretamente no mercado de arte e em suas formas de produção, distribuição e valoração.
Mesmo que o cristianismo jamais tenha sido posto seriamente em xeque, no fim do século iniciava um período de declínio progressivo no prestígio da Igreja e na capacidade da religião de controlar as pessoas e oferecer um modelo coerente de cultura e sociedade, não só pelo contexto político, econômico e social laicizante, mas também porque os cientistas e humanistas passariam a buscar explicações racionais e demonstráveis para os fenômenos da natureza, questionando as explicações transcendentais, tradicionais ou folclóricas, e isso tanto fragilizava o cânone religioso como alterava as relações entre Deus, o homem e o restante da Criação. Desse embate, continuado e renovado ao longo de todo o Renascimento, o homem reemergiria bom, belo, poderoso, magnificado, e o mundo passaria a ser visto como um lugar bom para se viver.

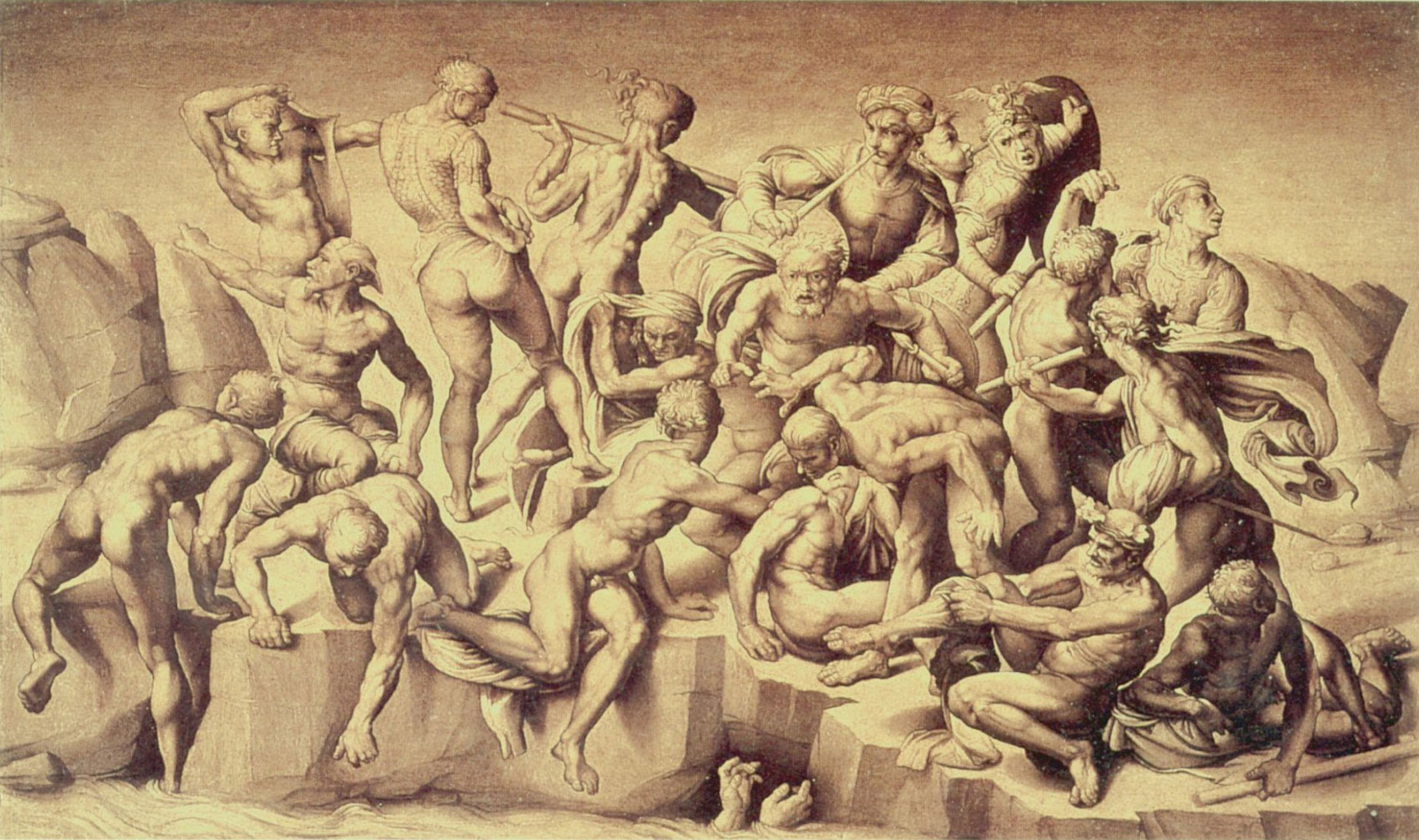
Cópia de Bastiano da Sangallo da batalha de Cascina, de Michelangelo. A batalha foi travada em 1364 entre Florença e Pisa

A democracia florentina, por sua vez, por imperfeita que fosse, acabou se perdendo em uma série de guerras externas e tumultos internos, e na década de 1370 Florença parecia rapidamente se dirigir para um novo governo senhorial. A mobilização da poderosa família Albizzi interrompeu esse processo, mas em vez de preservar o sistema comunal assumiu a hegemonia política e instalou uma república oligárquica, com o apoio de aliados do alto patriciado burguês. No mesmo momento formou-se uma oposição, centrada nos Medici, que iniciavam sua ascensão. Apesar da brevidade desses experimentos de democracia e da frustração de muitos dos seus objetivos ideais, o seu surgimento representou um marco na evolução do pensamento político e institucional europeu.

### Quattrocento

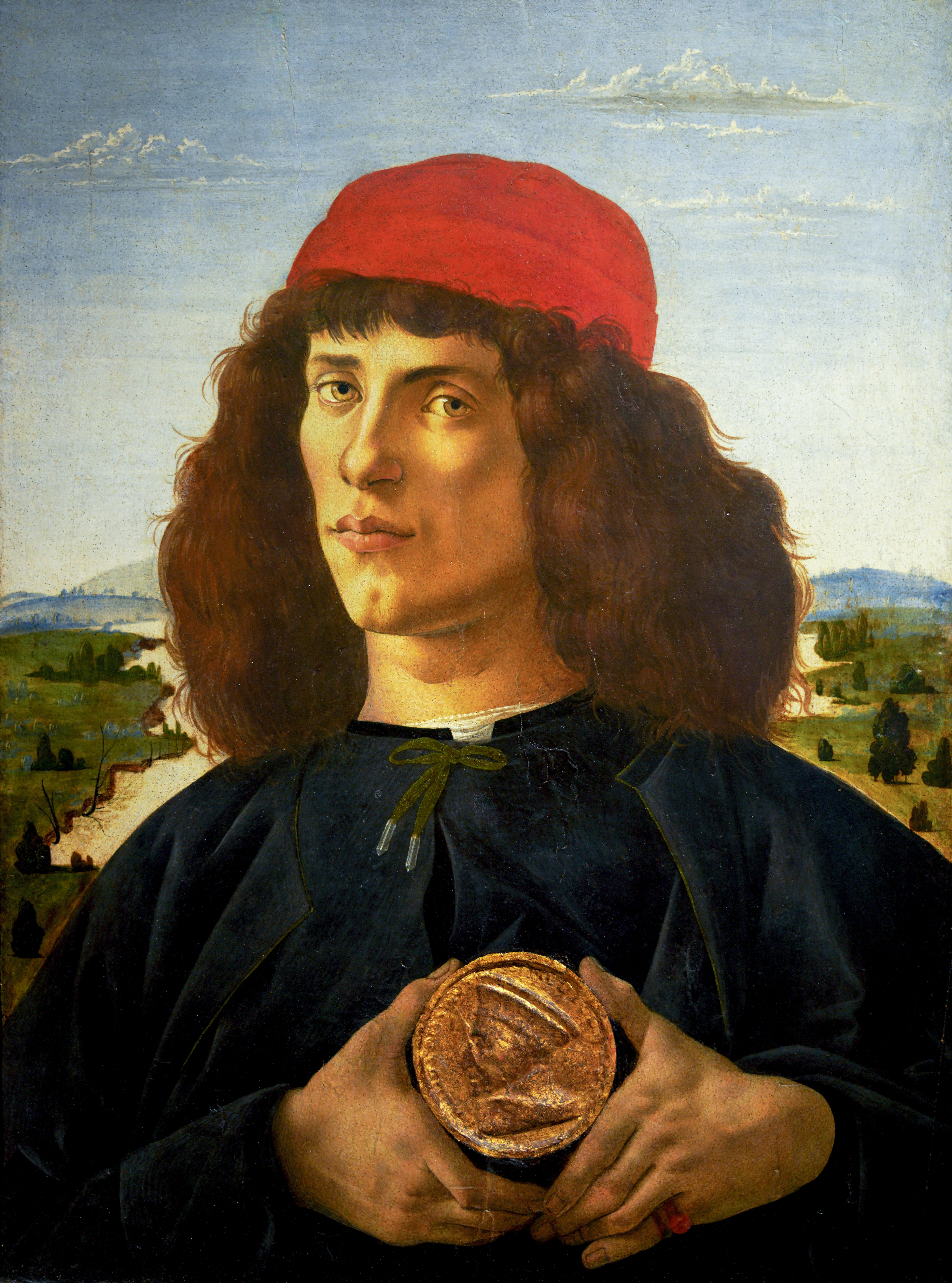
Sandro Botticelli: Retrato de jovem segurando a medalha de Cosme de Médici, c. 1474. Uffizi

Depois de Florença ter experimentado momentos de grande brilho, o final do Trecento havia encontrado a cidade acuada pelos avanços do Ducado de Milão, havia perdido vários territórios e todos os antigos aliados, e teve o acesso ao mar cortado. O Quattrocento (século XV) abriu com as tropas milanesas às portas de Florença, depois de terem devastado a zona rural nos anos precedentes. Mas subitamente em 1402 um novo episódio de peste matou seu general, Giangaleazzo Visconti, e impediu que a cidade sucumbisse ao destino de grande parte do norte e noroeste da Itália, desencadeando uma ressurgência do espírito cívico. A partir de então os intelectuais e historiadores locais, inspirados também no pensamento político de Platão, Plutarco e Aristóteles, passaram a organizar e proclamar o discurso de que Florença havia mostrado uma "heroica resistência" e se tornado o símbolo maior da liberdade republicana, além de ser a mestra de toda a cultura italiana, chamando-a de A Nova Atenas.
Combinando-se a conquista da independência com o humanismo filosófico que estava ganhando ímpeto, reuniam-se alguns dos principais elementos que asseguraram para Florença permanecer na vanguarda política, intelectual e artística. Contudo, pela década de 1420 as camadas populares se viram privadas da maior parte do poder que haviam conquistado, e se renderam a um novo panorama político, dominado ao longo de todo o século pelo governo dos Medici, um governo nominalmente republicano, mas de facto aristocrático e senhorial. Isso foi uma decepção para os burgueses em geral, mas fortaleceu o costume do mecenato, fundamental para a evolução do classicismo. A tensão social nunca foi completamente abafada ou resolvida, e ela parece ter sido sempre um outro fermento importante para o dinamismo cultural da cidade.
A expansão da produção local de tecidos de luxo cessou na década de 1420, mas os mercados se recuperaram e voltaram a expandir em meados do século no comércio de tecidos espanhóis e orientais e na produção de opções mais populares, e não obstante as costumeiras agitações políticas periódicas, a cidade atravessou outro período de prosperidade e de intensificação no mecenato artístico, reconquistou territórios e comprou o domínio de cidades portuárias para reestruturar seu comércio internacional. Conquistava a primazia política em toda a Toscana, apesar de Milão e Nápoles permanecerem como ameaças constantes. A oligarquia burguesa florentina então monopolizava todo o sistema bancário europeu e adquiria brilho aristocrático e grande cultura, e enchia seus palácios e capelas de obras classicistas. A ostentação gerou descontentamento na classe média, materializada numa reversão ao idealismo místico do estilo gótico. Estas duas tendências opostas marcaram a primeira metade deste século, até que a pequena burguesia abandonou suas resistências, possibilitando uma primeira grande síntese estética que viria a transbordar de Florença para quase todo o território italiano, definida pela primazia do racionalismo e dos valores clássicos.

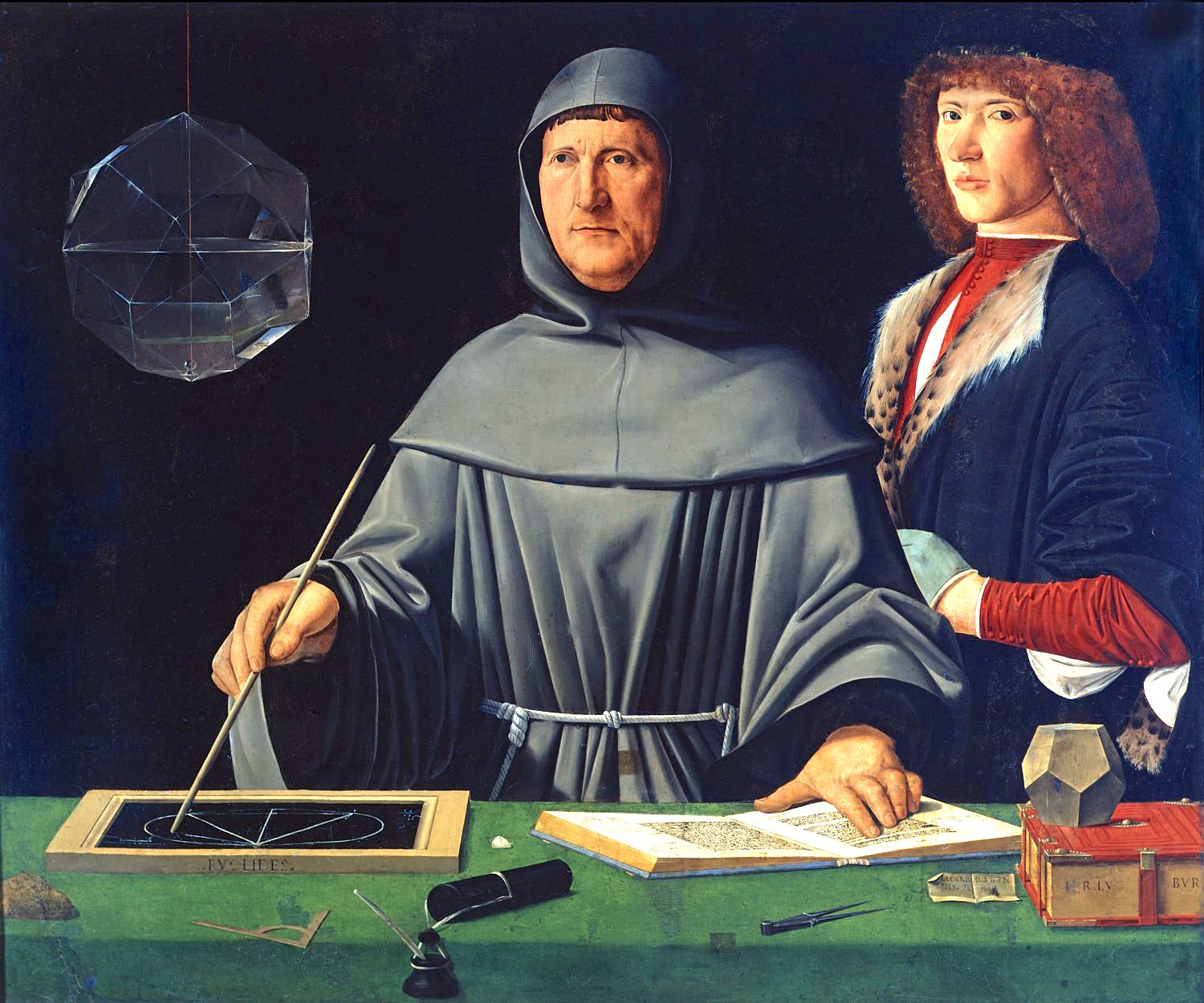
Retrato de Luca Pacioli com um aluno, por Jacopo de' Barbari, 1460–1470. Museu de Capodimonte

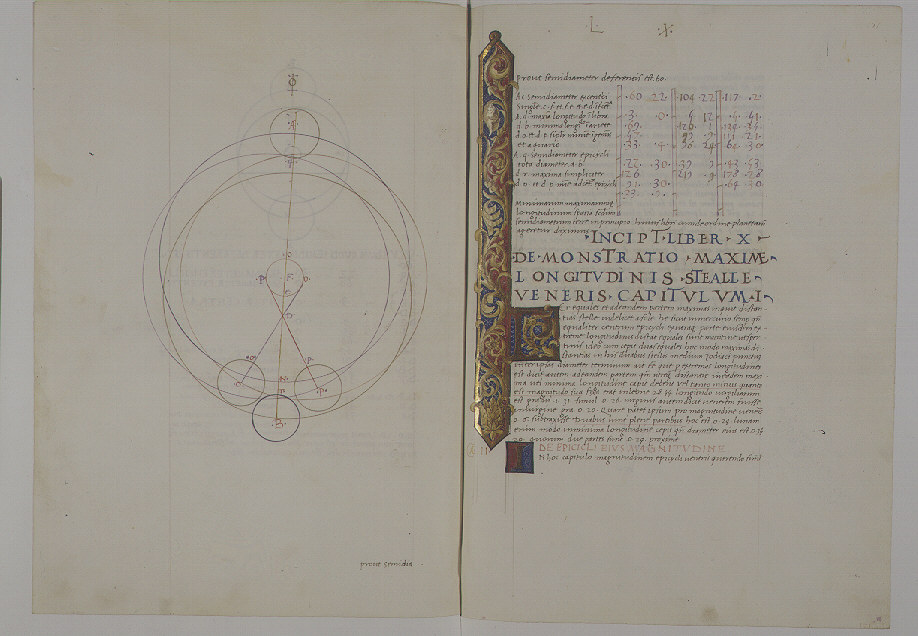
Fólio do Comentário sobre o Almagesto de Jorge de Trebizonda, c. 1482. Biblioteca Vaticana

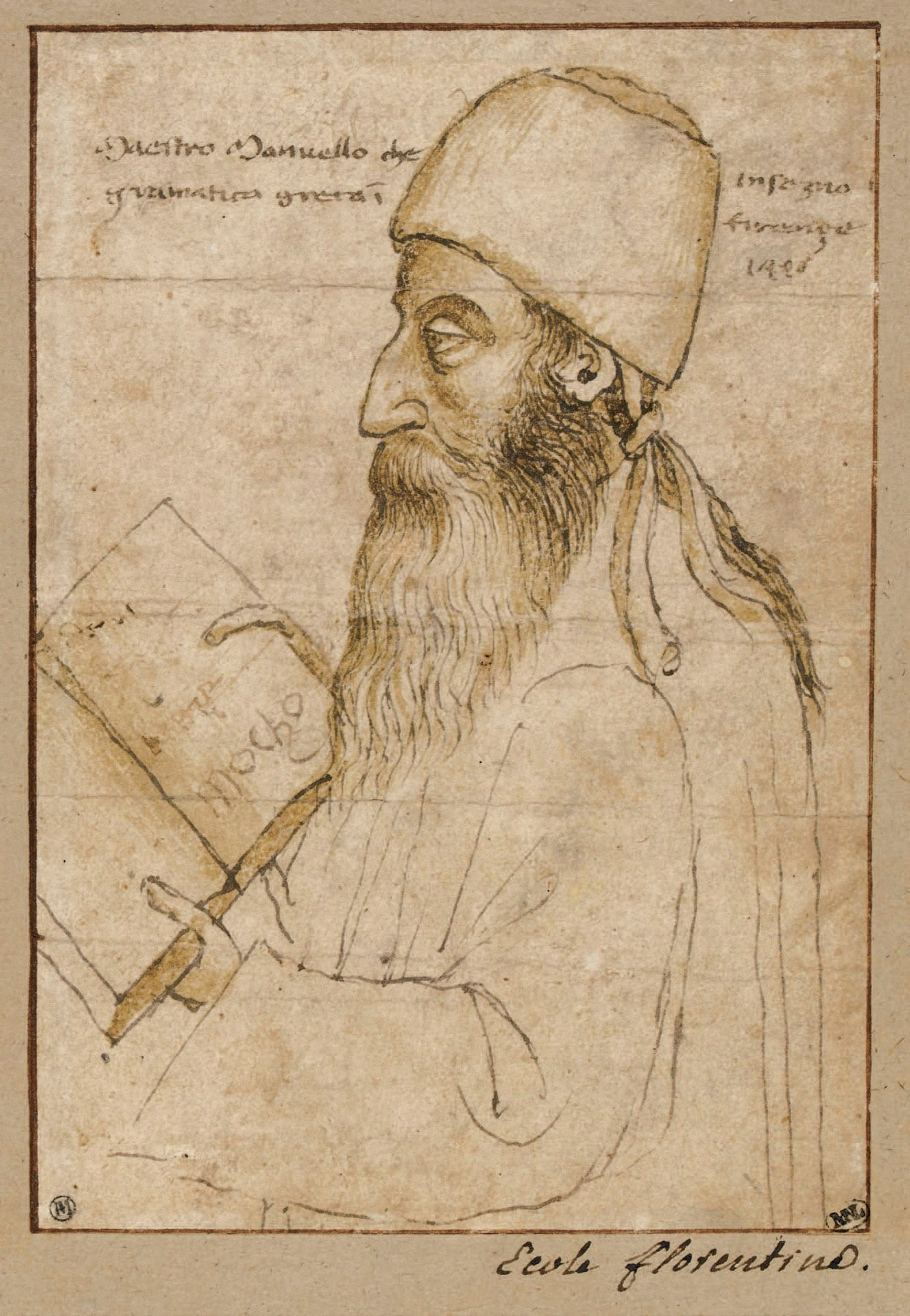
Retrato de Manuel Criosoloras por Paolo Uccello, Louvre

Enquanto isso, o humanismo amadurecia e se espalhava pela Europa através de Ficino, Rodolphus Agricola, Erasmo de Roterdão, Mirandola e Thomas More. Leonardo Bruni inaugurava a historiografia moderna e a ciência e a filosofia progrediam com Luca Pacioli, János Vitéz, Nicolas Chuquet, Regiomontanus, Nicolau de Cusa e Georg von Peuerbach, entre muitos outros. Ao mesmo tempo, o interesse pela história antiga levou humanistas como Niccolò Niccoli e Poggio Bracciolini a vasculharem as bibliotecas da Europa em busca de livros perdidos de autores clássicos. Muitos documentos importantes, de fato, foram encontrados, como o tratado De architectura, de Vitrúvio, discursos de Cícero, os Institutos de Oratória de Quintiliano, a Argonautica, de Valério Flaco, e De rerum natura, de Lucrécio. A reconquista da Península Ibérica aos mouros também disponibilizou para os eruditos europeus um grande acervo de textos de Aristóteles, Euclides, Ptolomeu e Plotino, preservados em traduções árabes e desconhecidos na Europa, e de obras muçulmanas de Avicena, Geber e Averróis, contribuindo de modo marcante para um novo florescimento na filosofia, matemática, medicina e outras especialidades científicas.
O aperfeiçoamento da imprensa por Johannes Gutenberg em meados do século facilitou e barateou imenso a divulgação do conhecimento para um público maior. O mesmo interesse pela cultura e ciência fez com que se fundassem grandes bibliotecas na Itália, e se procurasse restaurar o latim, que havia se transformado em um dialeto multiforme, para sua pureza clássica, tornando-o a nova língua franca da Europa. A restauração do latim derivou da necessidade prática de se gerir intelectualmente essa nova biblioteca renascentista. Paralelamente, teve o efeito de revolucionar a pedagogia, além de fornecer um substancial novo corpus de estruturas sintáticas e vocabulário para uso dos humanistas e literatos, que assim revestiam seus próprios escritos com a autoridade dos antigos. Também foi importante o interesse das elites pelo colecionismo de arte antiga, estimulando estudos e escavações que levaram ao descobrimento de diversas obras de arte, impulsionando com isso o desenvolvimento da arqueologia e influenciando as artes visuais.
Um vigor adicional nesse processo foi injetado pelo erudito grego Manuel Crisoloras, que entre 1397 e 1415 reintroduziu na Itália o estudo da língua grega, e com o fim do Império Bizantino em 1453 muitos outros intelectuais, como Demétrio Calcondilas, Jorge de Trebizonda, João Argirópulo, Teodoro Gaza e Barlaão de Seminara, emigraram para a península Itálica e outras partes da Europa, divulgando textos clássicos de filosofia e instruindo os humanistas na arte da exegese. Grande proporção do que hoje se conhece de literatura e legislação greco-romanas foi preservado pelo Império Bizantino, e esse novo conhecimento dos textos clássicos originais, bem como de suas traduções, foi, no entender de Luiz Marques, "uma das maiores operações de apropriação de uma cultura por outra, comparável em certa medida à da Grécia pela Roma dos Cipiões no século II a.C. Ela reflete, além disso, a passagem, crucial para a história do Quattrocento, da hegemonia intelectual de Aristóteles para a de Platão e de Plotino". Nesse grande influxo de ideias foi reintroduzida na Itália toda a estrutura da antiga Paideia, um corpo de princípios éticos, sociais, culturais e pedagógicos concebido pelos gregos e destinado a formar um cidadão modelar. As novas informações e conhecimentos e a concomitante transformação em todas as áreas da cultura levaram os intelectuais a sentir que se achavam em meio a uma fase de renovação comparável às fases brilhantes das civilizações antigas, em oposição à Idade Média anterior, que passou a ser considerada uma era de obscuridade e ignorância.
A morte de Lourenço de Médici em 1492, que governara Florença por quase trinta anos, e que ganhou fama como um dos maiores mecenas do século, mais o colapso do governo aristocrático em 1494, assinalaram o fim da fase dourada da cidade. Ao longo do Quattrocento Florença foi o principal — mas nunca o único — polo de difusão do classicismo e do humanismo para o centro-norte da Itália, e cultivou a cultura que veio a ganhar fama como a mais perfeita expressão do Renascimento e o modelo contra o qual todas as outras expressões foram comparadas. Essa tradição laudatória se fortaleceu depois de Vasari lançar no século XVI suas Vidas dos Artistas, o marco inaugural da historiografia da arte moderna, que atribuiu o claro protagonismo e a excelência superior aos florentinos. Esta obra teve larga repercussão e influiu nos rumos da historiografia por séculos.

### Alta Renascença

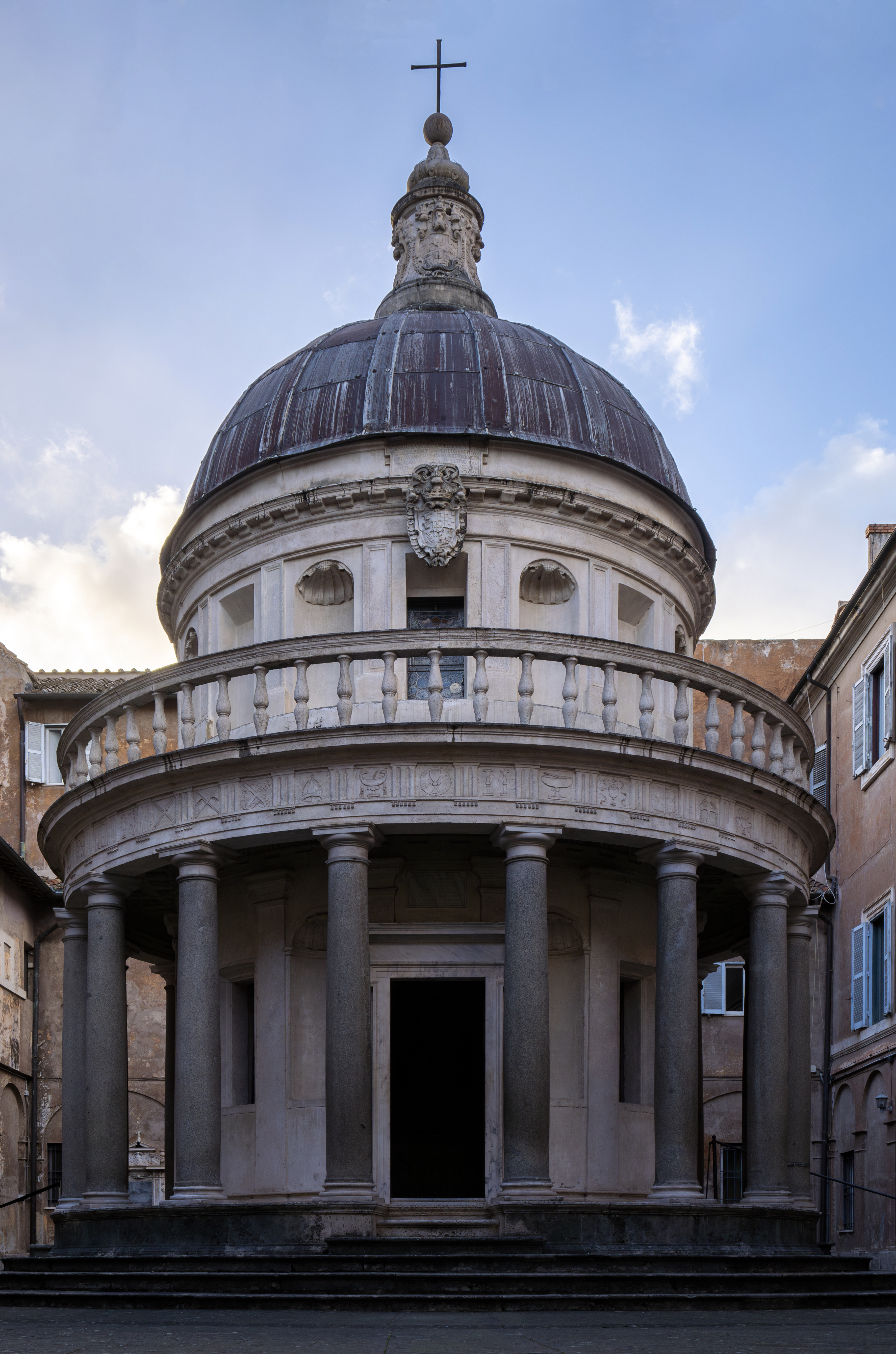
O Tempietto de Bramante na igreja de San Pietro in Montorio em Roma, 1502, um dos edifícios mais influentes do período

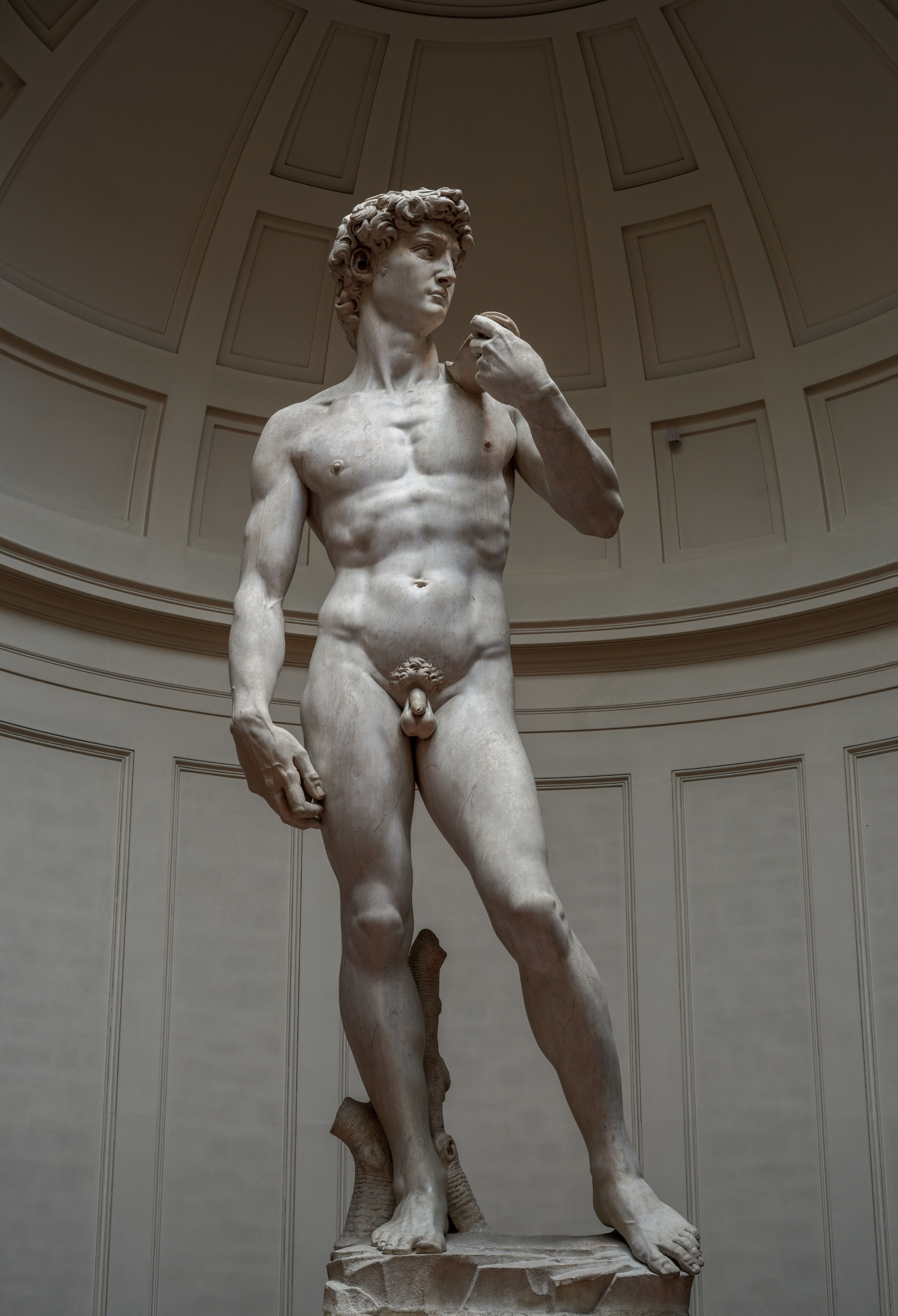
Michelangelo: David, 1504. Galleria dell’Accademia

A Alta Renascença cronologicamente engloba os anos finais do Quattrocento e as primeiras décadas do Cinquecento, sendo delimitada aproximadamente pelas obras de maturidade de Leonardo da Vinci (a partir de c. 1480) e o Saque de Roma em 1527. Nesse período Roma assumiu a vanguarda artística e intelectual, deixando Florença em segundo plano. Isso se deve principalmente ao mecenato papal e a um programa de reformas e embelezamentos urbanos, que procurou revitalizar a antiga capital imperial à inspiração, exatamente, da glória dos césares, da qual os papas se julgaram os legítimos herdeiros. Ao mesmo tempo, como sede do papado e plataforma de suas pretensões imperialistas, reafirmava-se sua condição de "Cabeça do Mundo".
Isso se refletiu ainda na recriação de práticas sociais e simbólicas que imitavam as da Antiguidade, como os grandes cortejos de triunfo, as festas públicas suntuosas, as cunhagens de medalhas, as representações teatrais grandiloquentes, cheias de figuras históricas, mitológicas e alegóricas. Roma até então não havia produzido grandes artistas renascentistas, e o classicismo havia sido plantado através da presença temporária de artistas de outras partes. Mas com a fixação na cidade de mestres do porte de Rafael, Michelangelo e Bramante formou-se uma dinâmica escola local, tornando a cidade o mais rico repositório da arte da Alta Renascença.
Nesta altura, o classicismo era a corrente estética dominante na Itália, com muitos centros importantes de cultivo e difusão. Pela primeira vez a Antiguidade era compreendida como uma civilização definida, com um espírito próprio, e não como uma sequência de eventos isolados. Ao mesmo tempo, identificou-se esse espírito como muito próximo ao do Renascimento, fazendo com que os artistas e intelectuais sentissem de certa forma que podiam dialogar em pé de igualdade com os mestres do passado que admiravam. Haviam, enfim, "dominado" a linguagem recebida, e podiam agora usá-la com mais liberdade e compreensão.
Ao longo dos séculos formou-se um amplo consenso de que a Alta Renascença representou o amadurecimento dos ideais mais caros de toda a geração renascentista anterior, do humanismo, da noção de autonomia da arte, da transformação do artista em um cientista e um erudito, da busca pela fidelidade à natureza, e do conceito de gênio. Recebeu o nome de "Alta" por causa desse caráter alegadamente exemplar, de clímax de uma trajetória de ascensão contínua. Não poucos historiadores registraram testemunhos passionais de admiração pelo legado dos artistas do período, chamando-a de uma época "milagrosa", "sublime", "incomparável", "heroica", "transcendente", sendo revestida pela crítica de uma aura de nostalgia e veneração por muito tempo. Assim como tem feito com todos os antigos consensos e mitos, a crítica recente vem se encarregando de desconstruir e reinterpretar mais essa tradição, considerando-a uma visão de certa forma escapista, esteticista e superficial de um contexto social marcado, como sempre foi, por enormes desigualdades sociais, tirania, corrupção, guerras vãs e outros problemas, "uma bela, mas no fundo trágica fantasia", como observou Brian Curran.
Essa supervalorização também tem sido criticada por basear-se excessivamente no conceito de gênio, atribuindo todas as contribuições relevantes a um punhado de artistas, e por identificar como "clássica" e como "a melhor" apenas uma determinada corrente estética, enquanto a revisão das evidências tem mostrado que tanto a Antiguidade como a Alta Renascença foram muito mais variadas do que a visão hegemônica alegava.

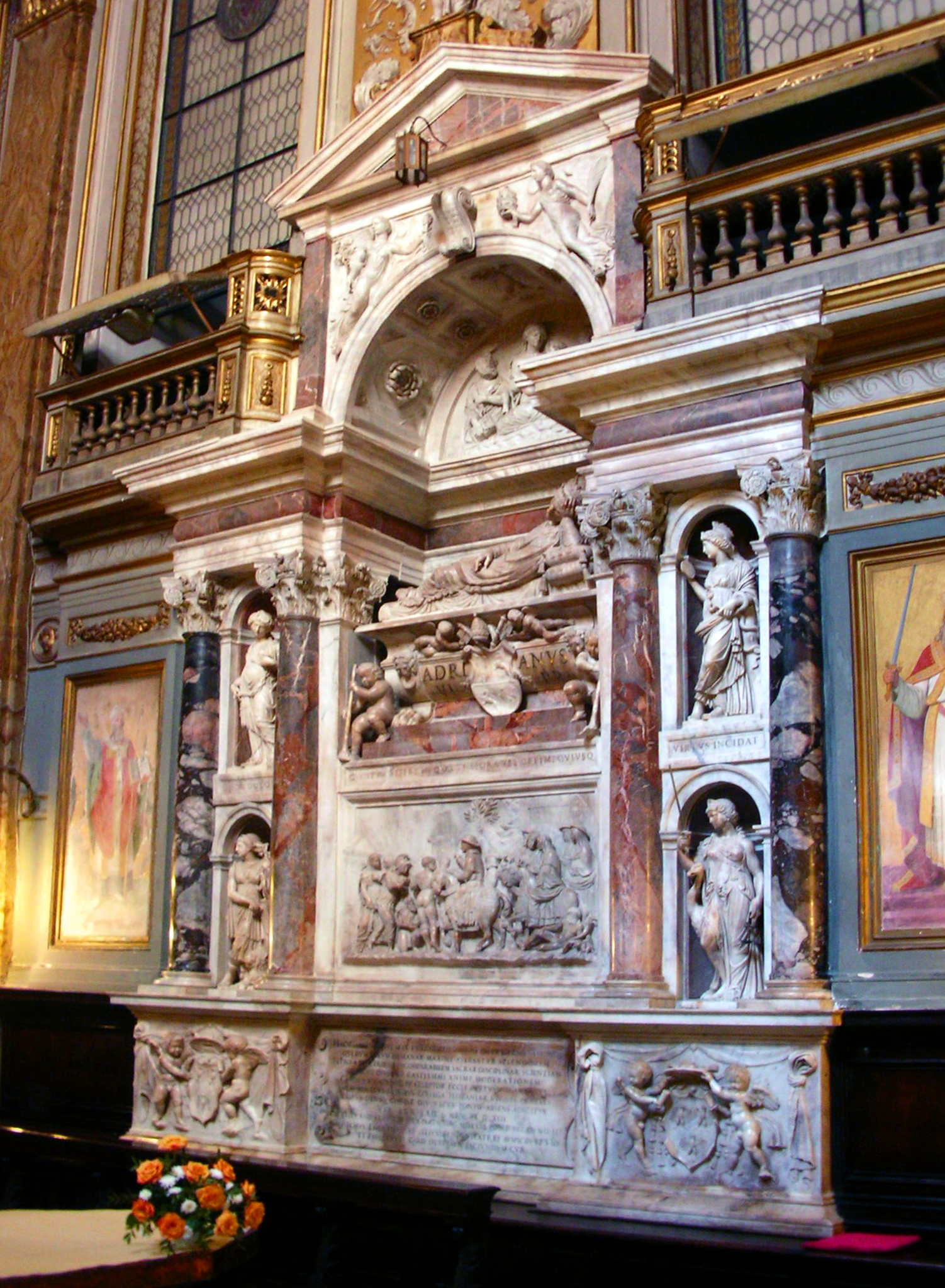
Baldassarre Peruzzi: Tumba do papa, 1523. Igreja de Santa Maria dell'Anima, Roma. A grande arte fúnebre do período servia para a glorificação da memória do morto, para o embelezamento da igreja e para a edificação do povo pelos símbolos de virtude que exibiam, objetivos considerados meritórios e auxiliares para a expiação dos pecados

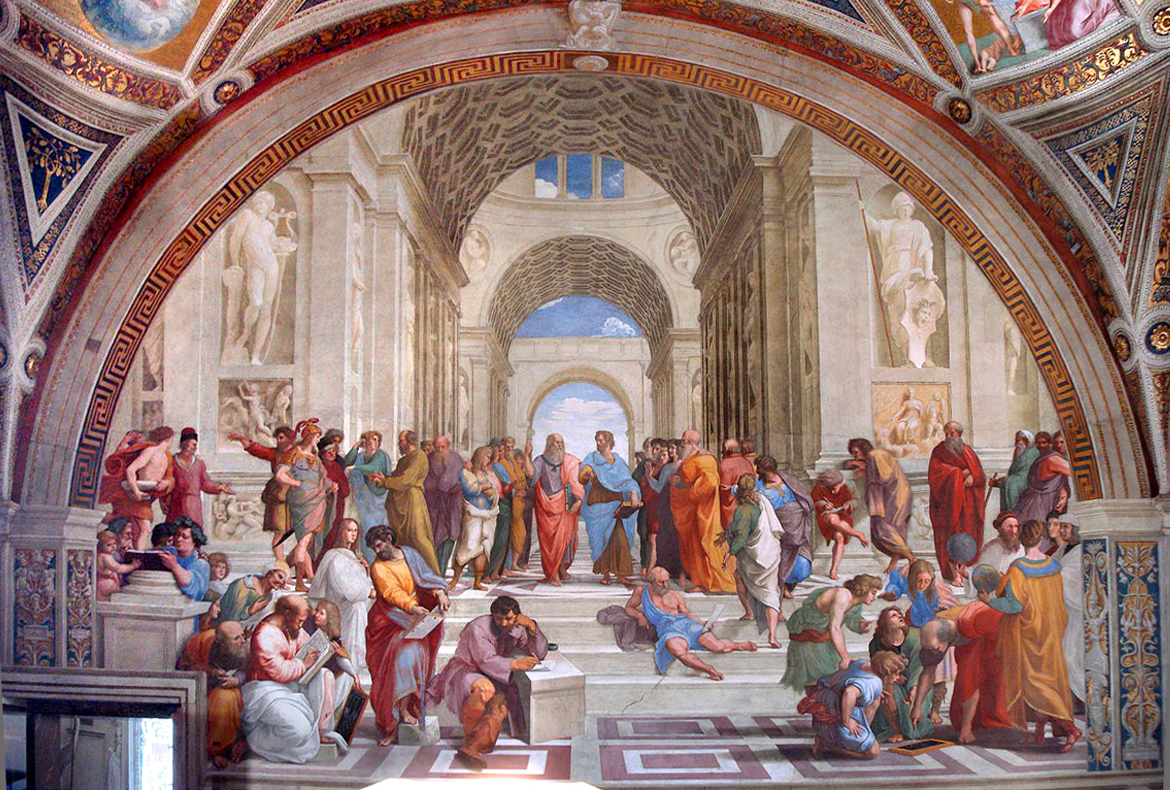
Rafael: A Escola de Atenas, 1509. Vaticano

Porém, tem sido reconhecida a importância histórica da Alta Renascença como um conceito historiográfico que foi mais mas ainda é muito influente, e tem sido reconhecido que os padrões estéticos introduzidos por Leonardo, Rafael e Michelangelo, principalmente, estabeleceram um cânone diferente dos seus predecessores e extremamente bem-sucedido em sua aceitação, da mesma maneira tornando-se referencial por longo período. Esses três mestres, apesar do revisionismo recente e da consequente relativização dos valores, ainda são considerados em larga escala como a expressão máxima do período e como a mais acabada encarnação do conceito de gênio renascentista. Seu estilo nesta fase é caracterizado por um classicismo muito idealizado e suntuoso, que sintetizava elementos seletos de fontes clássicas especialmente prestigiadas, depreciando o realismo que algumas correntes do Quattrocento ainda praticavam. Segundo Hauser,
"De acordo com os pressupostos desta arte, pareceria inconcebível, por exemplo, que os apóstolos fossem representados como camponeses vulgares e artesãos comuns, como o eram tão frequentemente e com tanto sabor, no século XV. Para esta arte nova, os profetas, apóstolos, mártires e santos são personalidades ideais, livres, grandes, poderosas e dignificadas, graves e solenes, uma raça heroica, no pleno florescimento de uma beleza madura e enternecedora. Na obra de Leonardo encontramos ainda tipos da vida comum, ao lado destas nobres figuras, mas gradualmente nada que não seja grande e sublime parece digno de representação artística".
Ao longo do exílio dos papas em Avinhão a cidade de Roma entrara em grande declínio, mas desde o retorno no século anterior os pontífices procuraram reorganizá-la e revitalizá-la, empregando um exército de arqueólogos, humanistas, antiquários, arquitetos e artistas para estudar e conservar ruínas e monumentos e embelezar a cidade, para que ela voltasse a ser digna do seu passado ilustre. Se havia se tornado um hábito para muitos renascentistas afirmar que estavam vivendo uma nova Idade Dourada, segundo Jill Burke, nunca antes isso foi reafirmado com tanto vigor e empenho como fizeram os papas Júlio II e Leão X, os principais responsáveis por tornar Roma um dos maiores e mais cosmopolitas centros artísticos europeus do seu tempo e os principais apregoadores da ideia de que em sua geração os séculos haviam atingido sua perfeição.
O corolário da mudança de mentalidade entre o Quattrocento e o Cinquecento é que enquanto naquele a forma é um fim, neste é um começo; enquanto naquele a natureza fornecia os padrões que a arte imitava, neste a sociedade precisará da arte para provar que existem tais padrões. A arte mais prestigiada se tornava pesadamente autorreferencial e afastada da realidade cotidiana, embora fosse imposta ao povo nos principais espaços públicos e no discurso oficial. Rafael resumiu os opostos em seu famoso afresco A Escola de Atenas, uma das mais importantes pinturas da Alta Renascença, que ressuscitou o diálogo filosófico entre Platão e Aristóteles, ou seja, entre o idealismo e o empirismo.
O classicismo desta fase, embora maduro e rico, conseguindo plasmar obras de grande pujança, tinha forte carga formalista e retrospectiva, e por isso vem sendo considerado por alguns críticos recentes como uma tendência conservadora e não progressista. O próprio humanismo, em sua versão romana, perdeu seu ardor cívico e anticlerical e foi censurado e domesticado pelos papas, convertendo-o, em essência, em uma justificativa filosófica para seu programa imperialista. O código de ética que se impunha entre os círculos ilustrados, uma construção abstrata e um teatro social na mais concreta acepção do termo, prescrevia a moderação, autocontrole, dignidade e polidez em tudo. O livro O Cortesão, de Baldassare Castiglione, é sua súmula teórica.

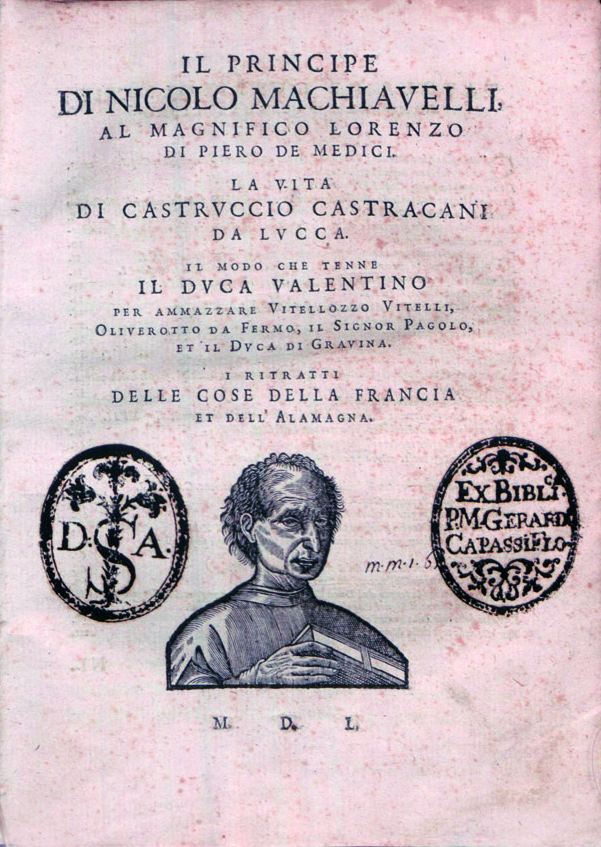
Capa do Príncipe, de Maquiavel

Apesar do código de ética que circulava entre as elites, as contradições e falhas da ideologia dominante hoje são óbvias para os pesquisadores. O programa de embelezamento de Roma tem sido criticado como uma iniciativa mais destrutiva do que construtiva que deixou uma série de obras inconclusas e arrasou ou modificou desnecessariamente monumentos e edifícios autênticos da Antiguidade. Essa sociedade permanecia autoritária, desigual e corrompida, e a julgar por algumas evidências, parece ter sido anormalmente corrompida, tanto que seus críticos coevos consideraram o saque da cidade em 1527 uma punição divina pelos seus crimes, pecados e escândalos. Neste sentido, o outro "manual didático" importante do período é O Príncipe, de Maquiavel, um tutorial de como subir ao poder e lá permanecer, onde declara que "não existem boas leis sem boas armas", não distinguindo Poder de Autoridade, e legitimando o uso da força para controle do cidadão. O livro foi uma referência fundamental para o pensamento político renascentista em sua fase final e uma inspiração importante para a filosofia do Estado moderno. Apesar de Maquiavel ser às vezes acusado de frieza, cinismo, calculismo e crueldade, tanto que dele vem a expressão "maquiavélico", a obra é um documento histórico valioso como uma análise abrangente da prática política e dos valores dominantes da época.
Eventos como a descoberta da América e a Reforma Protestante, e técnicas como a imprensa de tipos móveis, transformaram a cultura e a visão de mundo dos europeus, ao mesmo tempo em que a atenção de toda a Europa se voltava para a Itália e seus progressos, com as grandes potências da França, Espanha e Alemanha desejando sua partilha e fazendo dela um campo de batalhas e pilhagens. Com as invasões que se seguiram a arte italiana espalhou sua influência por uma vasta região do continente.

### OCinquecentoe o Maneirismo italiano

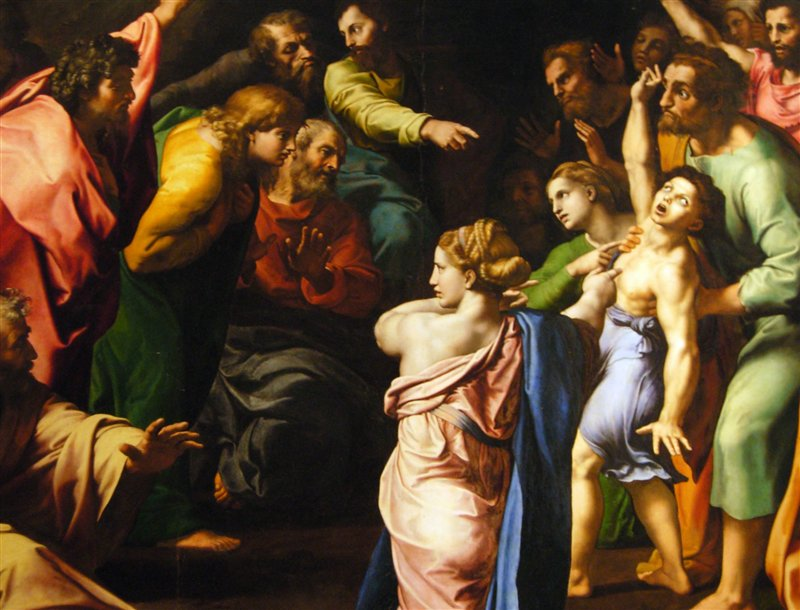
Rafael: Detalhe da Transfiguração de Cristo, 1517–1520, mostrando traços precursores do Maneirismo. Museus Vaticanos

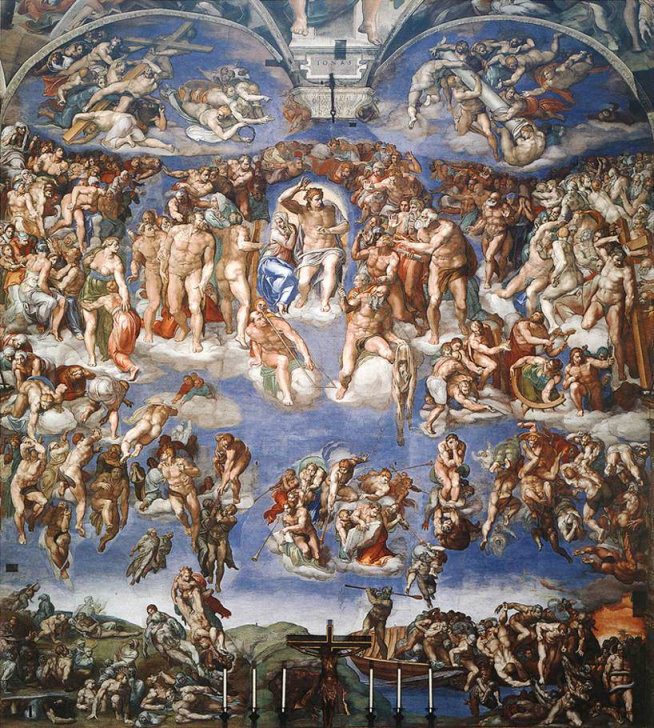
Michelangelo: O Juízo Final, 1534-41. Capela Sistina

O Cinquecento (século XVI) é a derradeira fase da Renascença, quando o movimento se transforma e se expande para outras partes da Europa. Na sequência do saque de Roma de 1527 e da contestação da autoridade papal pelos Protestantes o equilíbrio político do continente se alterou e sua estrutura sociocultural foi abalada. A Itália sofreu as piores consequências: além de ser invadida e saqueada, deixava de ser o centro comercial da Europa à medida que novas rotas de comércio eram abertas pelas grandes navegações. Todo o panorama mudava de figura, declinando a influência católica, e surgindo sentimentos de pessimismo, insegurança e alheação, que caracterizam a atmosfera do Maneirismo.
A queda de Roma significou que não havia mais "um" centro a ditar a estética e a cultura. Aparecem escolas regionais marcadamente diferenciadas em Florença, Ferrara, Nápoles, Milão, Veneza, e muitas outras, e o Renascimento se espalhou então definitivamente por toda a Europa, transformando-se e diversificando-se profundamente à medida que incorporava um variadíssimo corpo de influências regionais. A arte de longevos como Michelangelo e Ticiano registrou em grande estilo a passagem de uma era de certezas e clareza para outra de dúvidas e drama. As conquistas intelectuais e artísticas da Alta Renascença ainda estavam frescas e não poderiam ser esquecidas de pronto, mesmo que seu substrato filosófico já não pudesse permanecer válido diante dos novos fatos políticos, religiosos e sociais. A nova arte e arquitetura que se fez, onde se destacam nomes como Parmigianino, Pontormo, Tintoretto, Rosso Fiorentino, Vasari, Palladio, Vignola, Romano, Cellini, Bronzino, Giambologna, Beccafumi, ainda que inspirada na Antiguidade, reorganizou e traduziu seus sistemas de proporção e representação espacial e seus valores simbólicos em obras inquietas, distorcidas, ambivalentes e preciosistas.
Essa mudança estava sendo preparada há algum tempo. Na década de 1520 o papado havia se envolvido em tantos conflitos internacionais e a pressão em seu redor era tanta que poucas pessoas duvidavam de que Roma estava condenada, considerando sua queda apenas uma questão de tempo. Desde bem antes do desastre de 1527 o próprio Rafael, tradicionalmente visto como um dos mais puros representantes da moderação e do equilíbrio considerados típicos da Alta Renascença, em várias obras importantes concebeu as cenas com contrastes tão fortes, os grupos com tanto movimento, as figuras com expressão tão apaixonada, e em posições tão antinaturais e retóricas, que segundo Frederick Hartt ele poderia ser colocado não só como um precursor do Maneirismo, mas também do Barroco, e se tivesse vivido mais sem dúvida teria acompanhado Michelangelo e outros na transição completa para um estilo consistentemente diferenciado daquele do início do século.

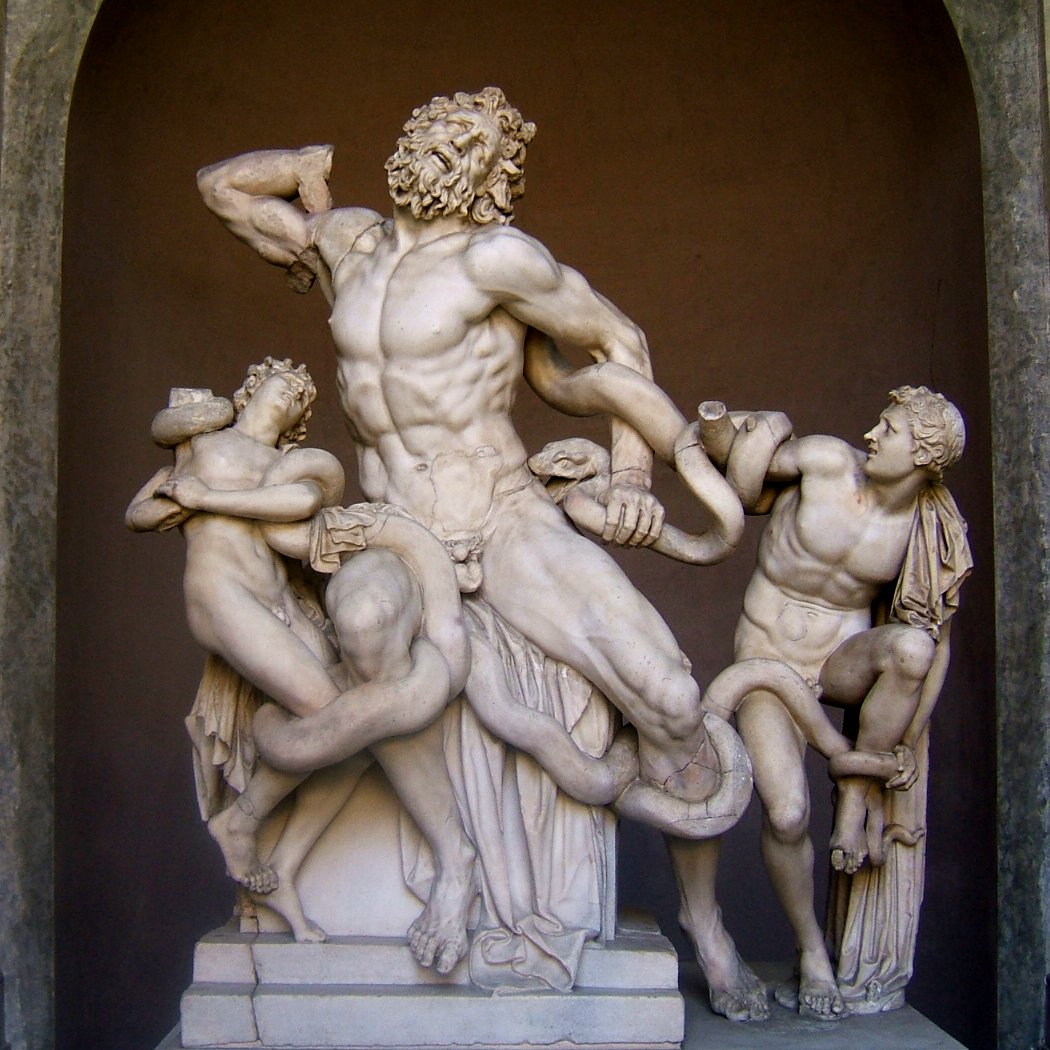
Grupo de Laocoonte, Museus Vaticanos

Vasari, um dos principais eruditos do Cinquecento, não percebeu uma solução de continuidade radical entre a Alta Renascença e o período seguinte, no qual ele mesmo viveu, considerava-se ainda um renascentista e ao explicar as diferenças evidentes entre a arte dos dois períodos, dizia que os sucessores de Leonardo, Michelangelo e Rafael estavam trabalhando em um "estilo moderno", uma "maneira nova", que procurava imitar algumas das mais importantes obras da Antiguidade que conheciam. Ele se referia principalmente ao Grupo de Laocoonte, redescoberto em 1506, causando uma enorme sensação no meio artístico romano, e ao Torso Belvedere, que na mesma época começava a se tornar famoso e muito estudado. Estas obras exerceram uma larga influência sobre os primeiros maneiristas, incluindo Michelangelo, contudo, pertencem não ao período Clássico, mas ao Helenístico, que em muitos aspectos foi uma escola anticlássica. Tampouco os renascentistas entendiam o termo "clássico" como ele foi entendido a partir do século XVIII, a expressão de um ideal de pureza, majestade, perfeição, equilíbrio, harmonia e moderação emocional, a síntese de tudo o que era bom, útil e belo, que identificaram existindo na Grécia Antiga entre os séculos V e IV a.C.. É difícil determinar como os renascentistas percebiam as diferenças entre as correntes estéticas contrastantes da cultura greco-romana como um todo (a "Antiguidade"), quase todas as obras da Antiguidade às quais tinham acesso naquela época eram releituras helenísticas e romanas de modelos gregos perdidos, um repertório formal muito eclético que incorporava referenciais múltiplos de quase mil anos da história greco-romana, período em que houve várias e dramáticas mudanças de gosto e estilo. Parecem ter visto a Antiguidade mais como um período cultural monolítico, ou pelo menos como um de cujo acervo iconográfico poderiam retirar elementos escolhidos à vontade para criar uma "Antiguidade usável", adaptada às demandas do tempo. O crítico Ascanio Condivi relata um exemplo dessa postura em Michelangelo, dizendo que quando o mestre queria criar uma forma ideal, não se contentava em observar apenas um modelo, mas procurava muitos e tirava de cada um deles os melhores traços. Relata-se que Rafael, Bramante e outros usavam a mesma abordagem.

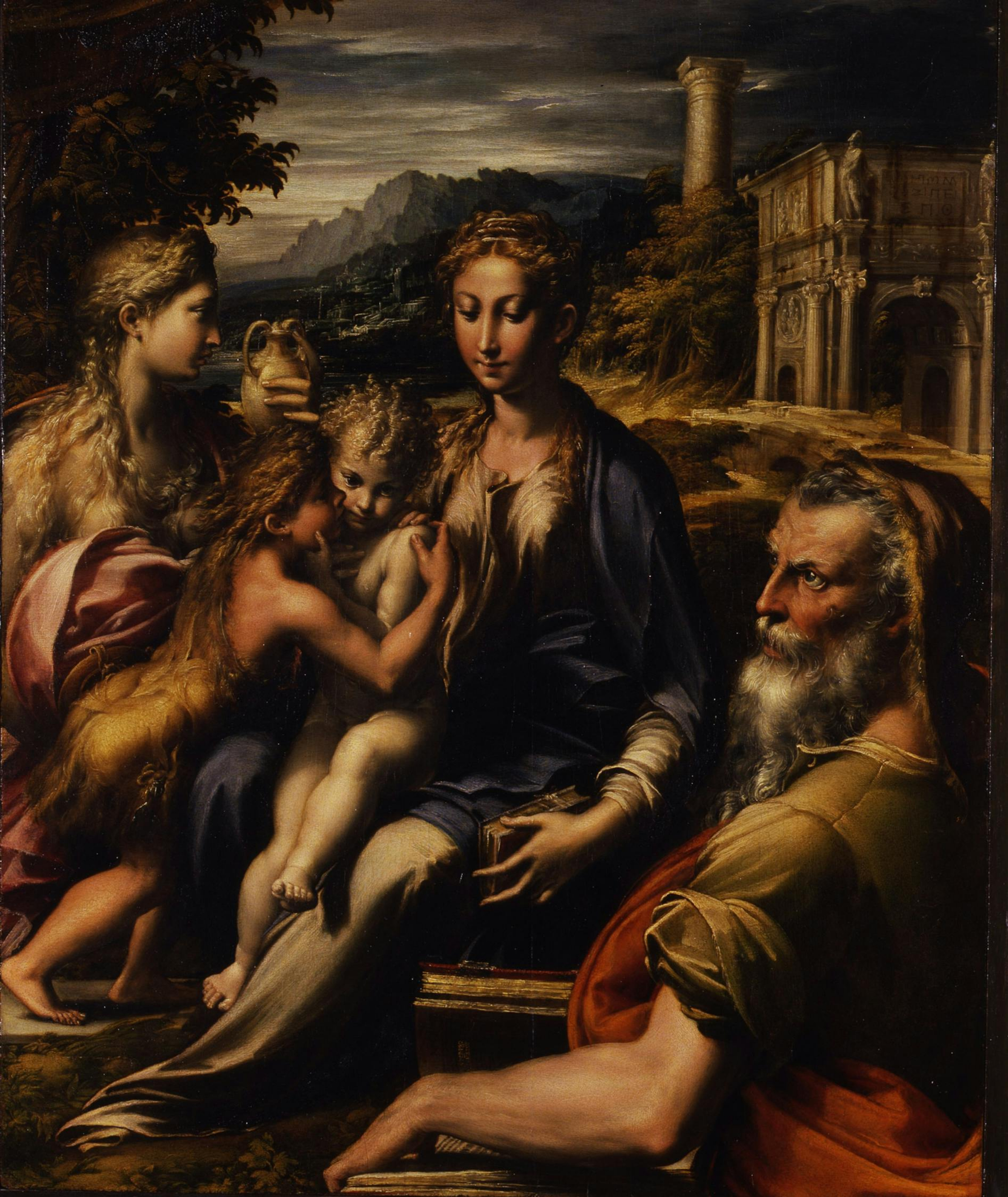
Parmigianino: Madonna com o Menino e santos, c. 1530. Uffizi

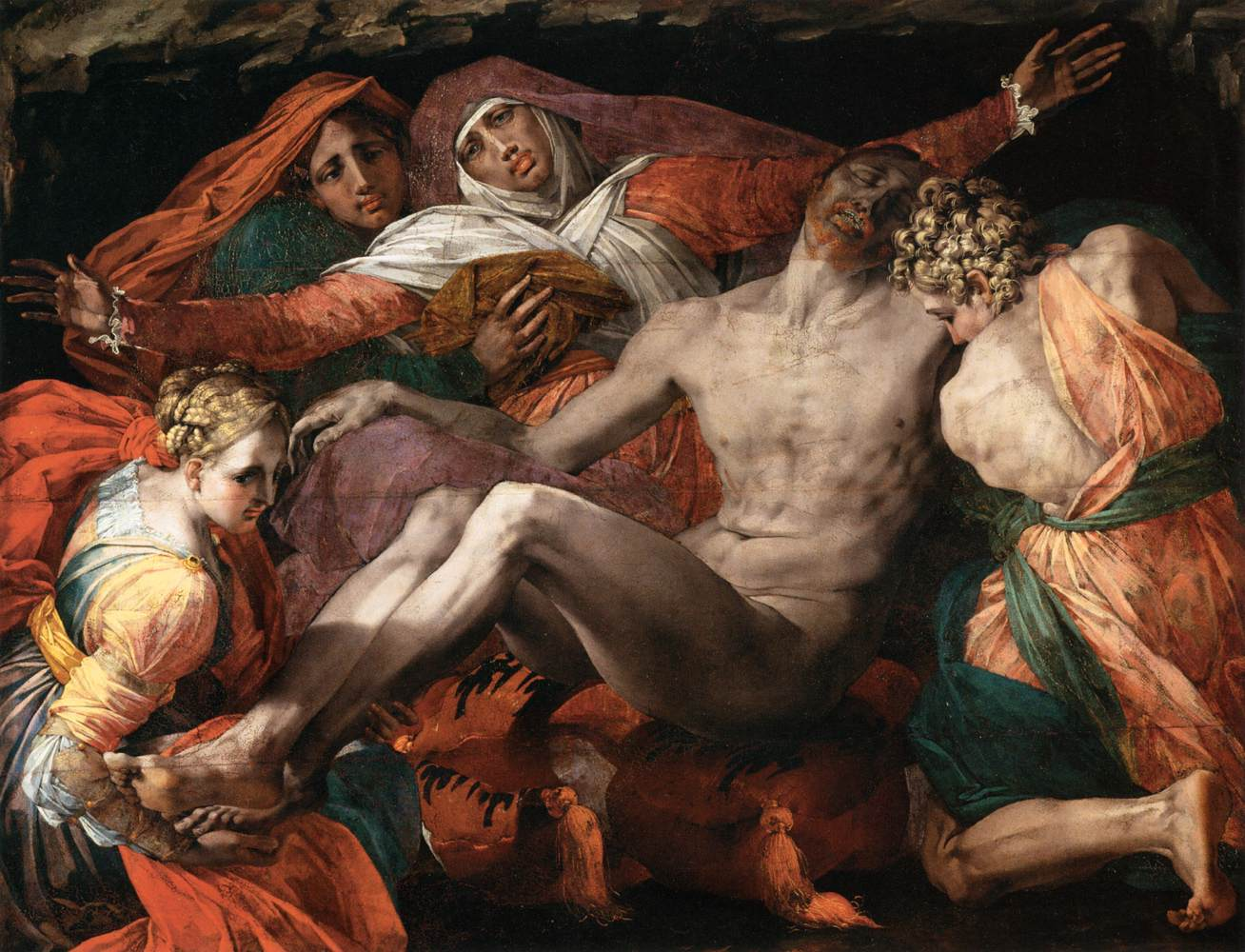
Rosso Fiorentino: Pietà, 1537-1540. Louvre

Porém, depois do século XVII e por muito tempo o Maneirismo foi visto como uma degeneração dos ideais clássicos autênticos, desenvolvida por artistas perturbados ou mais preocupados com os caprichos de um virtuosismo mórbido e fútil. Muitos críticos posteriores atribuíram o dramatismo e assimetria das obras do período a uma imitação exagerada do estilo de Michelangelo e de Giulio Romano, mas esses traços também foram interpretados como um reflexo de uma época agitada e desiludida. Hartt assinalou a influência de movimentos de reforma da Igreja na mudança de mentalidade. A crítica recente entende que os movimentos culturais são sempre fruto de múltiplos fatores, e o Maneirismo italiano não é uma exceção, mas considera-se que foi em essência o produto de ambientes cortesãos conservadores, de cerimonialismo complexo e cultura eclética e ultra-sofisticada, e não um movimento intencionalmente anticlássico.
De qualquer modo, a polêmica teve o efeito de cindir os estudiosos do Maneirismo em duas correntes principais. Para uns a difusão da influência italiana sobre a Europa ocorrida no Cinquecento produziu expressões plásticas tão polimorfas e tão distintas daquelas do Quattrocento e da Alta Renascença, que se tornou um problema descrevê-las como parte do fenômeno original, parecendo-lhes que em muitos sentidos constituem uma antítese dos princípios clássicos tão prezados pelas fases anteriores, e que definiriam o "verdadeiro" Renascimento. Assim, estabeleceram o Maneirismo como um movimento independente, reconhecendo-o como uma requintada, imaginativa e vigorosa forma de expressão, uma importância realçada por ser a primeira escola de arte moderna. A outra vertente crítica, contudo, o analisa como um aprofundamento e um enriquecimento dos pressupostos clássicos e como uma legítima conclusão do ciclo do Renascimento; não tanto uma negação ou desvirtuamento daqueles princípios, mas uma reflexão sobre sua aplicabilidade prática naquele momento histórico e uma adaptação — às vezes dolorosa mas em geral criativa e bem sucedida — às circunstâncias da época. Para tornar o quadro ainda mais complexo, a própria identificação dos traços característicos do Maneirismo, bem como sua cronologia e sua aplicabilidade a outras regiões e outras áreas além das artes visuais, têm sido centro de outra polêmica monumental, que muitos consideram insolúvel.
Além das mudanças culturais provocadas pelo rearranjo político do continente, o século XVI foi marcado por uma outra grande crise, a Reforma Protestante, que derrubou para sempre a antiga autoridade universal da Igreja Romana. Um dos impactos mais importantes da Reforma sobre a arte renascentista foi a condenação das imagens sagradas, o que despovoou os templos do norte de representações pictóricas e escultóricas de santos e personagens divinos, e muitas obras de arte foram destruídas em ondas de fúria iconoclasta. Com isso as artes representativas sob influência reformista se voltaram para os personagens profanos e a natureza. O papado, porém, logo percebeu que a arte podia ser uma arma eficiente contra os protestantes, auxiliando em uma evangelização mais ampla e mais sedutora para as grandes massas do povo. Durante a Contrarreforma foram sistematizados novos preceitos que determinavam em detalhe como o artista deveria criar obras de tema religioso, procurando enfatizar a emoção e o movimento, considerados recursos mais inteligíveis e atraentes para ganhar a devoção simples do povo e, assim, garantir a vitória contra os protestantes. Mas se por um lado a Contrarreforma deu origem a mais encomendas de arte sacra, a antiga liberdade de expressão artística que se verificara em fases anteriores desapareceu, uma liberdade que permitira a Michelangelo decorar seu enorme painel do Juízo Final, pintado no coração do Vaticano, com uma multidão de corpos nus de grande sensualidade, ainda que o campo profano permanecesse pouco afetado pela censura.

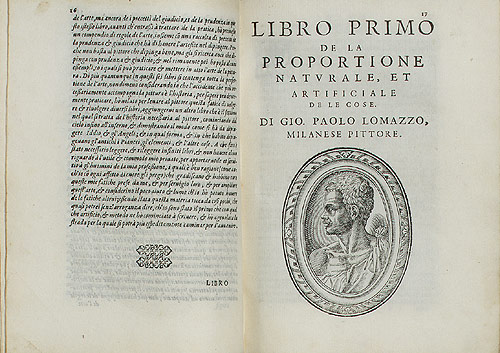
Giovanni Lomazzo: Tratado da arte da pintura, 1584

O Cinquecento foi também a era de fundação das primeiras Academias de Arte, como a Academia das Artes do Desenho em Florença e a Academia de São Lucas em Roma, uma evolução das guildas de artistas que instituiu o Academismo como um sistema de ensino superior e um movimento cultural, normatizando o aprendizado, estimulando o debate teórico e servindo como instrumento dos governos para a divulgação e consagração de ideologias não apenas estéticas, mas também políticos e sociais. Os teóricos da arte maneiristas aprofundaram os debates promovidos pela geração anterior, acentuaram as ligações do intelecto humano com a criatividade divina, e prestigiaram a diversidade. Para Pierre Bourdieu a criação do sistema acadêmico significou a formulação de uma teoria em que a arte era uma encarnação dos princípios da Beleza, da Verdade e do Bem, uma extensão natural da ideologia da Alta Renascença, mas os maneiristas se abriram à existência de vários padrões válidos, o que permitiu uma grande liberdade aos criadores em diversos aspectos, em especial na arte profana, livre do controle da Igreja. A ênfase dada nas academias ao aperfeiçoamento técnico e à referência constante aos modelos antigos consagrados serviu também para deslocar parte do interesse principal do dizer algo para mostrar quão bem algo fora dito, apresentando o artista como um erudito. A influência das academias tardaria um pouco a se firmar, mas durante o Barroco e o Neoclassicismo elas vieram a dominar todo o sistema de arte europeu.

## Críticas
O Renascimento foi historicamente muito enaltecido como a abertura de uma nova era, uma era iluminada pela Razão em que os homens, criados à imagem da Divindade, cumpririam a profecia de reinar sobre o mundo com sabedoria, e cujas obras maravilhosas os colocariam na companhia dos heróis, dos patriarcas, dos santos e dos anjos. Hoje entende-se que a realidade social não refletiu os altos ideais expressos na arte, e que esse ufanismo exaltado em torno do movimento foi em boa parte obra dos próprios renascentistas, cuja produção intelectual, que os auto-apresentava como os fundadores de uma nova Idade Dourada, e que colocava Florença no centro de tudo, determinou boa parte dos rumos da crítica posterior. Mesmo movimentos subsequentes anticlássicos, como o Barroco, reconheciam nos clássicos e em seus herdeiros renascentistas valores valiosos.
Em meados do século XIX o período havia se tornado um dos principais campos de investigação erudita, e a publicação em 1860 do clássico A História do Renascimento na Itália, de Jacob Burckhardt, foi o coroamento de cinco séculos de tradição historiográfica que colocava o Renascimento como o marco inicial da modernidade, comparando-o à remoção de um véu dos olhos da humanidade, permitindo-lhe ver claramente. Mas a obra de Burckhardt surgiu quando já era sentida uma tendência revisionista dessa tradição, e a repercussão que ela causou só acentuou a polêmica. Desde lá uma massa de novos estudos revolucionou a maneira como a arte antiga era estudada e compreendida.
A tradição e a autoridade foram sendo postas de lado em favor do estudo preferencial das fontes primárias e de análises mais críticas, nuançadas, contextualizadas e inclusivas; percebeu-se que havia muito mais diversidade de opiniões entre os próprios renascentistas do que se pensava, e que muito devido a essa diversidade se deve o dinamismo e originalidade do período; o rápido avanço em técnicas científicas de datação e restauro e de análises físico-químicas dos materiais possibilitou que inúmeras atribuições de autoria tradicionais fossem consolidadas, e outras tantas fossem abandonadas definitivamente, reorganizando de maneira significativa o mapa da produção artística; foram definidas novas cronologias e redefinidas as individualidades artísticas e suas contribuições; novas vias de difusão e influência foram identificadas, e muitas obras importantes foram redescobertas. Nesse processo, uma série de cânones historiográficos foi derrubada, e a própria tradição de divisão da História em períodos definidos ("Renascimento", "Barroco", "Neoclassicismo"), passou a ser vista como uma construção artificial que falseia o entendimento de um processo social que é continuado e cria estereótipos conceituais inconsistentes. Além disso, o estudo de todo o contexto histórico, político e social foi e vem sendo muito aprofundado, colocando as expressões culturais contra um pano de fundo valorado de uma forma que não cessa de se atualizar e se tornar mais plural.

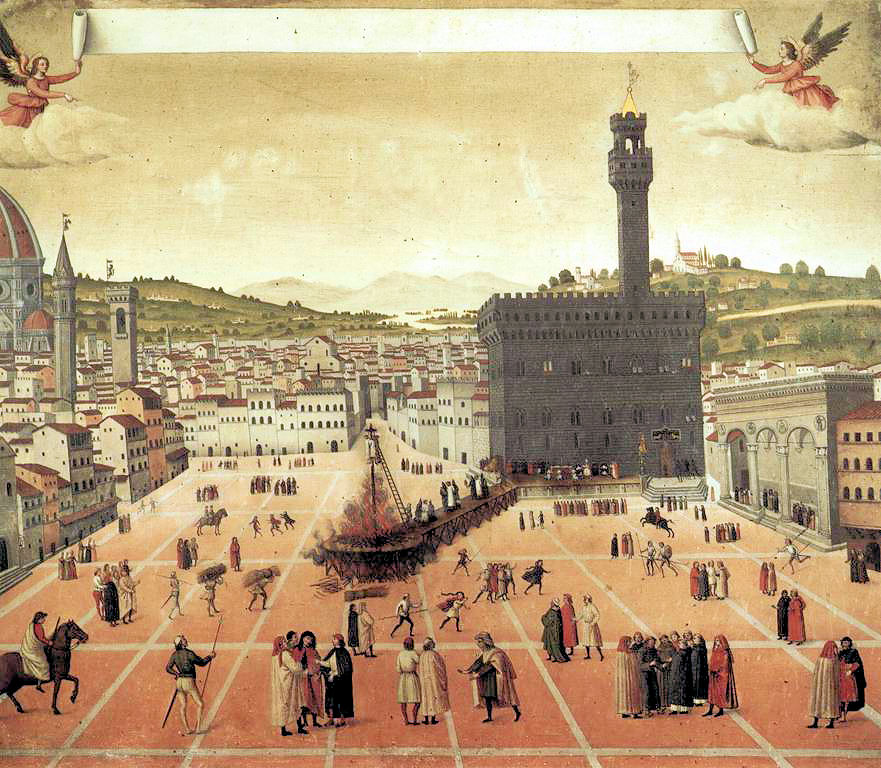
Execução de Savonarola na Piazza della Signoria, em Florença, 1498. Museu Nacional de São Marcos

Assim, muitos historiadores começaram a concluir que o Renascimento vinha sendo sobrecarregado com uma apreciação excessivamente positiva, e que isso automaticamente, e sem uma justificação sólida, desvalorizava a Idade Média e outros períodos. Boa parte do debate moderno tem procurado determinar se ele representou de fato uma melhoria em relação ao período anterior. Tem sido apontado que muitos dos fatores sociais negativos comumente associados à Idade Média — pobreza, corrupção, perseguições religiosas e políticas — parecem ter piorado. Muitas pessoas que viveram na Renascença não a tinham como uma "Idade Dourada", mas estavam cientes de graves problemas sociais e morais, como Savonarola, que desencadeou um dramático revivalismo religioso no fim do século XV que causou a destruição de inúmeras obras de arte e enfim o levou à morte na fogueira. Johan Huizinga argumentou que o Renascimento em certos aspectos foi um período de declínio em relação à Idade Média, destruindo muitas coisas que eram importantes. Por exemplo, o latim havia conseguido evoluir e manter-se bastante vivo até lá, mas a obsessão pela pureza clássica interrompeu este processo natural e o fez reverter à sua forma clássica. Para Jacques Le Goff e outros de sua escola o Renascimento foi um período em que as continuidades em relação à Idade Média foram mais importantes que as rupturas — incluindo a permanência do conceito do direito divino dos reis e dos rituais da monarquia sagrada, das bases técnicas da produção material, da concepção da história, da busca da autoridade nos antigos, do pensamento sobre os fundamentos da sociedade e sua divisão em três ordens, e do papel dominante da Igreja —, e assinalou que a ideia de um renascimento e o desejo de um retorno a uma Idade Dourada idealizada e localizada na Antiguidade impregnou a cultura europeia até depois da Revolução Francesa; de fato vários "renascimentos" floresceram antes e depois do italiano, em particular o carolíngio, o otoniano e o neoclássico. Muitos estudiosos apontaram que nesta fase a recessão econômica predominou sobre os períodos prósperos, mas outros rebatem dizendo que isso parece ter sido um fenômeno europeu e não especificamente italiano ou florentino, enquanto Eugenio Garin, Lynn Thorndike e vários outros consideram que talvez o progresso científico realizado tenha sido na verdade bem menos original do que se supõe.
Historiadores marxistas preferiram descrever o Renascimento em termos materialistas, sustentando que as mudanças em arte, literatura e filosofia foram apenas uma parte da tendência geral de distanciamento da sociedade feudal em direção ao capitalismo, que resultou no aparecimento de uma classe burguesa que dispunha de tempo e dinheiro para se devotar às artes. Também se argumenta que o recurso aos referenciais clássicos foi naquela época muitas vezes um pretexto para a legitimação dos propósitos da elite, e a inspiração na Roma republicana e principalmente na Roma imperial teria dado margem à formação de um espírito de competitividade e mercenarismo que os arrivistas usaram para uma escalada social tantas vezes inescrupulosa.
A partir da emergência das vanguardas modernas no início do século XX, e depois em várias ondas sucessivas de reaquecimento, a crítica recente estendeu as relações do Renascimento cultural para virtualmente todos os aspectos da vida daquele período, e vem interpretando seu legado de maneiras tão várias que os antigos consensos se esfarelaram em muitos tópicos particulares. Preservou-se, contudo, a impressão definida de que em muitos domínios o período foi fértil em realizações magistrais e inovadoras e que deixou uma funda marca na cultura e sociedade do ocidente por muito tempo.

## Legado

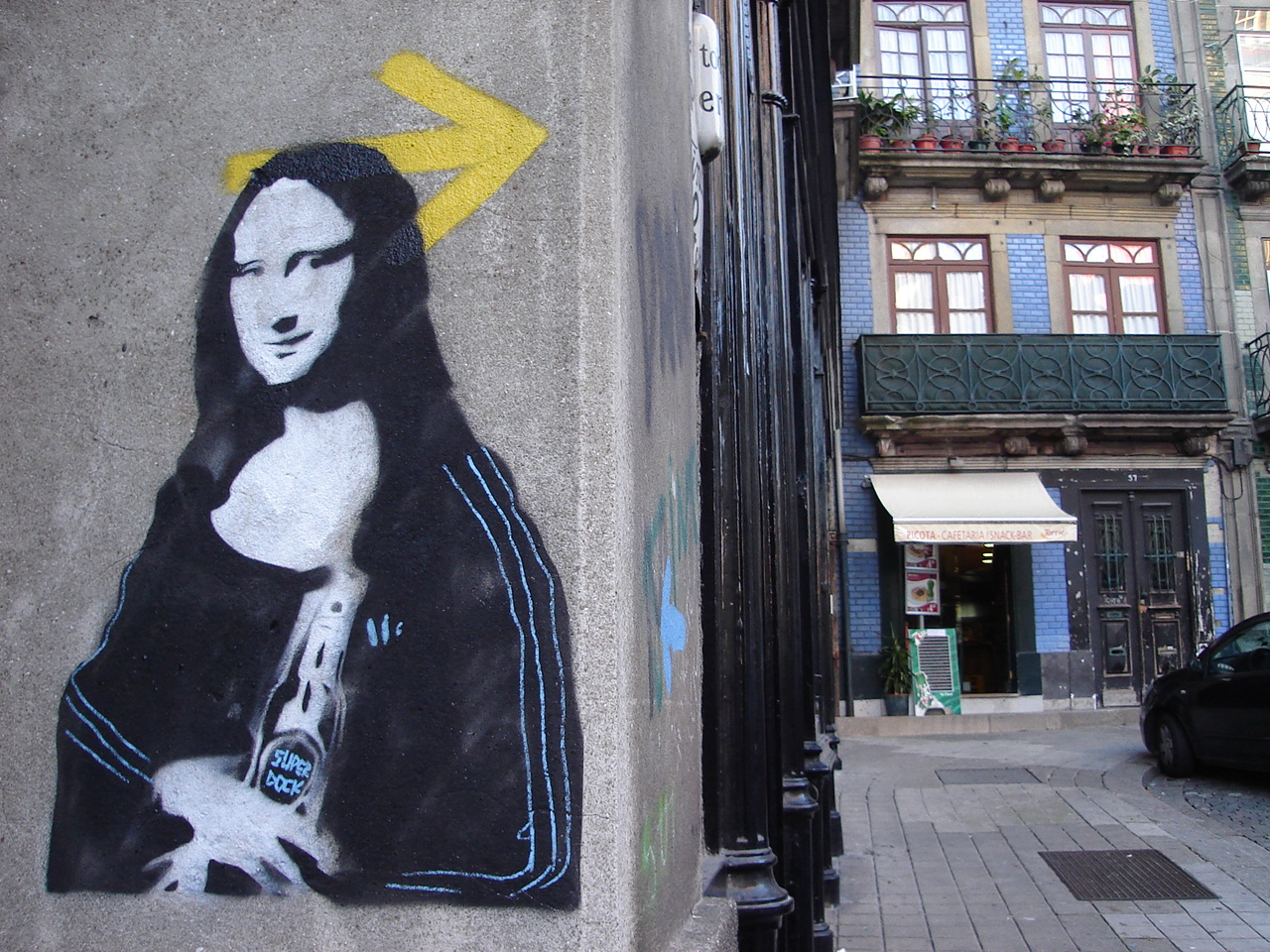
Grafite com uma releitura da Mona Lisa em uma rua do Porto

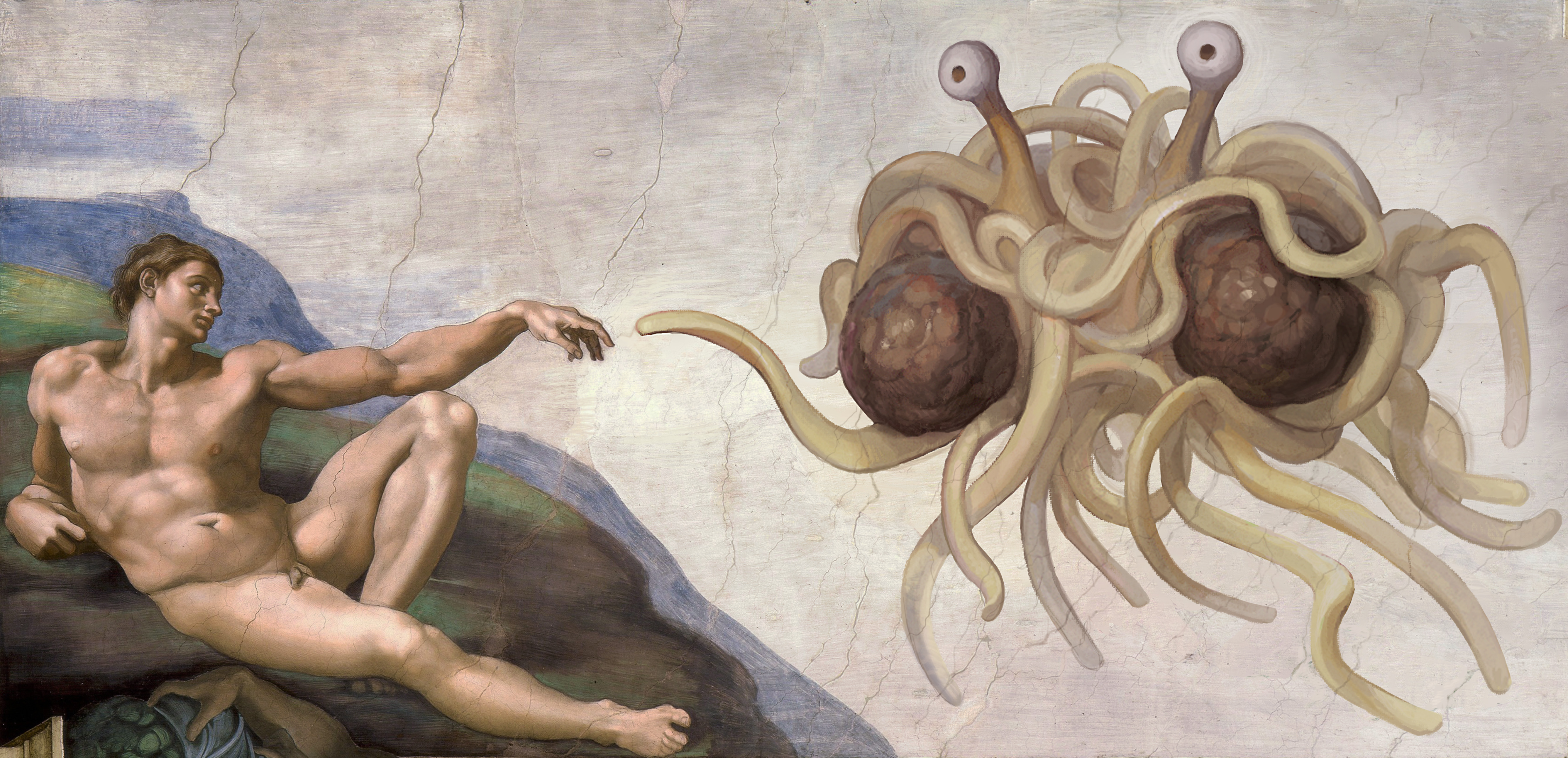
O Adão da Criação de Michelangelo incorporado à iconografia do Monstro do Espaguete Voador

Embora a crítica recente tenha imposto um forte abalo ao tradicional prestígio do Renascimento, passando a valorizar igualmente todos os períodos e a apreciá-los pelas suas especificidades, isso ao mesmo tempo possibilitou um extraordinário enriquecimento e alargamento na compreensão que hoje se tem dele, mas aquele prestígio nunca foi seriamente ameaçado, principalmente porque o Renascimento, de forma incontestável, foi um dos alicerces e parte essencial da civilização moderna do ocidente, sendo uma referência ainda viva nos dias de hoje. Algumas de suas obras mais importantes se tornaram ícones também da cultura popular, como o David e A Criação de Michelangelo e a Mona Lisa de Da Vinci. A quantidade de estudos sobre o tema, que vem aumentando a cada dia, e a continuidade de uma cerrada polêmica sobre inúmeros aspectos, evidenciam que o Renascimento é rico o bastante para continuar atraindo a atenção da crítica e do público.
Mesmo com opiniões muito divergentes sobre aspectos particulares, hoje parece ser um consenso que o Renascimento foi um período em que muitas crenças arraigadas e tomadas como verdadeiras foram postas em discussão e testadas através de métodos científicos de investigação, inaugurando uma fase em que o predomínio da religião e seus dogmas deixou de ser absoluto e abriu caminho para o desenvolvimento da ciência e da tecnologia como hoje as conhecemos. O pensamento político subsequente não teria sido articulado sem as bases humanísticas consolidadas no Renascimento, quando os filósofos foram buscar na Antiguidade precedentes para defender o regime republicano e a liberdade humana, atualizando ideias que tiveram um impacto decisivo na jurisprudência, na teoria constitucional e na formação dos Estados modernos.
No campo das artes visuais foram desenvolvidos recursos que possibilitaram um salto imenso em relação à Idade Média em termos de capacidade de representação do espaço, da natureza e do corpo humano, ressuscitando técnicas que haviam sido perdidas desde a Antiguidade e criando outras inéditas a partir dali. A linguagem arquitetônica dos palácios, igrejas e grandes monumentos que foi estabelecida a partir da herança clássica ainda hoje permanece válida e é empregada quando se deseja emprestar dignidade e importância à edificação moderna. Na literatura as línguas vernáculas se tornaram dignas de veicular cultura e conhecimento, e o estudo dos textos dos filósofos greco-romanos disseminou máximas ainda hoje presentes na voz popular e que incentivam valores elevados como o heroísmo, o espírito público e o altruísmo, que são peças fundamentais para a construção de uma sociedade mais justa e livre para todos. A reverência pelo passado clássico e pelos seus melhores valores criou uma nova visão sobre a história e fundou a historiografia moderna, e proveu as bases para a formação de um sistema de ensino que na época se estendeu para além das elites e ainda hoje estrutura o currículo escolar de grande parte do ocidente e sustenta sua ordem social e seus sistemas de governo. Por fim, a vasta produção artística que sobrevive em tantos países da Europa continua a atrair multidões de todas as partes do mundo e constitui parte significativa da própria definição de cultura ocidental.
Com tantas associações, por mais que os estudiosos se esforcem por esclarecer o assunto, ele permanece recheado de lendas, estereótipos e passionalismo, especialmente na visão popular. Nas palavras de John Jeffries Martin, chefe do Departamento de História da Universidade de Duke e editor de um grande volume de ensaios críticos publicado em 2003, onde sintetizou a evolução da historiografia e as tendências da crítica mais recente,

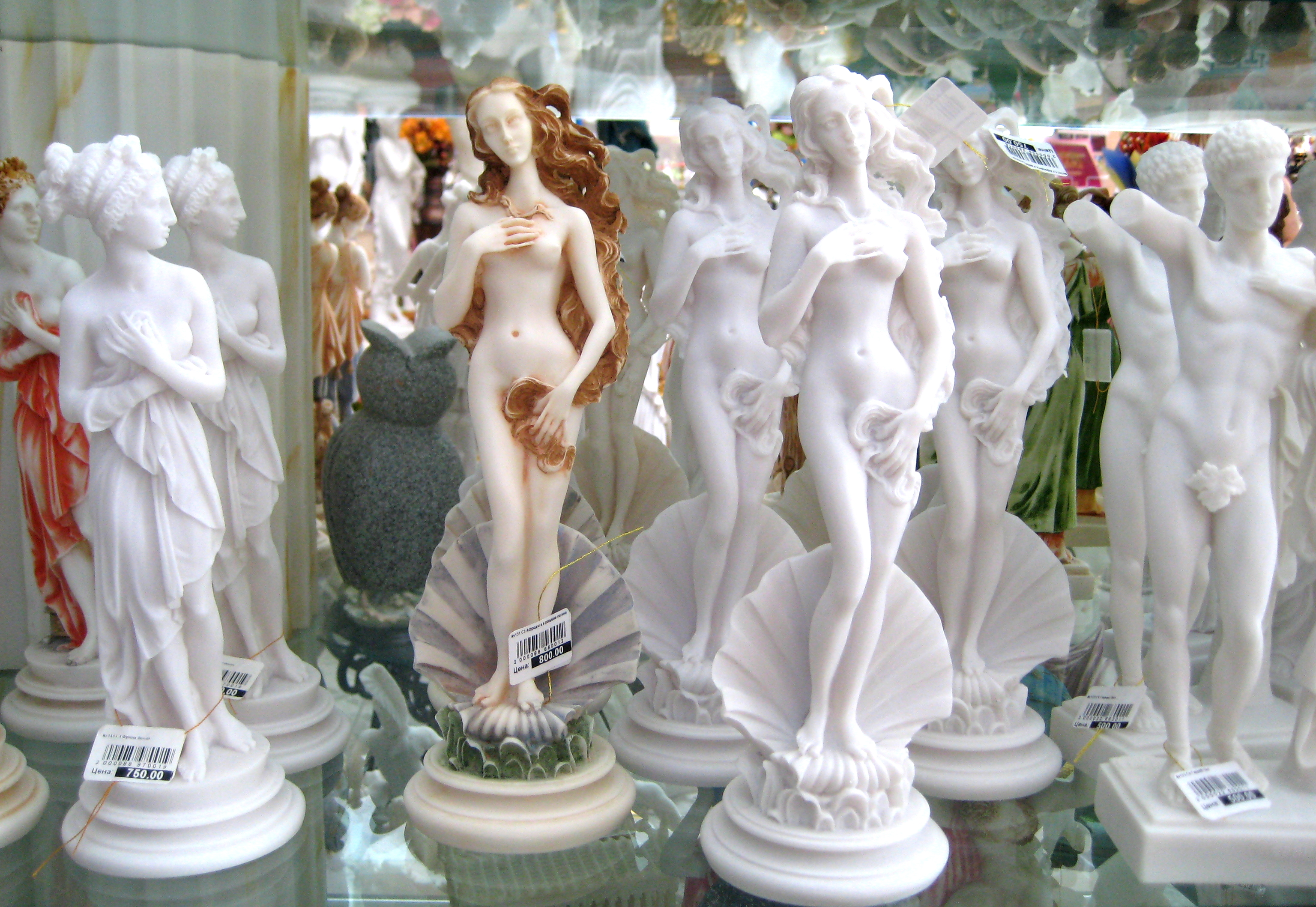
Estatuetas reproduzindo a Vênus de Botticelli e outras obras famosas, souvenirs turísticos produzidos em massa

"O grande patrimônio material que sobreviveu do Renascimento, em arte e arquitetura, investiu o movimento de uma realidade palpável, reforçando a aparente centralidade deste período em uma 'grande virada' na história do ocidente. De fato, o Renascimento — especialmente na forma como ele é apresentado na cultura popular, nos best-sellers, nos filmes, nos roteiros turísticos — continua a ocupar um lugar de honra como um marco na história da Europa, se não na história do mundo. [...]
"Apesar disso, em nossos dias, já não é mais possível buscar no Renascimento a explicação de nós mesmos e dos nossos valores. Neste sentido, o mito do Renascimento — aquele que o via como o marco inaugural do mundo contemporâneo — está morto. [...] Não faz muito tempo, muitos pesquisadores dos Estados Unidos e Europa olhavam para o Renascimento procurando entender as origens do mundo em que viviam. [...] Quando primeiro entrei em contato com o Renascimento, em meus estudos em Harvard no início da década de 1970, estudei a história da Europa mais ou menos nessas linhas. Nossos professores nos davam uma lista de textos canônicos onde esperavam que encontrássemos as origens da nossa própria cultura e sociedade. Mas ao longo dos últimos 25 anos os historiadores, como se sabe, largamente abandonaram essa abordagem. [...] Quando os eruditos estudam o Renascimento na perspectiva do agora, isto é, querendo saber o quanto ele influi sobre a vida de hoje, descobrem que os laços da contemporaneidade com ele são tênues. De repente, à beira do mar, podemos agora apenas olhar para trás e ver aquele mundo como um continente que recua cada vez mais e fica mais distante, no qual ninguém de nós gostaria realmente de voltar a viver. [...]
"Mas enquanto a erudição contemporânea está muito menos propensa do que a geração anterior a aceitar o Renascimento como a fundação do nosso mundo pós-moderno, Ver nota: de modo algum ela rejeitou a ideia de que foi um período de mudanças rápidas e complexas, [...] resultado da convergência de uma série de fatores, fazendo com que o Renascimento desempenhasse um papel decisivo na origem de muitos aspectos do mundo moderno até o século XVIII, e em menor intensidade, até o século XX".
"Minha opinião é a de que o estudo da Europa de 1350 a 1650 continua sendo essencial para o nosso entendimento do mundo moderno. Para ser franco, o Renascimento pode hoje parecer mais distante do que era para a geração anterior de acadêmicos; pode parecer mais complexo e menos coerente; pode mesmo parecer um conceito mais escorregadio, mas temos de entrar em um acordo com ele se vamos entender o modo como a Europa se integrou em um cenário cada vez mais globalizado, em um tempo em que as elites estavam redesenhando o entendimento do passado e modificando seus valores políticos, religiosos, científicos, morais e estéticos".

## Arte

### Artes visuais

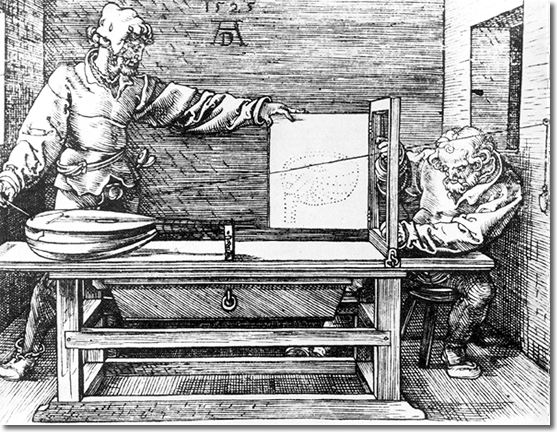
Um aparato óptico para definição da perspectiva na construção de um alaúde

Nas artes o Renascimento se caracterizou, em linhas muito gerais, pela inspiração nos antigos gregos e romanos, e pela concepção de arte como uma imitação da natureza, tendo o homem nesse panorama um lugar privilegiado. Mas mais do que uma imitação, a natureza devia, a fim de ser bem representada, passar por uma tradução que a organizava sob uma óptica racional e matemática, como um espelho de uma ordem divina que à arte cabia desvendar e expressar, num período marcado por muita curiosidade intelectual, um espírito analítico e organizador e uma matematização e cientificização de todos os fenômenos naturais. É uma época de aspirações grandiosas, o artista se aproximava do cientista e do filósofo, e os humanistas ambicionavam um saber enciclopédico; aparecem importantes tratados normatizadores e ensaios diversificados sobre arte e arquitetura, lançando-se os fundamentos para uma nova historiografia e uma nova abordagem do processo de criação. Todas as artes se beneficiam dos avanços científicos, introduzindo-se aperfeiçoamentos nas técnicas e nos materiais em vários domínios. Destaca-se, por exemplo, a recuperação da técnica da fundição em cera perdida, possibilitando criar monumentos em escala inédita em relação aos bronzes medievais, e a popularização de mecanismos ópticos e mecânicos como auxiliares da pintura e escultura. Por outro lado, a ciência se beneficia da arte, elevando o nível de precisão e realismo das ilustrações em tratados científicos e na iconografia de personagens históricos, e aproveitando ideias sobre geometria e espaço lançadas por artistas e o impulso de exploração e observação do mundo natural.
O cânone greco-romano de proporções voltava a determinar a construção da figura humana; também voltava o cultivo do Belo tipicamente clássico. O estudo da anatomia humana, a crescente assimilação da mitologia greco-romana no discurso visual e a reaparição do nu, livre dos tabus no qual o tema foi revestido na Idade Média, renovaram extensamente a iconografia da pintura e da escultura do período, abriram novos e vastos campos de pesquisa formal e simbólica, favoreceram a exploração de diferentes emoções e estados de espírito, influíram na moda e nos costumes, estimularam o colecionismo, o antiquariato e a arqueologia, e criaram uma nova tradição visual de duradoura influência, enquanto o mecenato civil e privado supriam os meios para um extraordinário florescimento da arte profana. O interesse pela representação do natural ressuscitou também a tradição da retratística, que depois da queda do Império Romano havia sido muito abandonada.

### O sistema de produção

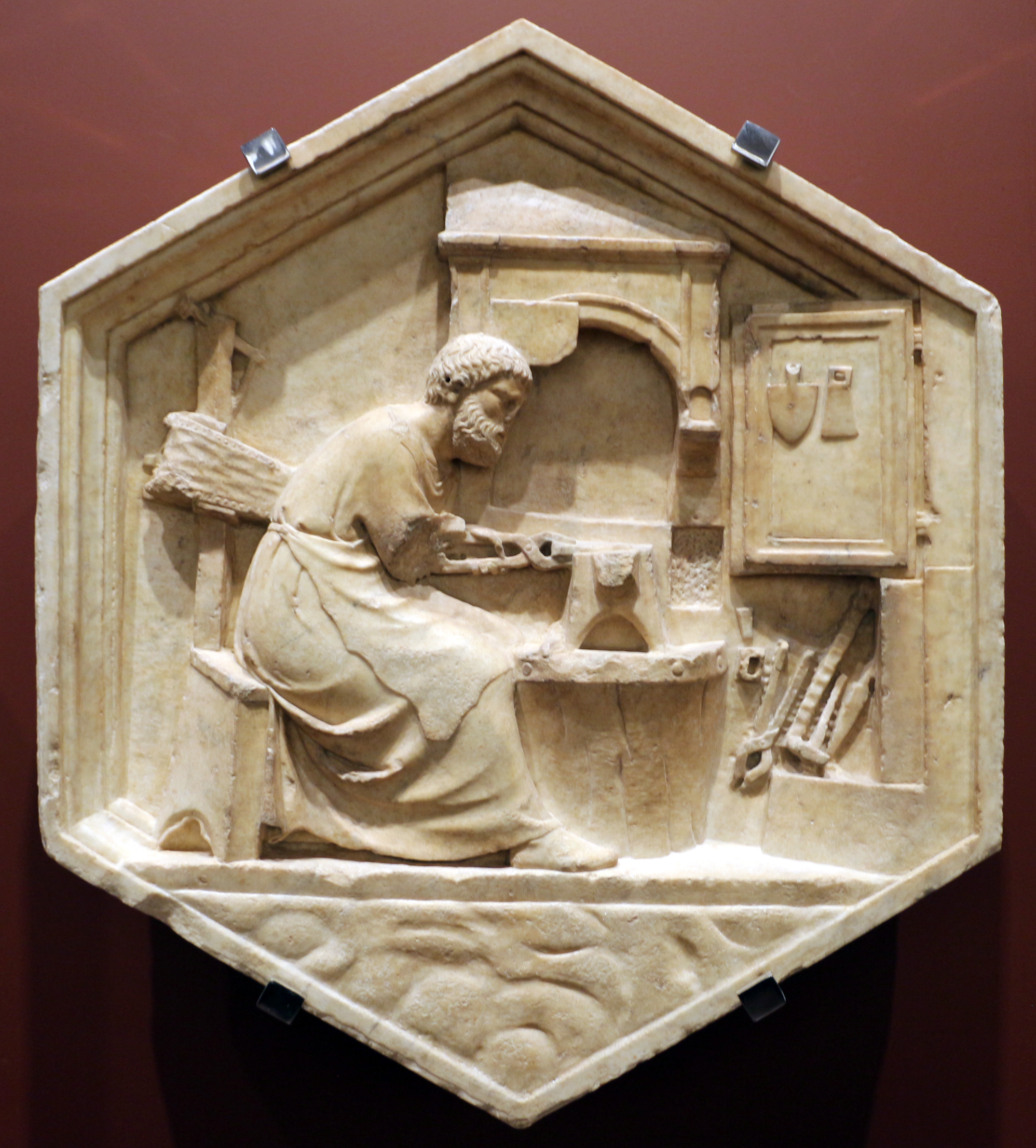
Andrea Pisano: A arte da metalurgia, 1334-43

O artista no Renascimento era um profissional. Até o século XVI são extremamente raros os exemplos documentados de obras criadas fora do sistema de encomenda, e a maciça maioria dos profissionais estava ligada a uma guilda. Os pintores florentinos pertenciam a uma das Artes Maiores, curiosamente, a dos Médicos e Boticários. Os escultores em bronze também eram classe distinguida, pertencendo à Arte da Seda. Já os outros faziam parte das Artes Menores, como os artistas da pedra e da madeira. Todos eles eram considerados profissionais das Artes Mecânicas, que na escala de prestígio da época ficavam abaixo das Artes Liberais, as únicas em que a nobreza podia se dedicar profissionalmente sem desonra. As guildas organizavam o sistema de produção e comércio, e participavam na distribuição de encomendas entre as diversas oficinas privadas mantidas por mestres, onde se empregavam muitos ajudantes e onde discípulos eram admitidos e preparados no ofício. A família do postulante pagava a maior parte da sua formação, mas eles recebiam alguma ajuda do mestre à medida que se tornassem capazes de desempenhar bem suas funções e colaborar efetivamente nos negócios comerciais da oficina. Mulheres não eram admitidas. O aprendizado era exaustivo, rigorosamente disciplinado e durava muitos anos, os alunos além de estudar técnicas dos ofícios eram serviçais para tarefas de limpeza e organização do estúdio e outras ao critério do mestre, colaboravam na formação de estudantes mais novos, e antes de completar o curso e ser admitido na guilda nenhum aluno podia receber encomendas em seu nome. Havia artistas que não mantinham oficina permanente e permaneciam itinerando por várias cidades em trabalhos temporários, entrando em grupos já organizados ou recrutando ajudantes na própria cidade onde a obra seria realizada, mas eram uma minoria. A manutenção de uma base fixa, por outro lado, não impedia as oficinas de receberem encomendas de outros locais, especialmente se seus mestres fossem renomados.
A contribuição dos artistas do Renascimento é mais lembrada pelos grandes altares, os monumentos, as esculturas e pinturas, mas as oficinas de arte eram empresas de mercado variadíssimo. Além das grandes obras para igrejas, palácios e edifícios públicos, atendiam a encomendas miúdas e mais populares, faziam a decoração de festas e eventos privados, cívicos e religiosos, criavam cenários teatrais e figurinos, roupas de luxo, joias, pintavam brasões e emblemas, bandeiras, estandartes de procissão, faziam armaduras, armas, apetrechos de montaria e utensílios domésticos decorados, e uma série de outros itens, e muitas mantinham lojas abertas ao público permanentemente, onde expunham um mostruário das especialidades da casa.
Os artistas em geral eram mal pagos, há muitos relatos sobre pobreza, e só os mestres e seus principais ajudantes conseguiam uma situação confortável, alguns mestres até ficaram ricos, mas sua renda estava sempre sujeita a um mercado muito flutuante. Ao longo do Renascimento os humanistas e os principais artistas desenvolveram um trabalho sistemático para emancipar a classe artística das Artes Mecânicas e instalá-la entre as Liberais, tendo nisso um sucesso considerável, mas não completo. O costume de reconhecer o talento superlativo de um artista existia antes; Giotto, Verrocchio, Donatello e muitos outros foram elogiados com entusiasmo e de maneira generalizada por seus contemporâneos, mas até aparecerem Michelangelo, Rafael e Leonardo, nenhum artista havia sido objeto da bajulação dos poderosos em tão alto grau, quase invertendo a relação de autoridade entre o empregado e o patrão, e entre a elite e a plebe, e isso se deve tanto à mudança de entendimento do papel da arte como à consciência desses artistas a respeito de seu valor e à sua determinação em fazê-lo reconhecer.

#### Pintura

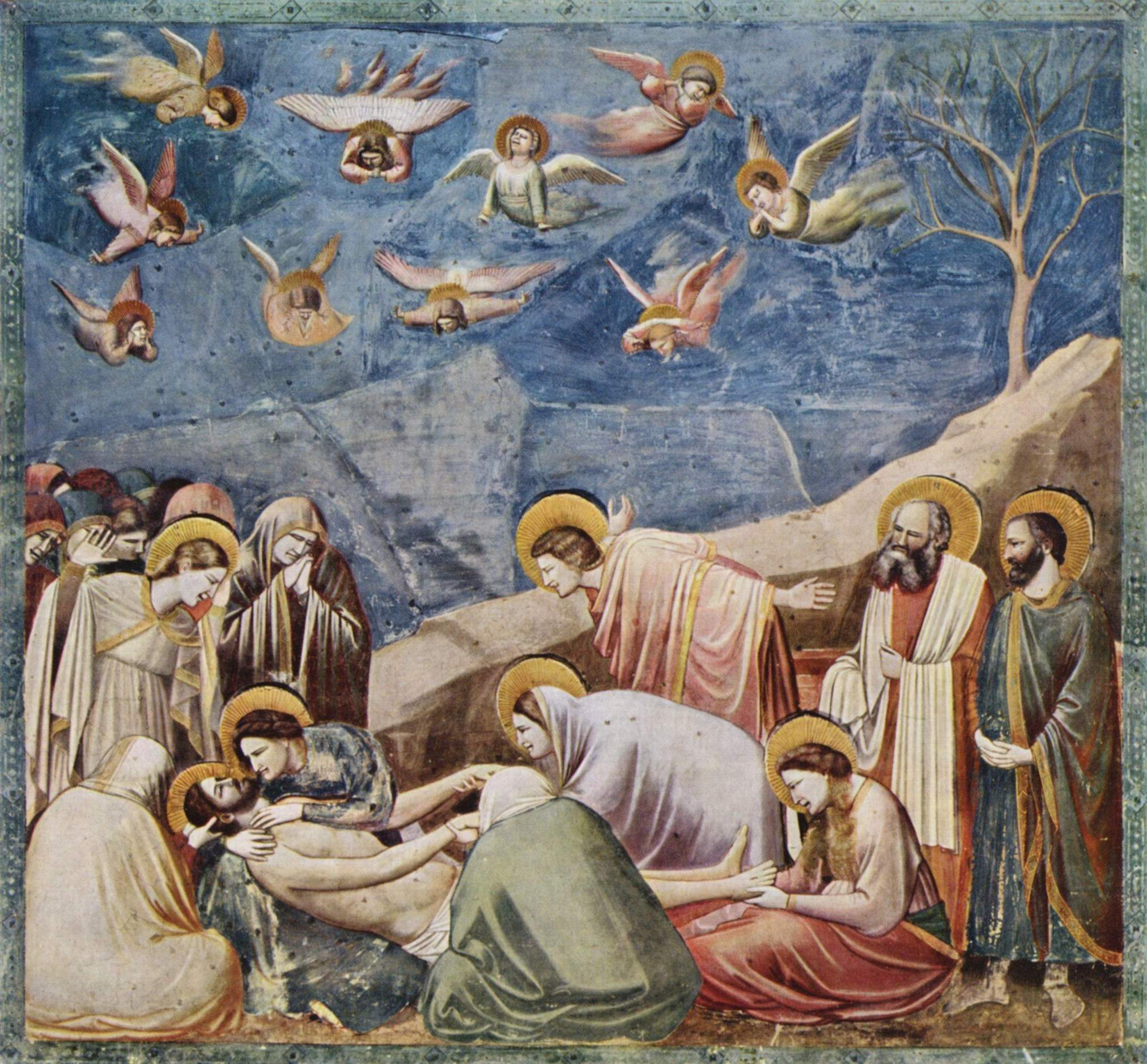
Giotto: Deposição de Cristo, ciclo de afrescos na Capela Scrovegni, 1304-1306. Pádua

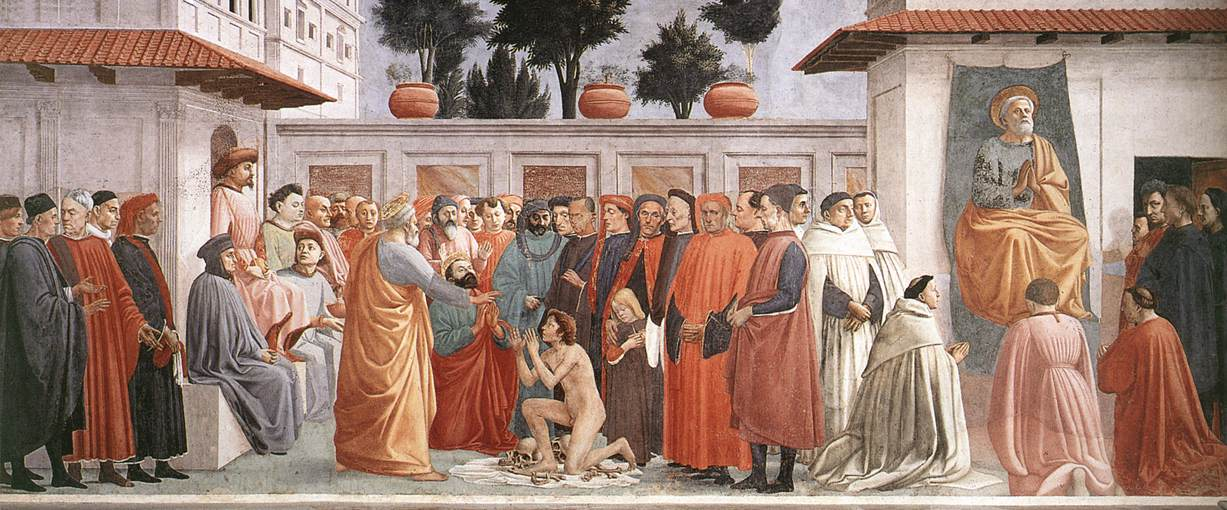
Masaccio: Ressurreição do filho de Teófilo e São Pedro entronizado, 1426-1427. Capela Scrovegni

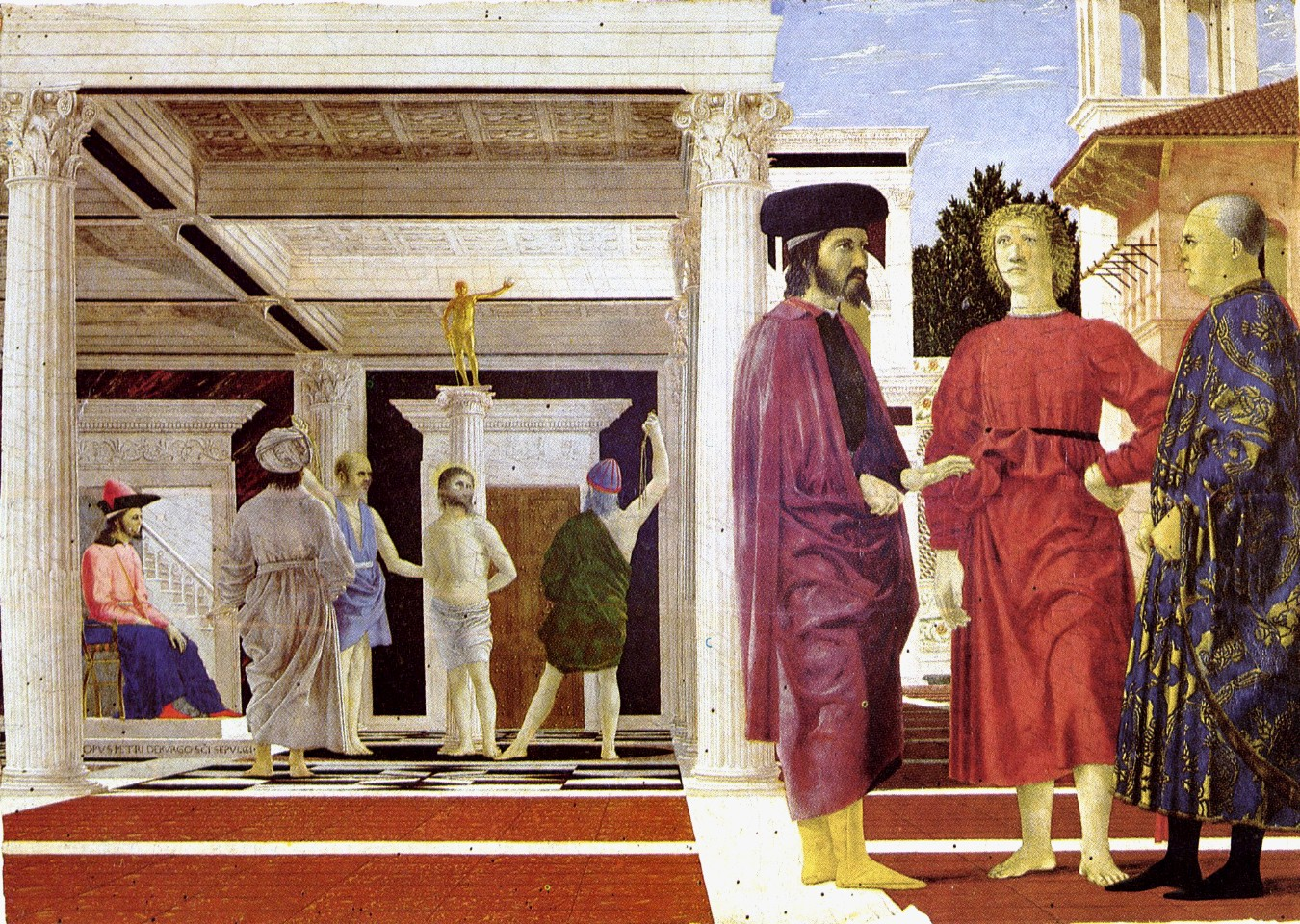
Piero della Francesca: Flagelação de Cristo, 1460. Galleria Nazionale delle Marche, Urbino

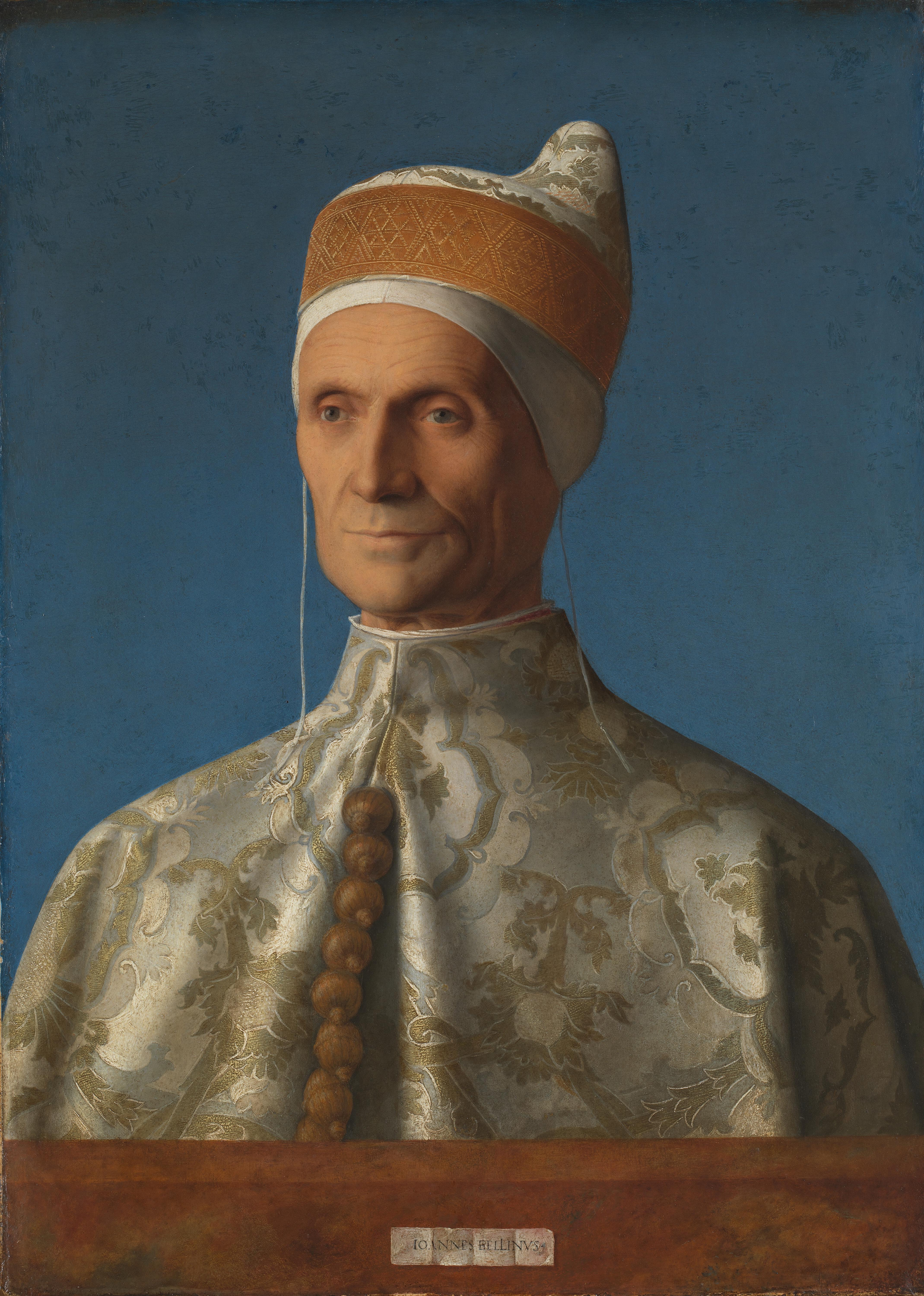
Giovanni Bellini: Retrato do Doge Leonardo Loredano, c. 1501. Galeria Nacional de Londres

A contribuição maior da pintura do Renascimento foi sua nova maneira de representar a natureza, através de domínio tal sobre a técnica pictórica e a perspectiva de ponto central, que foi capaz de criar uma eficiente ilusão de espaço tridimensional em uma superfície plana. Tal conquista significou um afastamento radical em relação ao sistema medieval de representação, com sua estaticidade, seu espaço sem profundidade, seu esquematismo figurativo e seu sistema de proporções simbólico, onde os personagens de maior importância tinham maior tamanho. O novo parâmetro estabelecido tinha um fundamento matemático e físico, seu resultado era "realista" (no sentido de criar uma ilusão de espaço eficiente), e sua organização estava centrada no ponto de vista do observador. Nisso se pode ver um reflexo da popularização dos princípios do racionalismo, do antropocentrismo e do humanismo. A linguagem visual formulada pelos pintores renascentistas foi tão bem sucedida que permanece válida até hoje, sendo considerada por muitas pessoas a maneira mais natural de representação do espaço.
A pintura renascentista é em essência linear; o desenho era agora considerado o alicerce de todas as artes visuais e seu domínio, um pré-requisito para todo artista. Para tanto, foi de grande utilidade o estudo das esculturas e relevos da Antiguidade, que deram a base para o desenvolvimento de um grande repertório de temas e de gestos e posturas do corpo, mas a observação direta da natureza foi outro elemento importante. Na construção da pintura, a linha convencionalmente constituía o elemento demonstrativo e lógico, e a cor indicava os estados afetivos ou qualidades específicas. Outro diferencial em relação à arte da Idade Média foi a introdução de maior dinamismo nas cenas e gestos, e a descoberta do sombreado, ou claro-escuro, como recurso plástico e mimético.
Giotto, atuando entre os séculos XIII e XIV, foi o maior pintor da primeira Renascença italiana e o principal pioneiro dos naturalistas em pintura. Sua obra revolucionária, em contraste com a produção de mestres do gótico tardio como Cimabue e Duccio, causou forte impressão em seus contemporâneos e dominaria toda a pintura italiana do Trecento, por sua lógica, simplicidade, precisão e fidelidade à natureza. Ambrogio Lorenzetti e Taddeo Gaddi continuaram a linha de Giotto sem inovar, embora em outros características progressistas se mesclassem com elementos do gótico ainda forte, como se vê na obra de Simone Martini e Orcagna. O estilo naturalista e expressivo de Giotto, contudo, representava a vanguarda na visualidade desta fase, e se difundiu para Siena, que por um tempo passou à frente de Florença nos avanços artísticos. Dali se estendeu para o norte da Itália.
No Quattrocento as representações da figura humana adquiriram solidez, majestade e poder, refletindo o sentimento de autoconfiança de uma sociedade que se tornava muito rica e complexa, formando um painel multifacetado de tendências e influências. Mas, ao longo de quase todo o século, a arte revelaria o embate entre os derradeiros ecos do gótico espiritual e abstrato, exemplificado por Fra Angelico, Paolo Uccello, Benozzo Gozzoli e Lorenzo Monaco, e as novas forças organizadoras, naturalistas e racionais do classicismo, representadas por Botticelli, Pollaiuolo, Piero della Francesca e Ghirlandaio.
Nesse sentido, depois de Giotto, o próximo marco evolutivo foi Masaccio, em cujas obras o homem tem um aspecto nitidamente enobrecido e cuja presença visual é decididamente concreta, com eficiente uso dos efeitos de volume e espaço tridimensional. Deu importante contribuição para a articulação da linguagem visual moderna do ocidente, todos os principais pintores florentinos da geração seguinte foram influenciados por ele, e quando sua obra foi "redescoberta" por Leonardo da Vinci, Michelangelo e Rafael, ganhou ainda maior apreciação, permanecendo em alta por seis séculos. Para muitos críticos ele é o verdadeiro fundador do Renascimento na pintura, e dele se disse que foi "o primeiro que soube pintar homens que realmente tocavam seus pés na terra".
Em Veneza, outro centro de grande importância e talvez o principal rival de Florença neste século, havia um grupo de artistas ilustres, como Jacopo Bellini, Giovanni Bellini, Vittore Carpaccio, Mauro Codussi e Antonello da Messina. Siena, que já fizera parte da vanguarda em anos anteriores, agora hesitava entre o apelo espiritual do gótico e o fascínio profano do classicismo, e perdia ímpeto. Enquanto isso também noutras regiões do norte da Itália começava a se fortalecer o classicismo, através de Perugino em Perugia; Cosimo Tura em Ferrara, Pinturicchio, Melozzo da Forli e Mantegna em Pádua e Mântua. Pisanello atuou em um grande número de cidades.
Também deve-se lembrar a influência renovadora sobre os pintores italianos da técnica da pintura a óleo, que no Quattrocento estava sendo desenvolvida nos Países Baixos e atingira elevado nível de refinamento, possibilitando a criação de imagens muito mais precisas e nítidas e com um sombreado muito mais sutil do que o que era conseguido com o afresco, a encáustica e a têmpera, uma novidade que teve um impacto importante na retratística e no paisagismo. As telas flamengas eram muitíssimas apreciadas na Itália exatamente por essas qualidades, e uma grande quantidade delas foi importada, copiada ou emulada pelos italianos.
Mais adiante, na Alta Renascença, Leonardo da Vinci penetrou no terreno das atmosferas ambíguas e misteriosas com uma sofisticada técnica de óleo, ao mesmo tempo em que aliava fortemente arte e ciência. Com Rafael o sistema classicista de representação chegou a uma escala grandiosa, criando imponentes arquiteturas ilusionísticas e cenários, mas também traduziu nas suas madonnas uma doçura antes desconhecida, que logo se tornou muito popular. Em Veneza se destaca principalmente Ticiano, explorando novas relações cromáticas e uma técnica de pintura mais livre e gestual. Michelangelo, coroando o processo de exaltação do homem, na Capela Sistina levou-o a uma inflada expressão do mítico, do sublime, do heroico e do patético. Muitos outros deixaram contribuições importantes, como Correggio, Sebastiano del Piombo, Andrea del Sarto, Jacopo Palma, Giorgione e Pontormo.
Mas essa fase, de grande equilíbrio formal, não durou muito, logo seria transformada profundamente, dando lugar ao Maneirismo. Com os maneiristas toda a concepção de espaço foi alterada, a perspectiva se fragmentou em múltiplos pontos de vista, e as proporções da figura humana foram distorcias com finalidades expressivas ou estéticas, formulando-se uma linguagem visual mais dinâmica, vibrátil, subjetiva, dramática, preciosa, intelectualista e sofisticada.

#### Escultura
Na escultura os sinais de uma revalorização de uma estética classicista são antigos. Nicola Pisano em torno de 1260 produziu um púlpito para o Batistério de Pisa, que é considerado a manifestação precursora da Renascença em escultura, onde inseriu um grande nu masculino representando a virtude da Fortaleza, e parece claro que sua inspiração principal veio da observação de sarcófagos romanos decorados com relevos que existiam no Cemitério de Pisa. Sua contribuição, embora limitada a pouquíssimas obras, é considerada tão relevante para a história da escultura quanto a de Giotto para a pintura. De fato, a arte de Giotto é largamente devedora das pesquisas de Nicola Pisano.

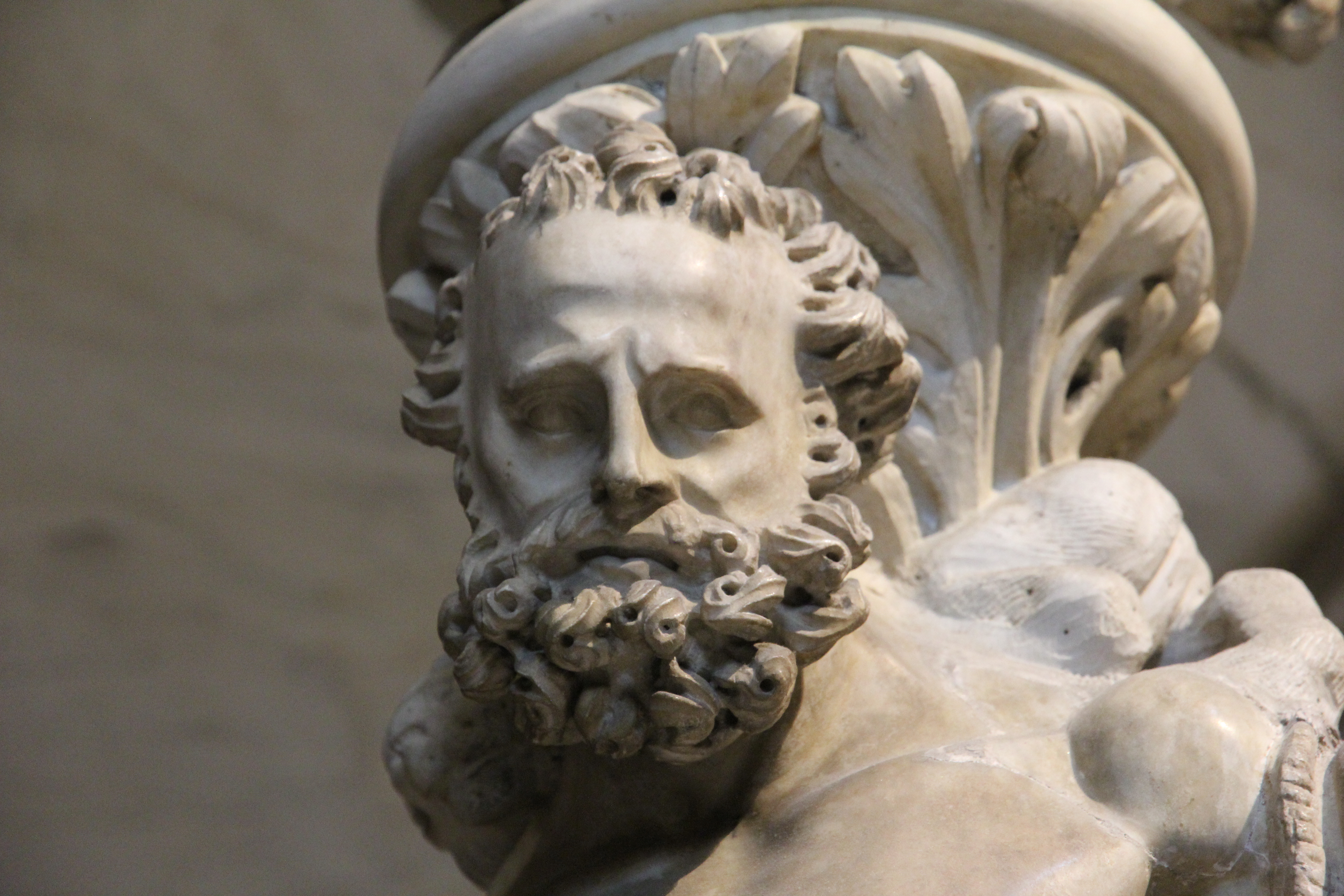
Giovanni Pisano: detalhe de um Hércules nu na base do púlpito da Catedral de Pisa, 1302–11

Seu filho Giovanni Pisano e outros importantes seguidores, como Arnolfo di Cambio e Lapo di Ricevuto, levariam lições valiosas do contato com o classicismo, mas seu estilo progride irregularmente neste sentido. Giovanni depois dominaria a cena em Florença, Pisa e Siena no início do século XIV, criou outros nus importantes, inclusive um feminino que reproduz o modelo clássico da Venus pudica, e seria um dos introdutores de um gênero novo, o dos cruxifixos dolorosos, de grande dramaticidade e larga influência, até então incomum na Toscana. Seu talento versátil daria origem a obras de linhas limpas e puras, como o retrato de Enrico Scrovegni. Suas Madonnas, relevos e o púlpito da Catedral de Pisa são, por outro lado, muito mais movimentados e dramáticos.
Em meados do século Andrea Pisano ganhou notoriedade como autor dos relevos da porta sul do Batistério de Florença e arquiteto da Catedral de Orvieto. Foi mestre de Orcagna, cujo tabernáculo em Orsanmichele é uma das obras-primas do período, e de Giovanni di Balduccio, autor de um requintado e complexo monumento funerário na Capela Portinari de Milão. Sua geração foi dominada pela influência da pintura de Giotto. Apesar dos avanços promovidos por uma quantidade de mestres em atividade, sua obra ainda reflete um cruzamento de correntes que seria típico de todo o Trecento, e os elementos góticos ainda são predominantes ou importantes em todos eles.

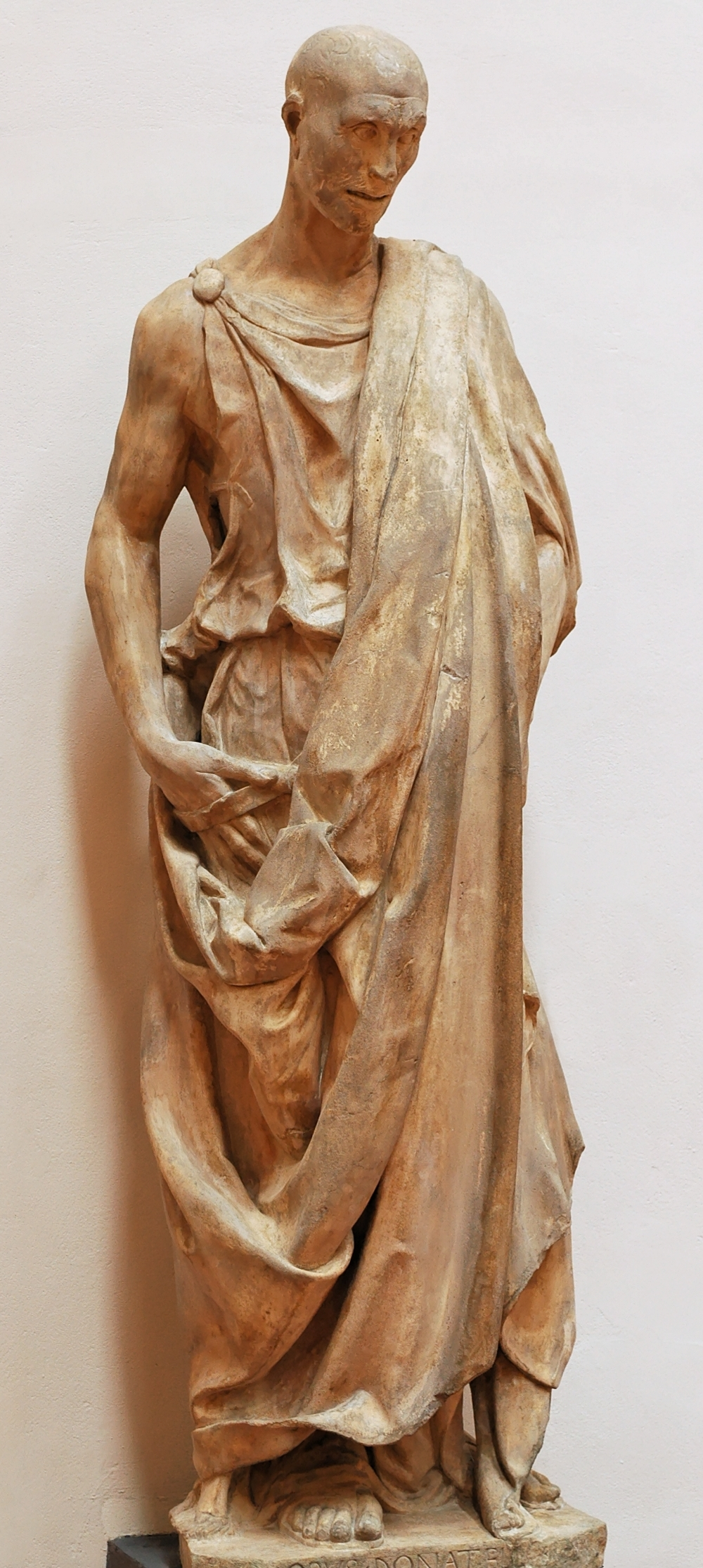
Donatello: Habacuque, 1423–1435. Museo dell'Opera di Santa Maria del Fiore

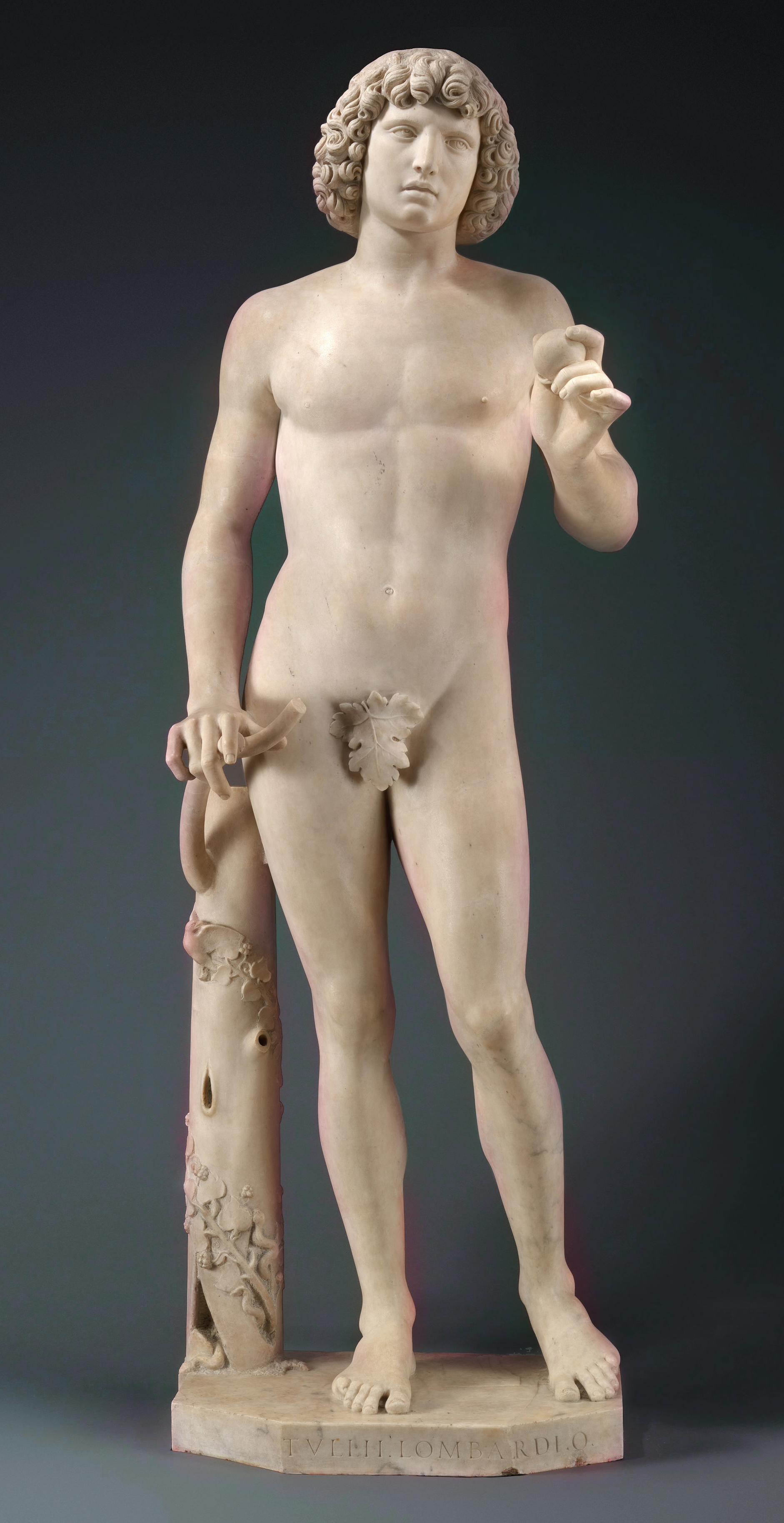
Adão, de Tullio Lombardo, c. 1490–1495. Museu Metropolitano de Nova Iorque. Na comparação com a imagem oposta, percebe-se as duas principais vertentes na figuração renascentista, uma pelo realismo, e outra pelo idealismo

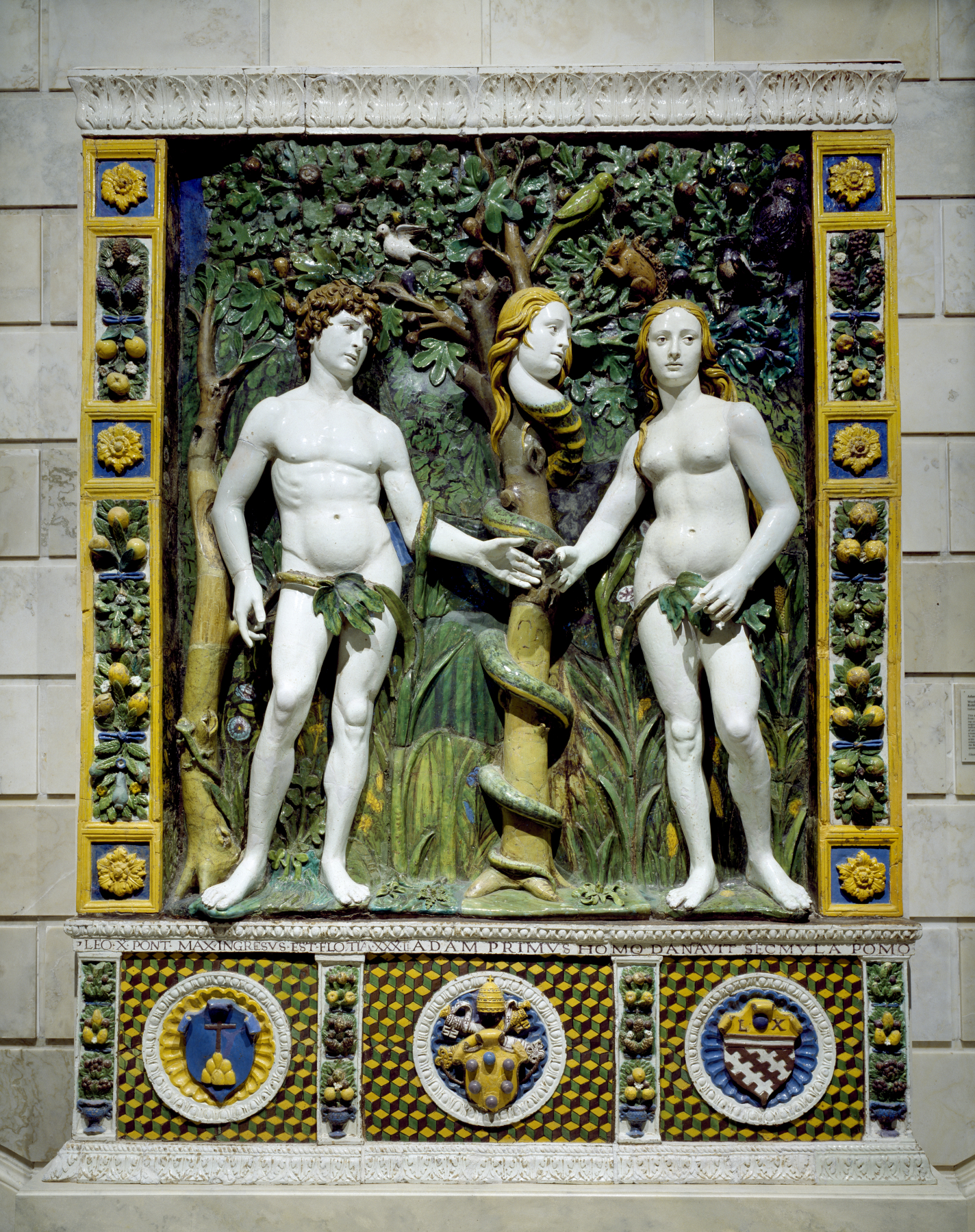
Oficina de Giovanni della Robbia: Adão e Eva, cerâmica esmaltada, 1515. Museu de Arte Walters

Para o fim do Trecento surge em Florença a figura de Lorenzo Ghiberti, autor de relevos no Batistério de São João, onde os modelos clássicos se impõem com força. Logo em seguida Donatello conduz os avanços em várias frentes, exercendo uma larga influência. Nas suas obras principais figuram as estátuas de profetas do Antigo Testamento, dos quais Habacuque e Jeremias estão entre os mais impressionantes, imagens cujo porte e expressividade remete à retratística da Roma republicana. Também inovou na estatuária equestre, criando o monumento de Gattamelata, o mais importante em seu gênero desde o de Marco Aurélio, do século II. Por fim, sua descarnada Madalena penitente, em madeira, de 1453, é uma imagem de dor, austeridade e transfiguração que não teve paralelos em sua época, introduzindo um pungente senso de drama e realidade na estatuária que só se vira no helenismo.
Na geração seguinte, Verrocchio se destaca pela teatralidade e dinamismo das composições. Foi pintor, escultor, cenografista e decorador, um dos principais favoritos dos Medici. Seu Cristo e São Tomé tem grande realismo e poesia. Compôs um Menino com um golfinho para a Fonte de Netuno em Florença que é o protótipo da figura serpentinata, que seria o modelo formal mais prestigiado no Maneirismo e Barroco, e com sua Dama com um ramo de flores apresentou um novo modelo de busto, incluindo os braços e metade do corpo, que se tornou popular. Sua obra maior, o monumento equestre a Bartolomeo Colleoni, em Veneza, é uma expressão de poder e força mais intensa que o Gattamelata. Verrocchio exerceu influência sobre muitos pintores e escultores do século XV, incluindo Leonardo, Perugino e Rafael, sendo considerado um dos maiores artistas do século.
Outros nomes notáveis são Luca della Robbia e sua família, uma dinastia de ceramistas, criadores de uma nova técnica de esmaltagem e vitrificação da cerâmica. Uma técnica semelhante, a majólica, já era conhecida há séculos, mas Luca desenvolveu uma variante e conseguiu aplicá-la com sucesso a esculturas e conjuntos decorativos de grande escala. Sua invenção aumentou a durabilidade e resistência das peças, preservava as cores vívidas, e permitia instalação ao ar livre. Luca também foi notável escultor no mármore, e Leon Battista Alberti o colocou entre os líderes da vanguarda florentina, junto com Masaccio e Donatello. Os grandes popularizadores da técnica de cerâmica, contudo, foram seu sobrinho Andrea della Robbia e o filho deste, Giovanni della Robbia, que ampliaram as dimensões dos conjuntos, enriqueceram a paleta cromática e refinaram o acabamento. A técnica foi guardada como um segredo por muito tempo.
Florença continuou o centro da vanguarda até o aparecimento de Michelangelo, que trabalhou para os Medici e em Roma para os papas, e foi o nome mais influente da escultura desde a Alta Renascença até meados do Cinquecento. Sua obra passou do classicismo puro do David e do Baco e chegou ao Maneirismo, expresso em obras veementes e dramáticas como os Escravos, o Moisés, e os nus da Capela dos Médici em Florença. Artistas como Desiderio da Settignano, Antonio Rosselino, Agostino di Duccio e Tullio Lombardo também deixaram obras de grande maestria e importância, como o Adão de Lombardo, o primeiro nu de tamanho natural conhecido desde a Antiguidade.
Encerram o ciclo renascentista Giambologna, Baccio Bandinelli, Francesco da Sangallo, Jacopo Sansovino e Benvenuto Cellini, entre outros, com um estilo de grande dinamismo e expressividade, tipificado no Rapto das Sabinas, de Giambologna. Artistas destacados de outros países da Europa já iniciavam a trabalhar em linhas claramente italianas, como Adriaen de Vries e Germain Pilon, espalhando o gosto italiano por uma grande área geográfica e dando origem a várias formulações sincréticas com escolas regionais.
A escultura estava presente em todos os locais, nas ruas como monumentos e ornamentos de edifícios, nos salões da nobreza, nas igrejas, e no lar mais simples havia sempre uma imagem devocional. Vasos, mobiliário e apetrechos de uso diário da elite frequentemente tinham detalhes esculpidos ou gravados, e podem ser incluídos neste campo miniaturas como as medalhas comemorativas. Neste período foram desenvolvidos recursos técnicos que possibilitaram um salto imenso em relação à Idade Média em termos de capacidade de criação de formas livres no espaço e de representação da natureza e do corpo humano, e a publicação de diversos tratados e comentários sobre esta arte introduziram metodologias e teorias que ampliaram a compreensão do campo e o fundamentaram com uma conceituação mais científica, fundando uma tradição crítica influente. O aperfeiçoamento das técnicas de escultura permitiu a criação de obras em uma escala só conhecida na Antiguidade, e o espírito cívico dos florentinos estimulou a invenção de novos modelos de monumento público, uma tipologia associada a um outro entendimento da capacidade representativa do homem como uma prática social e educativa.

### Música
Em linhas gerais, a música do Renascimento não oferece um panorama de quebras abruptas de continuidade, e todo o longo período pode ser considerado o terreno da lenta transformação do universo modal para o tonal, e da polifonia horizontal para a harmonia vertical. O Renascimento foi também um período de grande renovação no tratamento da voz e na orquestração, no instrumental e na consolidação dos gêneros e formas puramente instrumentais com as suítes de danças para bailes, havendo grande demanda por animação musical em todo festejo ou cerimônia, público ou privado.

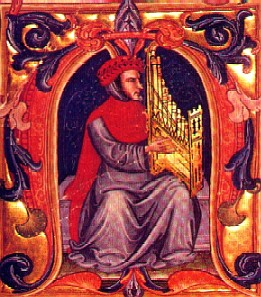
Iluminura do Codex Squarcialupi mostrando Francesco Landini tocando um organetto

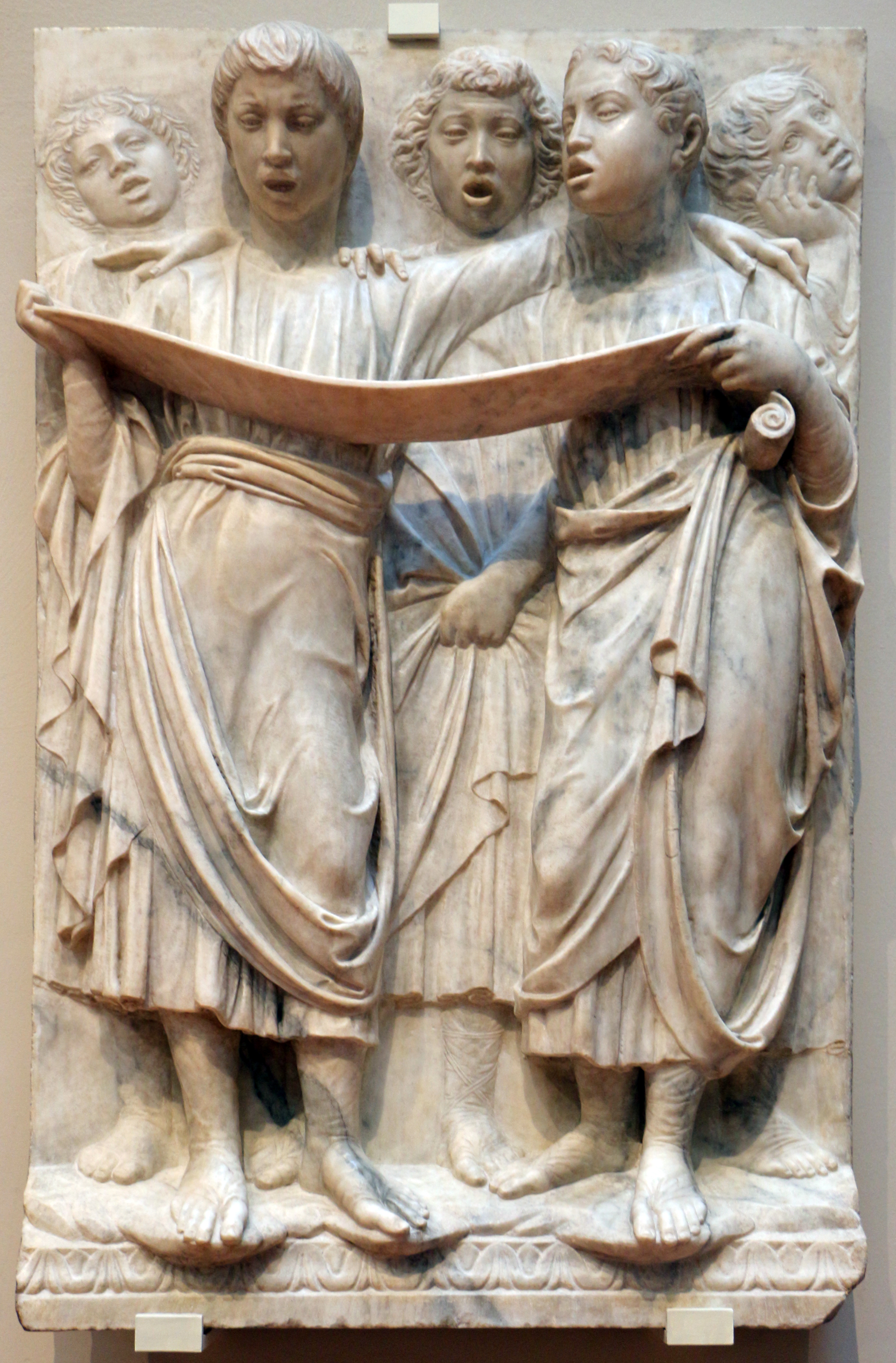
Grupo de cantores, Luca della Robbia, 1431–38. Museo dell'Opera del Duomo, Florença

Na técnica compositiva a polifonia melismática dos órganons, derivada diretamente do canto gregoriano, é abandonada em favor de uma escrita mais enxuta, com vozes tratadas de maneira cada vez mais equilibrada. No início do período o movimento paralelo é usado com moderação, acidentes são raros mas as dissonâncias duras são comuns. Mais adiante a escrita a três vozes começa a apresentar tríades, dando uma impressão de tonalidade. Tenta-se pela primeira vez escrever música descritiva ou programática, os rígidos modos rítmicos cedem lugar à isorritmia e a formas mais livres e dinâmicas como a balada, a chanson e o madrigal. Na música sacra a forma da missa se torna a mais prestigiada. A notação evolui para adoção de notas de menor valor, e mais para o final do período passa a ser aceito o intervalo de terça como consonância, quando antes apenas a quinta, a oitava e o uníssono o eram.
Os precursores desta transformação não foram italianos, mas franceses como Guillaume de Machaut, autor da maior realização musical do Trecento em toda Europa, a Missa de Notre Dame, e Philippe de Vitry, muito elogiado por Petrarca. Da música italiana dessa fase inicial muito pouco chegou a nós, embora se saiba que a atividade era intensa e quase toda no terreno profano, sendo as principais fontes de partituras o Codex Rossi, o Codex Squarcialupi e o Codex Panciatichi. Entre seus representantes estão Matteo da Perugia, Donato da Cascia, Johannes Ciconia e sobretudo Francesco Landini. Somente no Cinquecento a música italiana começou a desenvolver características próprias e originais, sendo até então muito dependente da escola franco-flamenga.
O predomínio de influências do norte não significa que o interesse italiano pela música fosse pequeno. Na ausência de exemplos musicais da Antiguidade para serem emulados, filósofos italianos como Ficino se voltaram para textos clássicos de Platão e Aristóteles em busca de referências para que se pudesse criar uma música digna dos antigos. Nesse processo um significativo papel foi desempenhado por Lorenzo de' Medici em Florença, que fundou uma academia musical e atraiu diversos músicos europeus, e por Isabella d'Este, cuja pequena mas brilhante corte em Mântua atraiu poetas que escreviam em italiano poemas simples para serem musicados, e lá a récita de poesia, assim como em outros centros italianos, era geralmente acompanhada de música. O gênero preferido era a frottola, que já mostrava uma estrutura harmônica tonal bem definida e contribuiria para renovar o madrigal, com sua típica fidelidade ao texto e aos afetos. Outros gêneros polifônicos como a missa e o moteto fazem a esta altura pleno uso da imitação entre as vozes e todas são tratadas de um modo semelhante.
Compositores flamengos importantes trabalham na Itália, como Adriaen Willaert e Jacob Arcadelt, mas as figuras mais célebres do século são Giovanni da Palestrina, italiano, e Orlando de Lasso, flamengo, que estabelecem um padrão de para a música coral que seria seguido em todo o continente, com uma escrita melodiosa e rica, de grande equilíbrio formal e nobre expressividade, preservando a inteligibilidade do texto, aspecto que no período anterior muitas vezes era secundário e se perdia na intrincada complexidade do contraponto. A impressão de sua música se equipara à grandeza idealista da Alta Renascença, florescendo em uma fase em que o maneirismo já se manifestava com força em outras artes como a pintura e escultura. No final do século aparecem três grandes figuras, Carlo Gesualdo, Giovanni Gabrieli e Claudio Monteverdi, que introduziriam avanços na harmonia e um senso de cor e timbre que enriqueceriam a música dando-lhe uma expressividade e dramatismo maneiristas e a preparariam para o Barroco. Monteverdi em especial é importante por ser o primeiro grande operista da história, e suas óperas L'Orfeo (1607) e L'Arianna (1608, perdida, só resta uma famosa ária, o Lamento) representam o nobre ocaso da música renascentista e os primeiros grandes marcos do barroco musical.
Exemplos musicais
- Anônimo italiano: Ypocrite - Velut stelle - Et gaudebitⓘ
- Anônimo, Codex Rossi: Cum altre uceleⓘ
- Hugo de Lantins: Jo sum tuo servoⓘ
- Giulio Caccini: Amor che attendiⓘ
- Giovanni Croce: Cantate Dominoⓘ
- Jacob Arcadelt: Io dico che fra noiⓘ

### Arquitetura

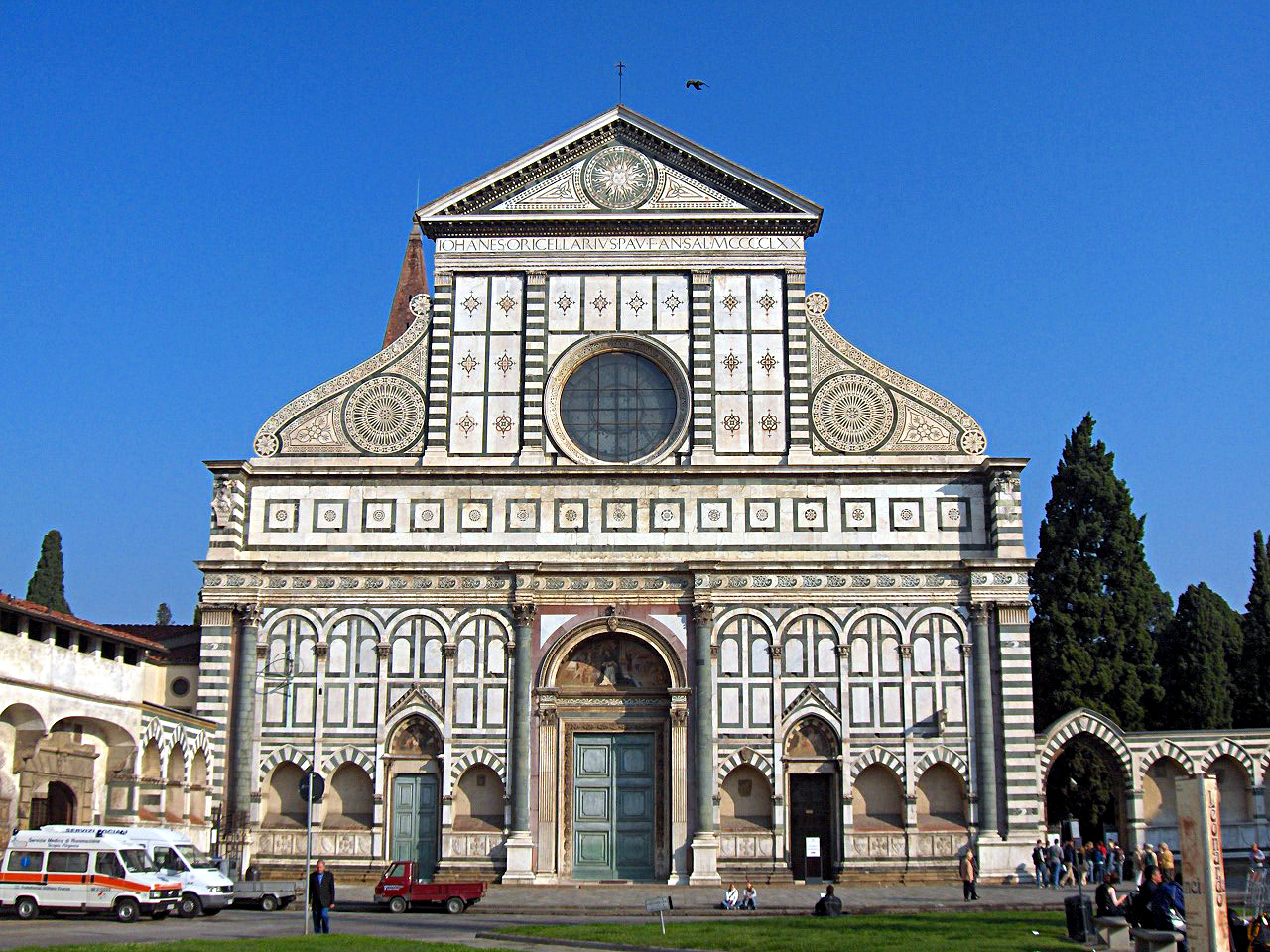
Alberti: fachada de Santa Maria Novella

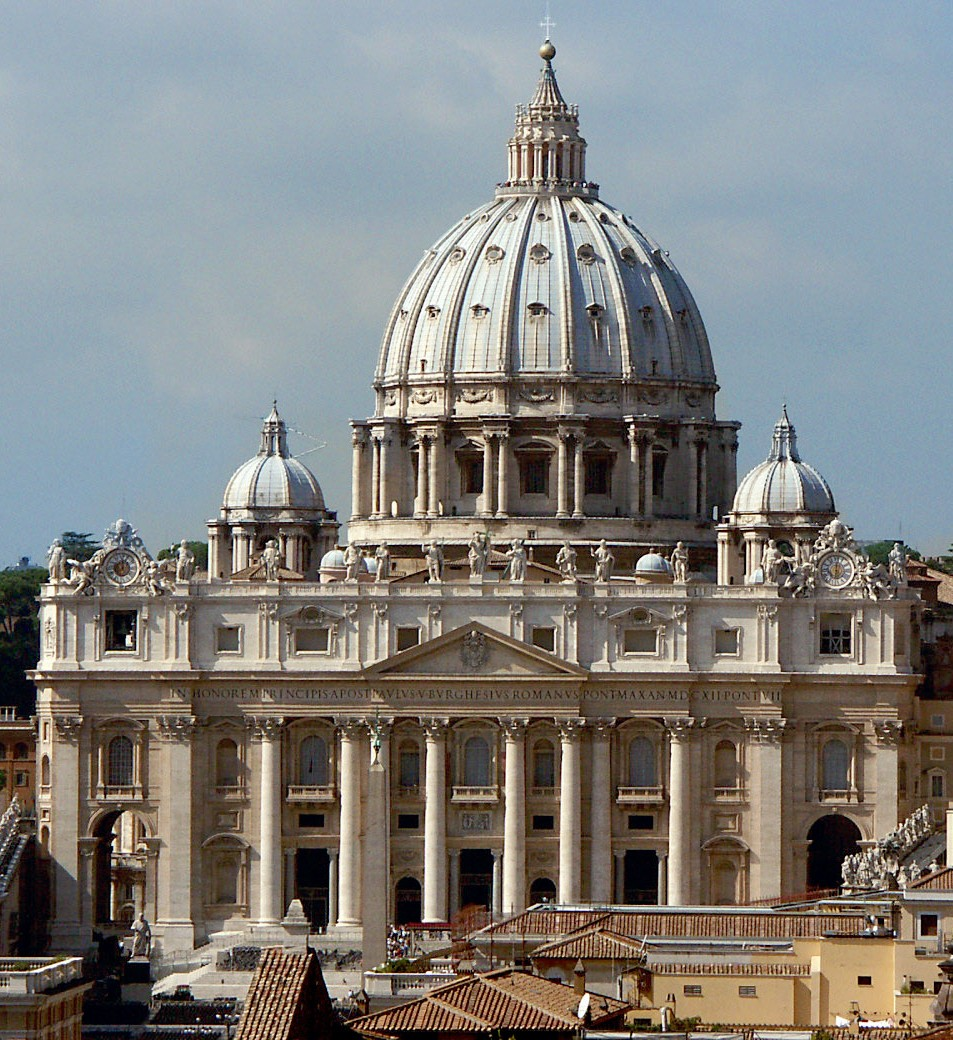
Michelangelo: fachada São Pedro

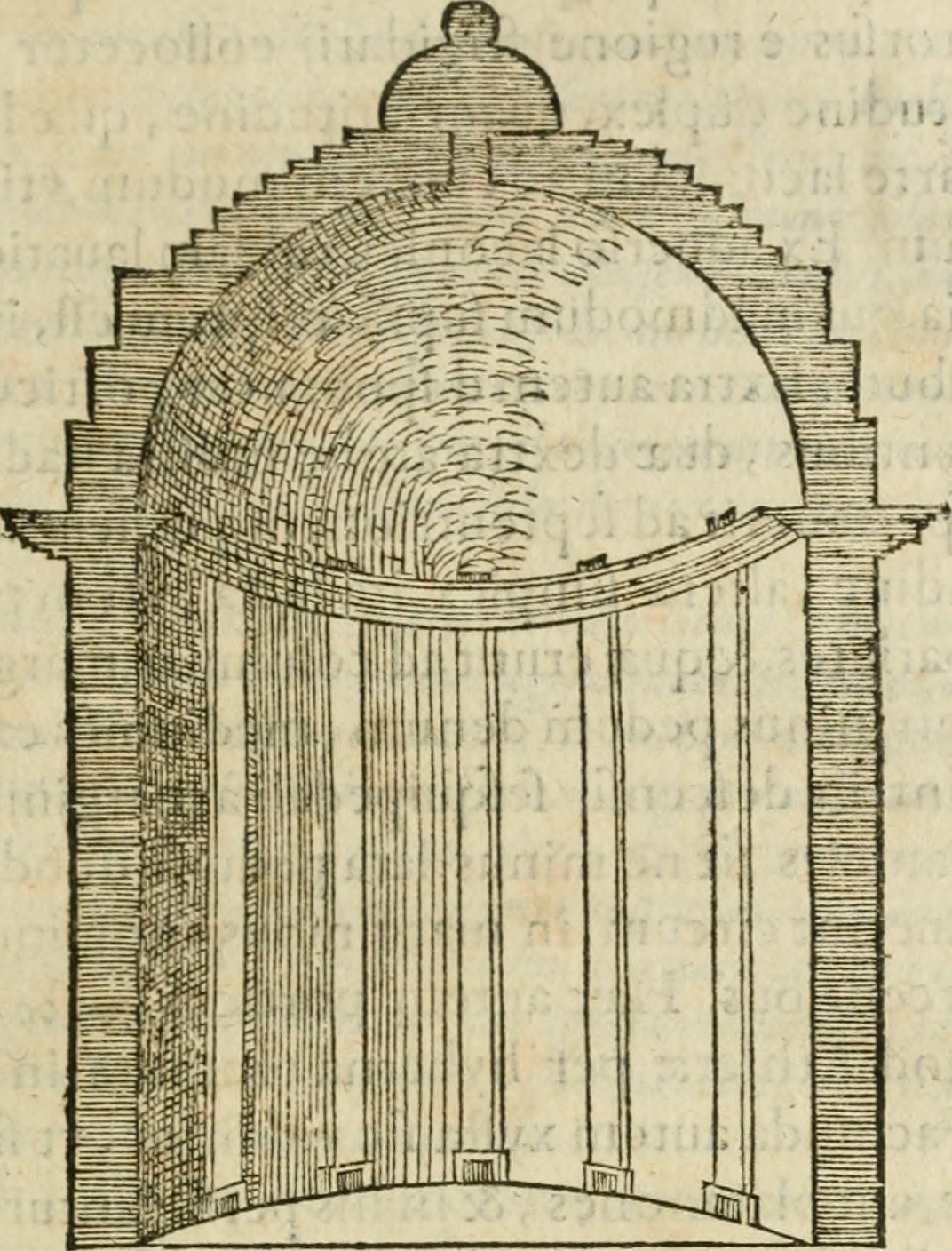
Corte de uma cúpula na obra de Vitrúvio em edição de 1586

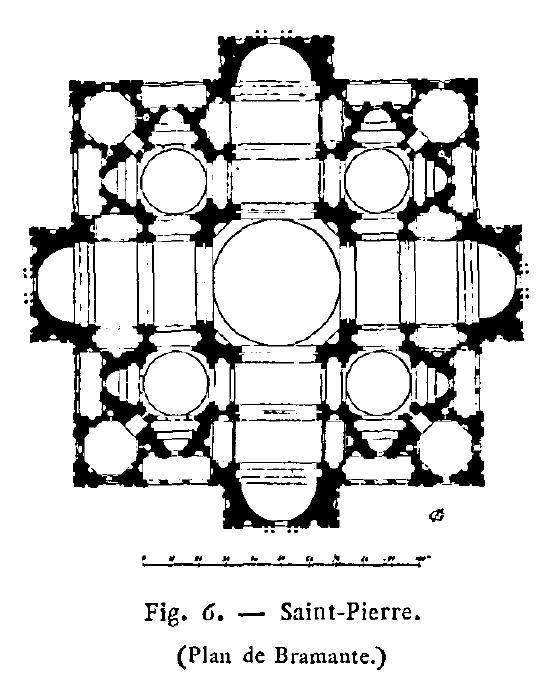
A planta centrada de Bramante para a Basílica de São Pedro

A permanência de muitos vestígios da Roma Antiga em solo italiano jamais deixou de influir na plástica edificatória local, seja na utilização de elementos estruturais ou materiais usados pelos romanos, seja mantendo viva a memória das formas clássicas. Mesmo assim, no Trecento o gótico continua a linha dominante e o classicismo só viria a emergir com força no século seguinte, em meio a um novo interesse pelas grandes realizações do passado. Esse interesse foi estimulado pela redescoberta de bibliografia clássica dada como perdida, como o De Architectura de Vitrúvio, encontrado na biblioteca da Abadia do Monte Cassino em 1414 ou 1415. Nele o autor exaltava o círculo como forma perfeita, e elaborava sobre proporções ideais da edificação e da figura humana, e sobre simetria e relações da arquitetura com o homem. Suas ideias seriam então desenvolvidas por outros arquitetos, como o primeiro grande expoente do classicismo arquitetônico, Filippo Brunelleschi, que tirou sua inspiração também das ruínas que estudara em Roma. Foi o primeiro a usar modernamente as ordens arquitetônicas de maneira coerente, instaurando um novo sistema de proporções baseado na escala humana. Também se deve a ele o uso precursor da perspectiva para representação ilusionística do espaço tridimensional em um plano bidimensional, uma técnica que seria aprofundada enormemente nos séculos vindouros e definiria todo o estilo da arte futura, inaugurando uma fertilissima associação entre a arte e a ciência. Leon Battista Alberti é outro arquiteto de grande importância, considerado um perfeito exemplo do "homem universal" renascentista, versátil em várias especialidades. Foi o autor do tratado De re aedificatoria, que se tornaria canônico. Outros arquitetos, artistas e filósofos acrescentaram à discussão, como Luca Pacioli em seu De Divina Proportione, Leonardo com seus desenhos de igrejas centradas e Francesco di Giorgio com o Trattato di architettura, ingegneria e arte militare.
Dentre as características mais notáveis da arquitetura renascentista está a retomada do modelo centralizado de templo, desenhado sobre uma cruz grega e coroado por uma cúpula, espelhando a popularização de conceitos da cosmologia neoplatônica e com a inspiração concomitante de edifícios-relíquias como o Panteão de Roma. O primeiro nesse gênero a ser edificado na Renascença foi talvez San Sebastiano, em Mântua, obra de Alberti de 1460, mas deixado inconcluso. O modelo tinha como base uma escala mais humana, abandonando o intenso verticalismo das igrejas góticas e tendo na cúpula o coroamento de uma composição que primava pela inteligibilidade. Especialmente no que toca à estrutura e técnicas construtivas da cúpula, grandes conquistas foram feitas no Renascimento, mas ela foi um acréscimo tardio ao esquema, sendo preferidos os telhados de madeira. Das mais importantes são a cúpula octogonal da Catedral de Florença, de Brunelleschi, que não usou andaimes apoiados no solo ou concreto na construção, e a da Basílica de São Pedro, em Roma, de Michelangelo, já do século XVI.
Antes do Cinquecento não havia uma palavra para designar os arquitetos no sentido em que hoje são entendidos, e eram chamados de mestres de obras. A arquitetura era a mais prestigiada arte do Renascimento, mas a maior parte dos principais mestres do período, quando iniciaram sua prática nas artes edificatórias, já eram artistas reputados mas não tinham nenhuma formação no campo, e vinham da escultura ou da pintura. Eles eram chamados para os grandes projetos de edifícios públicos, palácios e igrejas, e a arquitetura popular era encarregada a pequenos construtores. Ao contrário da prática medieval, caracterizada pela funcionalidade e irregularidade, os mestres concebiam os edifícios como obras de arte, estavam cheios de ideias sobre geometrias divinas, simetrias e proporções perfeitas, desejosos de imitar os edifícios romanos, e criavam desenhos detalhados e uma maquete do prédio em pequena escala em madeira, que serviam como projeto para os construtores. Esses projetos eram estrutural e plasticamente inovadores, mas pouco atentos à sua viabilidade prática e às necessidades do uso diário, principalmente na distribuição dos espaços. Eram os construtores que deviam resolver os problemas técnicos que surgissem ao longo da obra, procurando manter o desenho original, mas muitas vezes fazendo importantes adaptações e mudanças no meio do caminho, se o desenho ou alguma parte dele se revelasse impraticável. Segundo Hartt, quando começavam obras grandes e complexas como as igrejas, poucas vezes os construtores estavam seguros de poder chegar até o final. Contudo, alguns mestres trabalharam nisso por longos anos e se tornaram grandes conhecedores do assunto, introduzindo importantes novidades técnicas, estruturais e funcionais. Eles também projetavam fortificações, pontes, canais e outras estruturas, além de planos de urbanismo em grande escala. A maior parte dos muitos planos urbanísticos renascentistas jamais se concretizou, e dos que foram iniciados nenhum foi muito longe, mas desde lá têm sido uma fonte de inspiração para os urbanistas de todas as gerações.
No lado profano aristocratas como os Medici, os Strozzi, os Pazzi, asseguram seu status ordenando a construção de palácios de grande imponência e originalidade, como o Palácio Pitti (Brunelleschi), o Palazzo Medici Riccardi (Michelozzo), o Palazzo Rucellai (Alberti) e o Palazzo Strozzi (Maiano), todos transformando o mesmo modelo dos palácios medievais italianos, de corpo mais ou menos cúbico, pavimentos de alto pé-direito, estruturado em torno de um pátio interno, de fachada rústica e coroado por grande cornija, o que lhes confere um aspecto de solidez e invencibilidade. Formas mais puramente clássicas são exemplificadas na Vila Medici, de Giuliano da Sangallo. Variações interessantes deste modelo são encontradas em Veneza, dadas as características alagadas do terreno.
Depois da figura principal de Donato Bramante na Alta Renascença, trazendo o centro do interesse arquitetônico de Florença para Roma, e sendo o autor de um dos edifícios sacros mais modelares de sua geração, o Tempietto, encontramos o próprio Michelangelo, tido como o inventor da ordem colossal e por algum tempo arquiteto das obras da Basílica de São Pedro. Michelangelo, na visão dos seus próprios contemporâneos, foi o primeiro a desafiar as regras até então consagradas da arquitetura classicista, desenvolvendo um estilo pessoal, pois fora segundo Vasari o primeiro a abrir-se para a verdadeira liberdade criativa. Ele representa, então, o fim do "classicismo coletivo", bastante homogêneo em suas soluções, e o início de uma fase de individualização e multiplicação das linguagens arquitetônicas. Ele abriu caminho, pelo imenso prestígio que desfrutava entre os seus, para que a nova geração de criadores realizasse um sem-número de experimentações a partir do cânone clássico de arquitetura, tornando esta arte independente dos antigos — ainda que largamente devedora deles. Alguns dos mais notáveis nomes desta época foram Della Porta, Sansovino, Palladio, Fontana, Peruzzi e Vignola. Entre as modificações que esse grupo introduziu estavam a flexibilização da estrutura do frontispício e a anulação das hierarquias das ordens antigas, com grande liberdade para o emprego de soluções não ortodoxas e o desenvolvimento do gosto por um jogo puramente plástico com as formas, dando muito mais dinamismo aos espaços internos e às fachadas. De todos os derradeiros renascentistas Palladio foi o mais influente, e ainda hoje é o arquiteto mais estudado em todo o mundo. Foi criador de uma fértil escola, chamada palladianismo, que perdurou, com altos e baixos, até o século XX.

## A italianização da Europa
Com o crescente movimento de artistas, humanistas e professores entre as cidades ao norte dos Alpes e a península Itálica, e com a grande circulação de textos impressos e obras de arte através de reproduções em gravura, o classicismo italiano iniciou em meados do século XV uma etapa de difusão por todo o continente. Francisco I da França e Carlos V, Sacro Imperador Romano, logo reconheceram o potencial do prestígio da arte italiana para promover suas imagens régias, e foram agentes decisivos para a sua divulgação intensiva além dos Alpes. Mas isso aconteceu no início do século XVI, quando o ciclo renascentista já tinha pelo menos duzentos anos de amadurecimento na Itália e já estava em sua fase maneirista.
Destarte, cabe advertir que não houve nada como um Quattrocento ou uma Alta Renascença no restante da Europa. No Cinquecento, período em que a italianização europeia atinge um pico, as tradições regionais, mesmo que em alguma medida conhecedoras do classicismo, ainda estavam pesadamente imersas em estilos já obsoletos na Itália, como o românico e o gótico. O resultado foi muito heterogêneo e ricamente híbrido, produziu a abertura de múltiplos caminhos, e sua análise tem sido recheada de polêmica, onde o único grande consenso que se formou enfatiza a diversidade do movimento, sua ampla irradiação e a dificuldade de uma descrição generalista coerente para suas manifestações, na perspectiva da existência de escolas regionais e nacionais com forte individualidade, cada qual com uma história e valores específicos.

### França
A influência renascentista via Flandres e a Borgonha já existia desde o século XV, como se nota na produção de Jean Fouquet, mas a Guerra dos Cem Anos e as epidemias de peste atrasaram seu florescimento, que ocorre somente a partir da invasão francesa da Itália por Carlos VIII em 1494. O período se estende até cerca de 1610, mas seu final é tumultuado com as guerras de religião entre católicos e huguenotes, que devastaram e enfraqueceram o país. Durante sua vigência a França inicia o desenvolvimento do absolutismo e se expande pelo mar explorando a América. O centro focal se estabelece em Fontainebleau, sede da corte, e ali se forma a Escola de Fontainebleau, integrada por franceses, flamengos e italianos como Rosso Fiorentino, Antoine Caron, Francesco Primaticcio, Niccolò dell'Abbate e Toussaint Dubreuil, sendo uma referência para outros como François Clouet, Jean Clouet, Jean Goujon, Germain Pilon e Pierre Lescot. Leonardo também esteve presente ali. Apesar disso, a pintura conheceu um desenvolvimento relativamente pobre e pouco inovador, mais concentrada no detalhe precioso e no virtuosismo, nenhum artista francês deste período adquiriu uma fama continental como conseguiram tantos italianos, e o classicismo só é perceptível através do filtro maneirista. Por outro lado, surgiu um estilo de decoração que foi logo muito imitado na Europa, aliando pintura, estuques em relevo e elementos em madeira lavrada.
A arquitetura foi uma das artes francesas renascentistas mais originais, e não apareceram em toda a Europa fora da Itália construções comparáveis aos grandes palácios franceses como os de Fontainebleau, Tulherias, Chambord, Louvre e Anet, a maior parte deles com grandes jardins formais, destacando-se os arquitetos Pierre Lescot e Philibert de l'Orme, fortemente influenciados pelo trabalho de Vignola e Palladio, defensores de um classicismo mais puro, e organizadores de fachadas e plantas simétricas. De qualquer maneira, o seu classicismo não foi de fato puro: reorganizaram as ordens clássicas de diferentes maneiras, criaram variantes, dinamizaram os planos e volumes e deram grande ênfase a uma decoração luxuriante e caprichosa, contradizendo os princípios de racionalidade, simplicidade e economia formal do classicismo mais típico, além de preservarem tradições locais características do gótico.
Na música houve um enorme florescimento através da Escola da Borgonha, que dominou a cena musical européia durante o século XV e daria origem à Escola franco-flamenga, que produziria mestres como Josquin des Prez, Clément Janequin e Claude Le Jeune. A chanson francesa do século XVI teria um papel na formação da canzona italiana, e sua Musique mesurée estabeleceria um padrão de escrita vocal declamatória na tentativa de recriação da música do teatro grego, e favoreceria a evolução para a plena tonalidade. Também apareceu um gênero de música sacra distinto de seus modelos italianos, conhecido como chanson spirituelle. Na literatura se destacam Rabelais, um precursor do gênero fantástico, Montaigne, popularizador do gênero ensaio onde é até hoje um dos maiores nomes, e o grupo integrante da Plêiade, com Pierre de Ronsard, Joachim du Bellay e Jean-Antoine de Baïf, que buscavam uma atualização vernácula da literatura greco-romana, a emulação de formas específicas e a criação de neologismos baseados no latim e no grego.

### Países Baixos e Alemanha
Os flamengos estavam em contato com a Itália desde o século XV, mas somente no século XVI o contexto se transforma e se caracteriza como renascentista, tendo uma vida relativamente curta. Nesta fase a região enriquece, a Reforma Protestante se torna uma força decisiva, oposta à dominação católica de Carlos V, levando a conflitos sérios que dividiriam a área. As cidades comerciais de Bruxelas, Gante e Bruges estreitam os contatos com o norte da Itália e encomendam obras ou atraem artistas italianos, como os arquitetos Tommaso Vincidor e Alessandro Pasqualini, que passaram a maior parte de suas vida ali. O amor pela gravura trouxe para a região inúmeras reproduções de obras italianas, Dürer deixou uma marca indelével quando passou por lá, Erasmo mantinha aceso o Humanismo e Rafael mandava executar tapeçarias em Bruxelas. Vesálio faz avanços importantes na Anatomia, Mercator na Cartografia e a nova imprensa encontra em Antuérpia e Lovaina condições para a fundação de editoras de larga influência.
Na música os Países Baixos, junto com o noroeste da França, se tornam o centro principal para toda a Europa através da Escola franco-flamenga. A pintura desenvolve uma escola original, que popularizou a pintura a óleo e dava enorme atenção ao detalhe e à linha, mantendo-se muito fiel à temática sacra e incorporando sua tradição gótica às inovações maneiristas italianas. Teve em Jan van Eyck, Rogier van der Weyden e Hieronymus Bosch seus precursores no século XV, e logo a região daria sua contribuição própria à arte europeia consolidando o paisagismo através de Joachim Patinir e a pintura de gênero com Pieter Brueghel o velho e Pieter Aertsen. Outros nomes notáveis são Mabuse, Maarten van Heemskerck, Quentin Matsys, Lucas van Leyden, Frans Floris, Adriaen Isenbrandt e Joos van Cleve.
A Alemanha impulsionou seu Renascimento fundindo seu rico passado gótico com os elementos italianos e flamengos. Um de seus primeiros mestres foi Konrad Witz, seguindo-se Albrecht Altdorfer e Albrecht Dürer, que esteve em Veneza duas vezes e foi lá profundamente influenciado, lamentando ter de voltar para o norte. Junto com o erudito Johann Reuchlin, Dürer foi uma das maiores influências para disseminação do Renascimento no centro da Europa e também nos Países Baixos, onde suas célebres gravuras foram altamente elogiadas por Erasmo, que o chamou de "o Apeles das linhas negras". A escola romana foi um elemento importante para a formação do estilo de Hans Burgkmair e Hans Holbein, ambos de Augsburgo, visitada por Ticiano. Na música basta a menção a Orlando de Lasso, um integrante da Escola franco-flamenga radicado em Munique que se tornaria o compositor mais célebre da Europa em sua geração, a ponto de ser nobilitado pelo imperador Maximiliano II e tornado cavaleiro pelo papa Gregório XIII, algo extremamente raro para um músico.

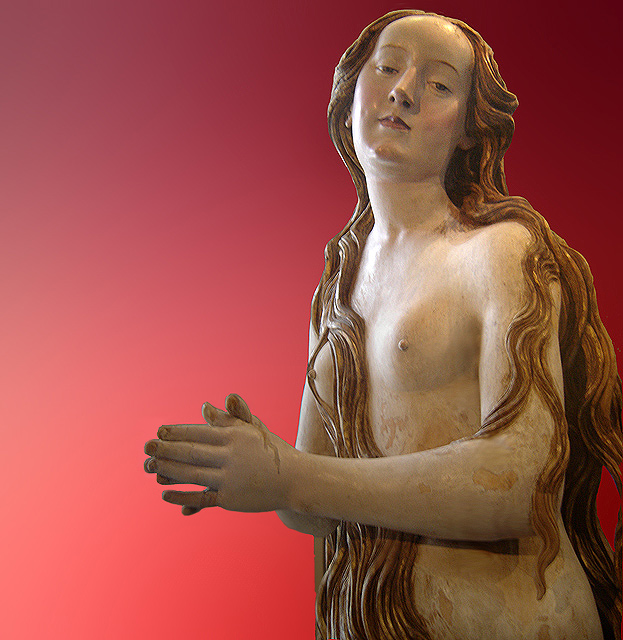
Gregor Erhart: Madalena, século XV. Louvre
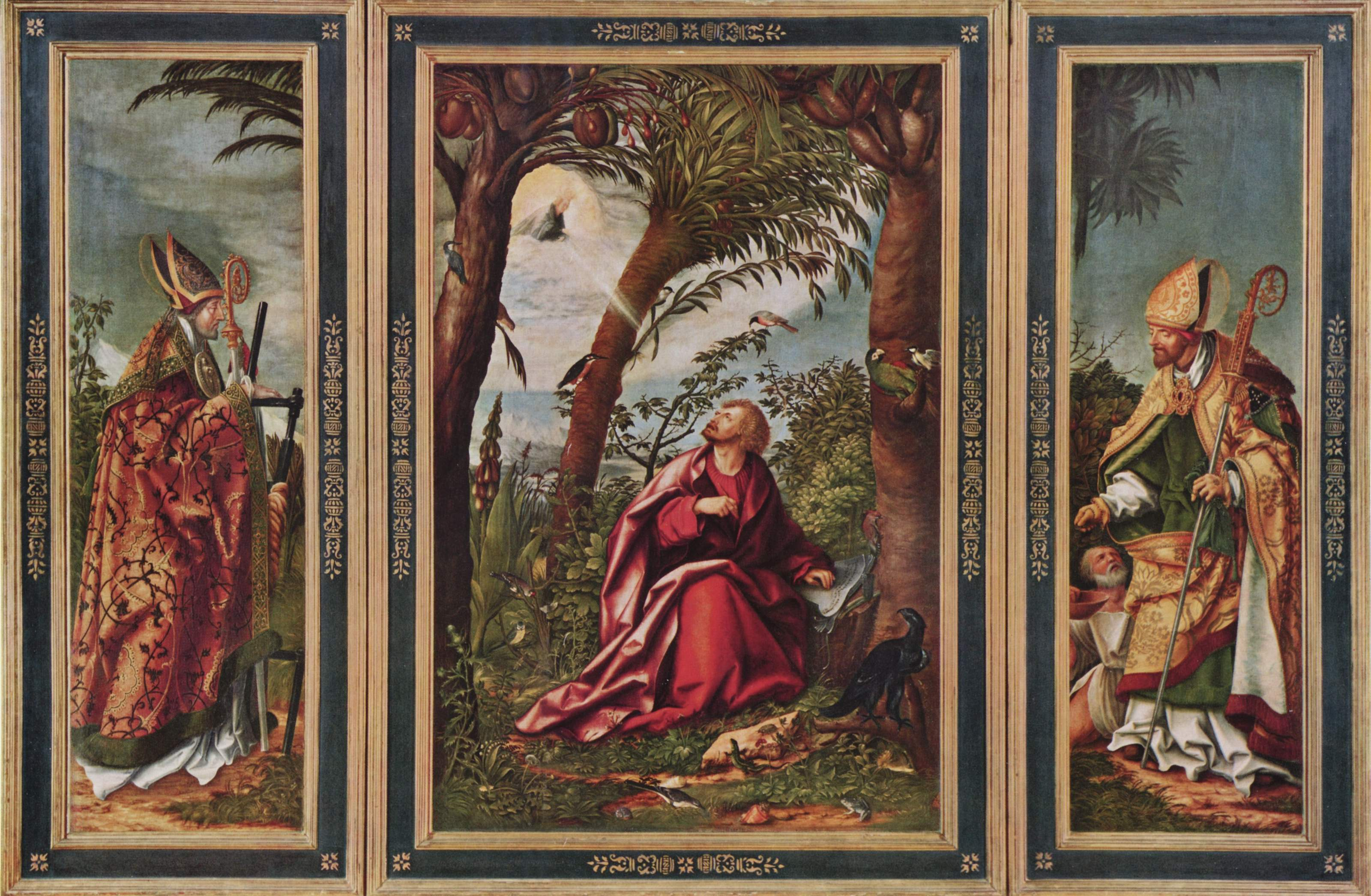
Hans Burgkmair: Altar de São João, 1518. Antiga Pinacoteca
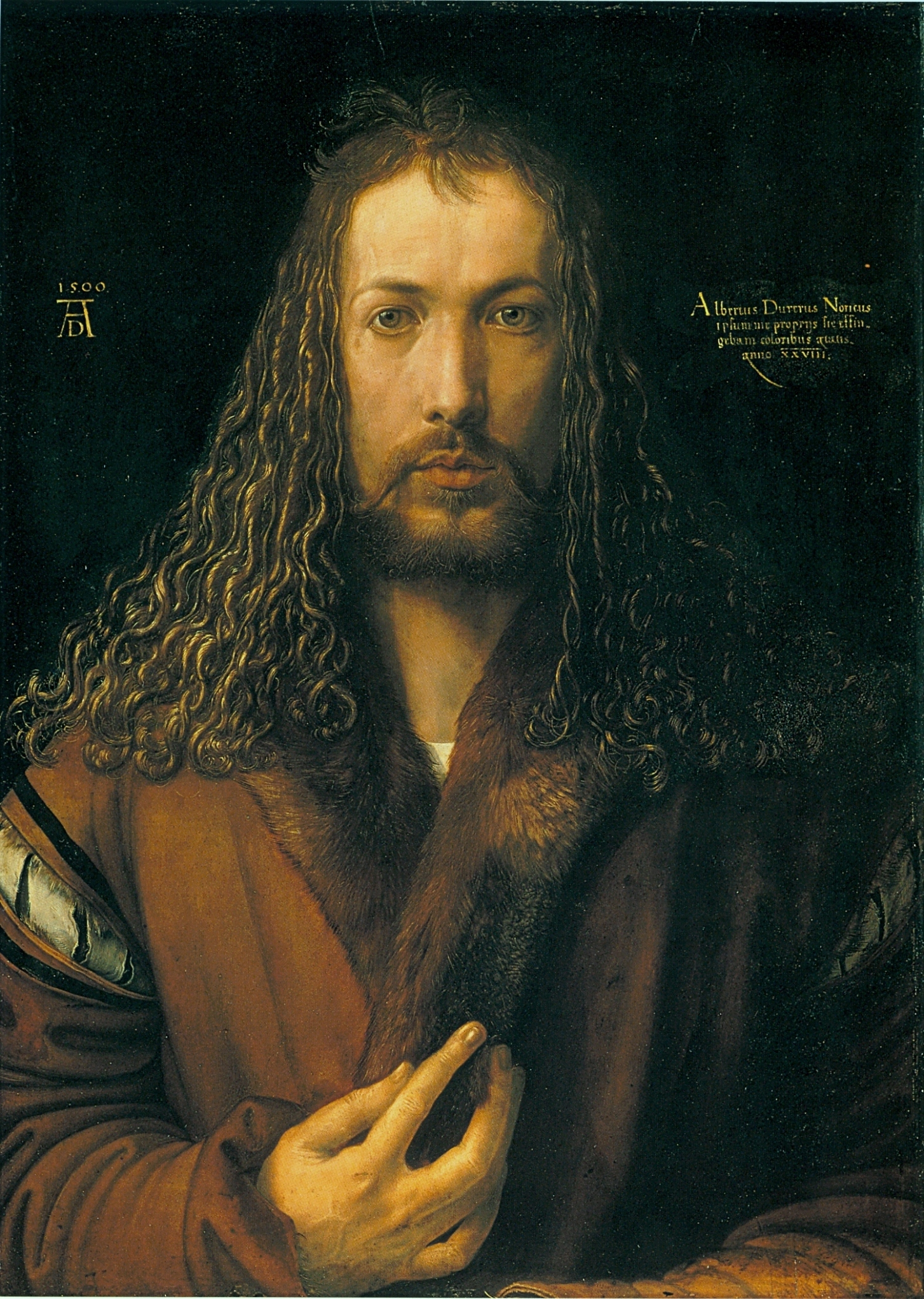
Autorretrato de Albrecht Dürer, 1500. Antiga Pinacoteca
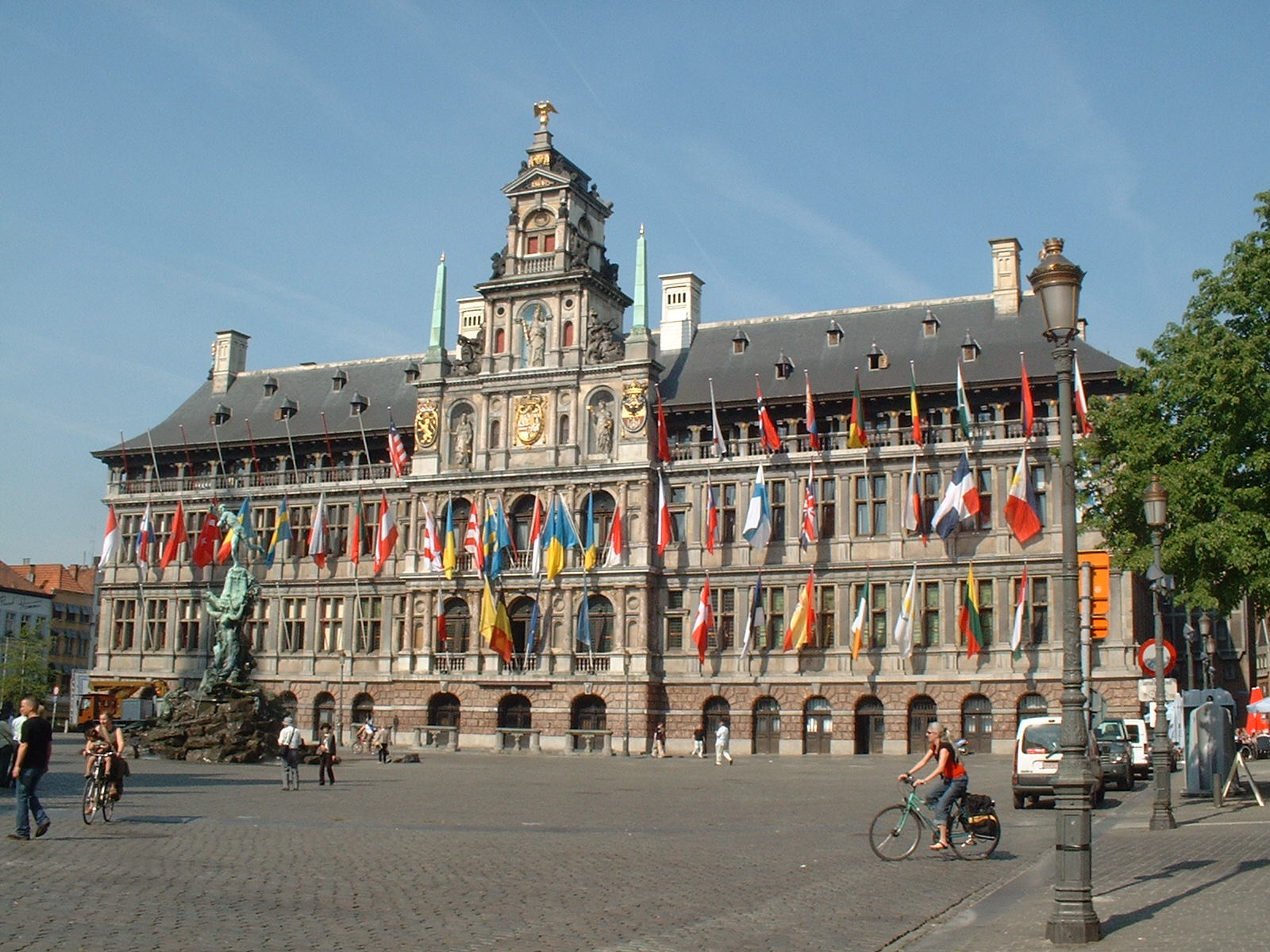
Cornelis Floris de Vriendt: Prefeitura de Antuérpia
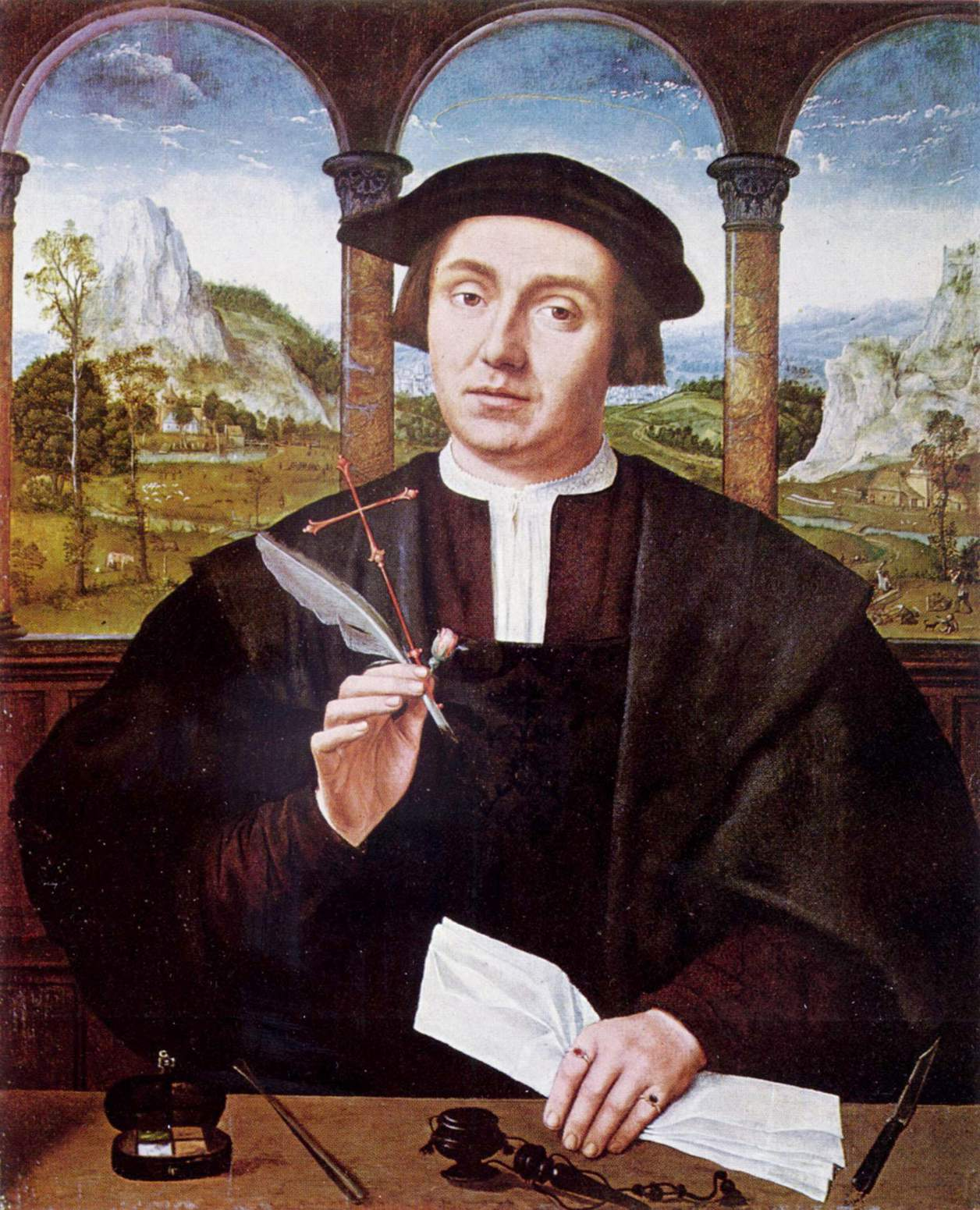
Quentin Massys: Retrato de um notário, início do século XVI. Galeria Nacional da Escócia

### Portugal
A influência do Renascimento em Portugal estende-se de meados do século XV a finais do XVI. Embora o Renascimento italiano tenha tido um impacto modesto na arte, os portugueses foram influentes no alargamento da visão do mundo dos europeus, estimulando a curiosidade humanista.
Como pioneiro da exploração europeia, Portugal floresceu no final do século XV com as navegações para o oriente, auferindo lucros imensos que fizeram crescer a burguesia comercial e enriquecer a nobreza, permitindo luxos e o cultivar do espírito. O contacto com o Renascimento chegou através da influência de ricos mercadores italianos e flamengos que investiam no comércio marítimo. O contato comercial com a França, Espanha e Inglaterra era assíduo, e o intercâmbio cultural se intensificou.

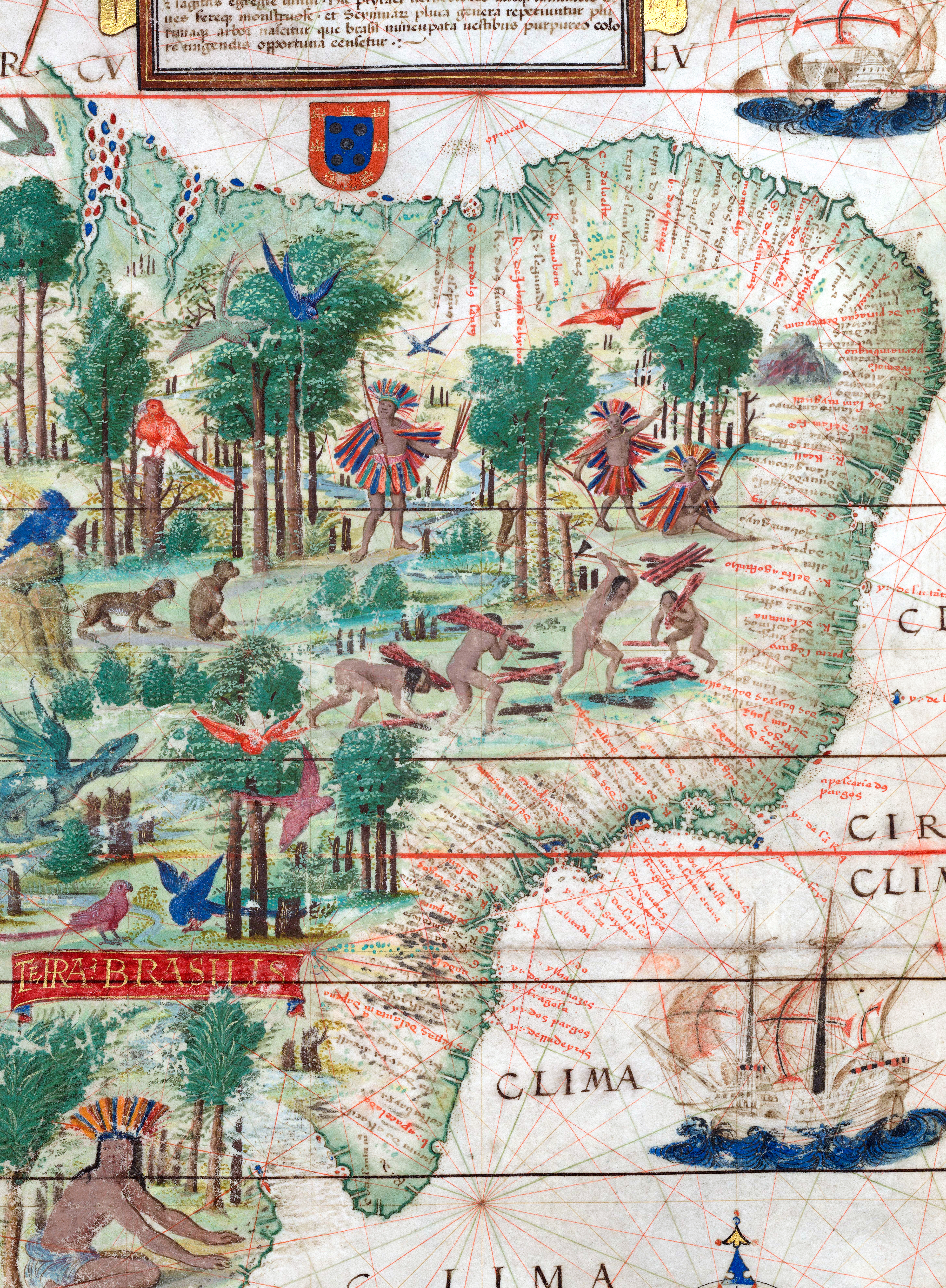
"Terra Brasilis", 1519, mapa por Pedro Reinel e Lopo Homem, Atlas Miller, Biblioteca Nacional de Paris

Como principal potência naval, atraiu especialistas em matemática, astronomia e tecnologia naval, como Pedro Nunes e Abraão Zacuto; os cartógrafos Pedro Reinel, Lopo Homem, Estevão Gomes e Diogo Ribeiro, que fizeram avanços cruciais para mapear o mundo. E enviados ao oriente, como o boticário Tomé Pires e o médico Garcia de Orta, recolheram e publicaram trabalhos sobre as novas plantas e medicamentos locais.
Na arquitetura, os lucros do comércio de especiarias das primeiras décadas do século XVI financiaram um estilo sumptuoso de transição, que mescla elementos marinhos com o gótico, o manuelino. O Mosteiro dos Jerônimos, a Torre de Belém e a janela do Capítulo do Convento de Cristo, em Tomar são os mais conhecidos, Diogo Boitaca e Francisco de Arruda os arquitetos. Na pintura destacam-se Nuno Gonçalves, Gregório Lopes e Vasco Fernandes. Na música, Pedro de Escobar e Duarte Lobo, além de quatro cancioneiros, entre os quais o Cancioneiro de Elvas e o Cancioneiro de Paris.
Na literatura Sá de Miranda introduziu as formas de verso italianas; Garcia de Resende compilou o Cancioneiro Geral em 1516 e Bernardim Ribeiro foi pioneiro no bucolismo. Gil Vicente fundiu-os com a cultura popular, relatando a mudança dos tempos e Luís de Camões inscreveu os feitos dos portugueses no poema épico Os Lusíadas. Em especial a literatura de viagem floresceu: João de Barros, Castanheda, António Galvão, Gaspar Correia, Duarte Barbosa, Fernão Mendes Pinto, entre outros, descreveram novas terras e foram traduzidos e divulgados pela nova imprensa. Após participar na exploração portuguesa do Brasil, em 1500, Amerigo Vespucci, agente dos Medici, cunhou o termo Novo Mundo.
O intenso intercâmbio internacional produziu vários estudiosos humanistas e cosmopolitas: Francisco de Holanda, André de Resende e Damião de Góis, amigo de Erasmus, que escreveu com independência rara no reinado de D. Manuel I; Diogo e André de Gouveia, que fizeram importantes reformas no ensino via França. Relatos e produtos exóticos na Feitoria Portuguesa de Antuérpia, atraíram o interesse de Thomas More e Durer para o mundo mais vasto. Em Antuérpia, os lucros e conhecimento portugueses ajudaram a alimentar o renascimento holandês e a Idade de Ouro dos Países Baixos, especialmente após a chegada da comunidade judaica culta e rica expulsa de Portugal.

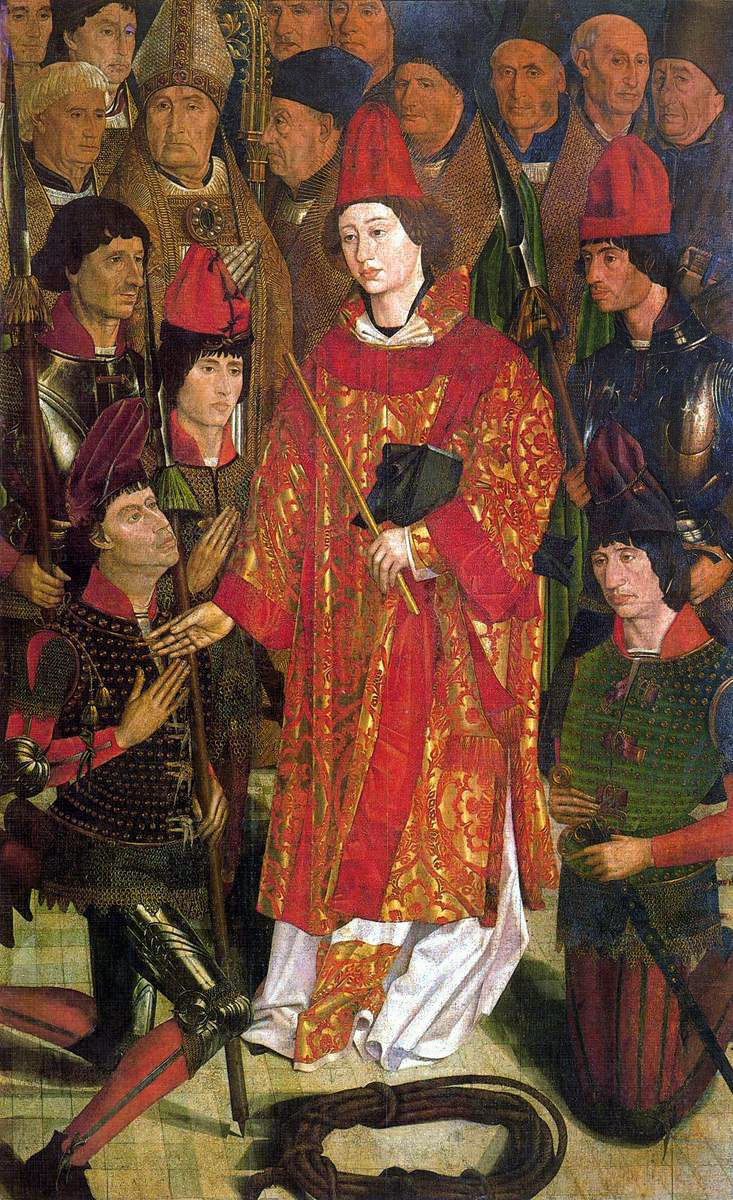
Painéis de São Vicente de Fora, Nuno Gonçalves, c.1480, Lisboa
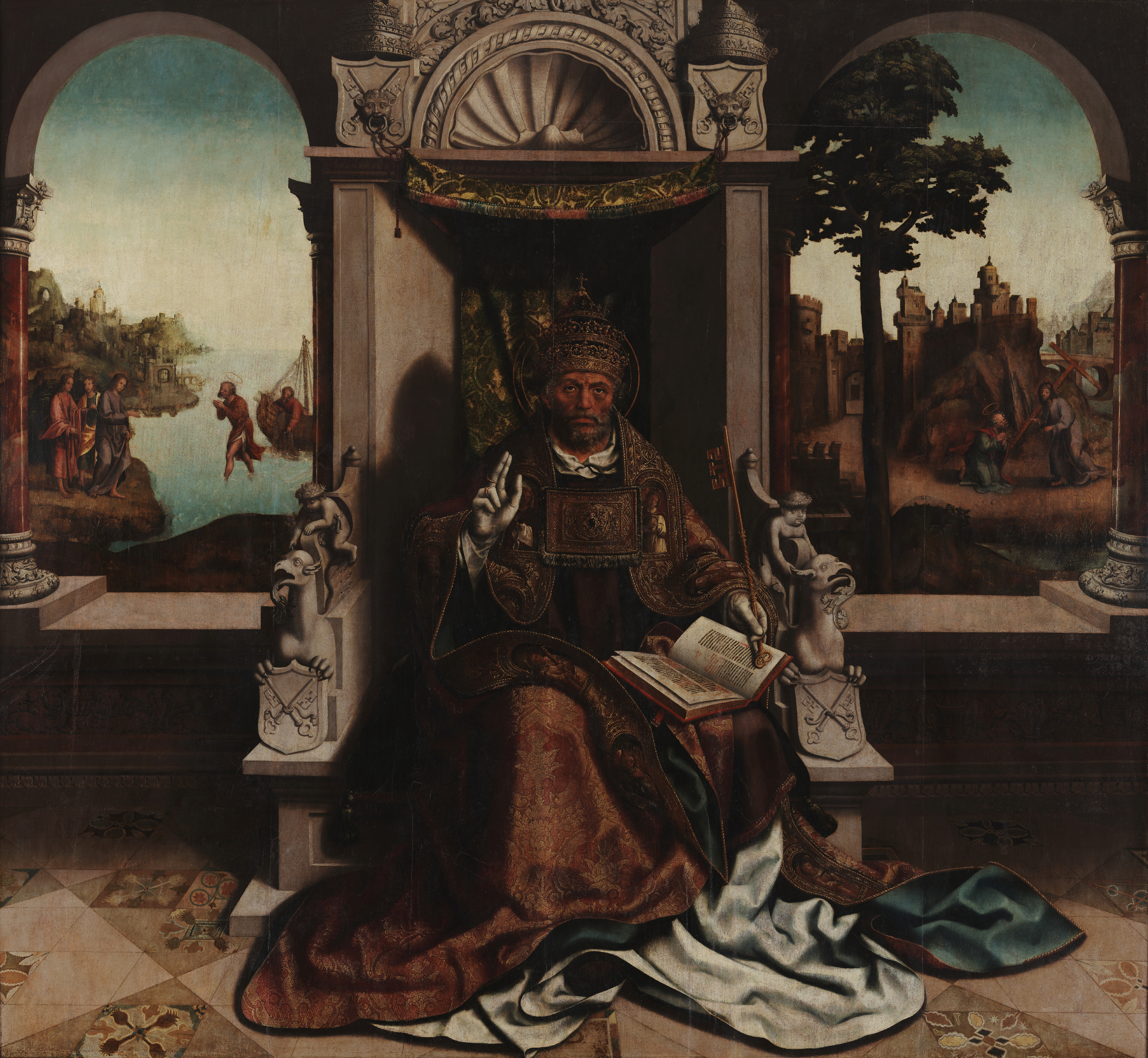
Detalhe do São Pedro pontífice, Vasco Fernandes, c.1506, Museu Grão Vasco, Viseu
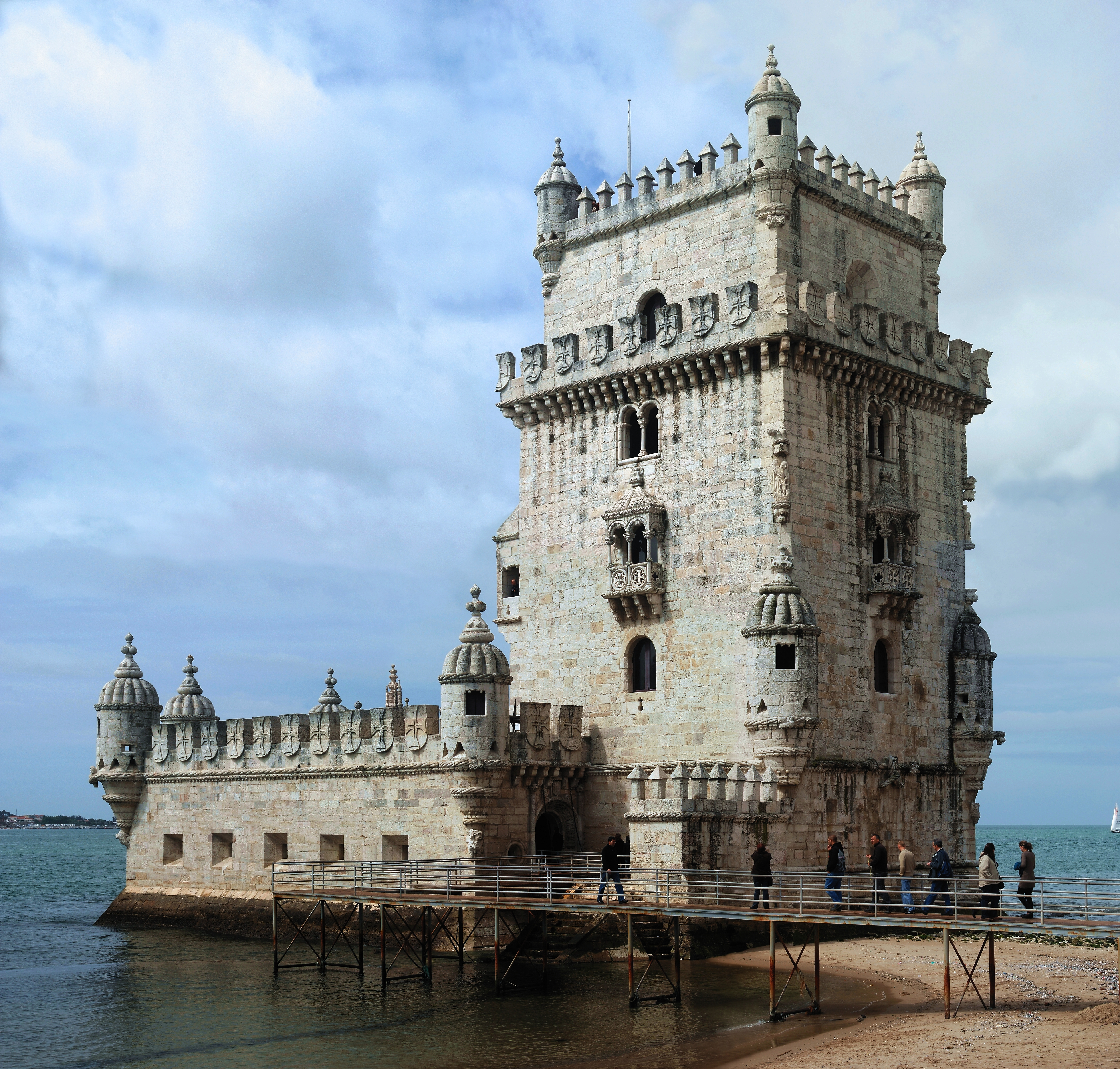
Francisco de Arruda: Torre de Belém, Francisco Arruda, c.1514, Lisboa
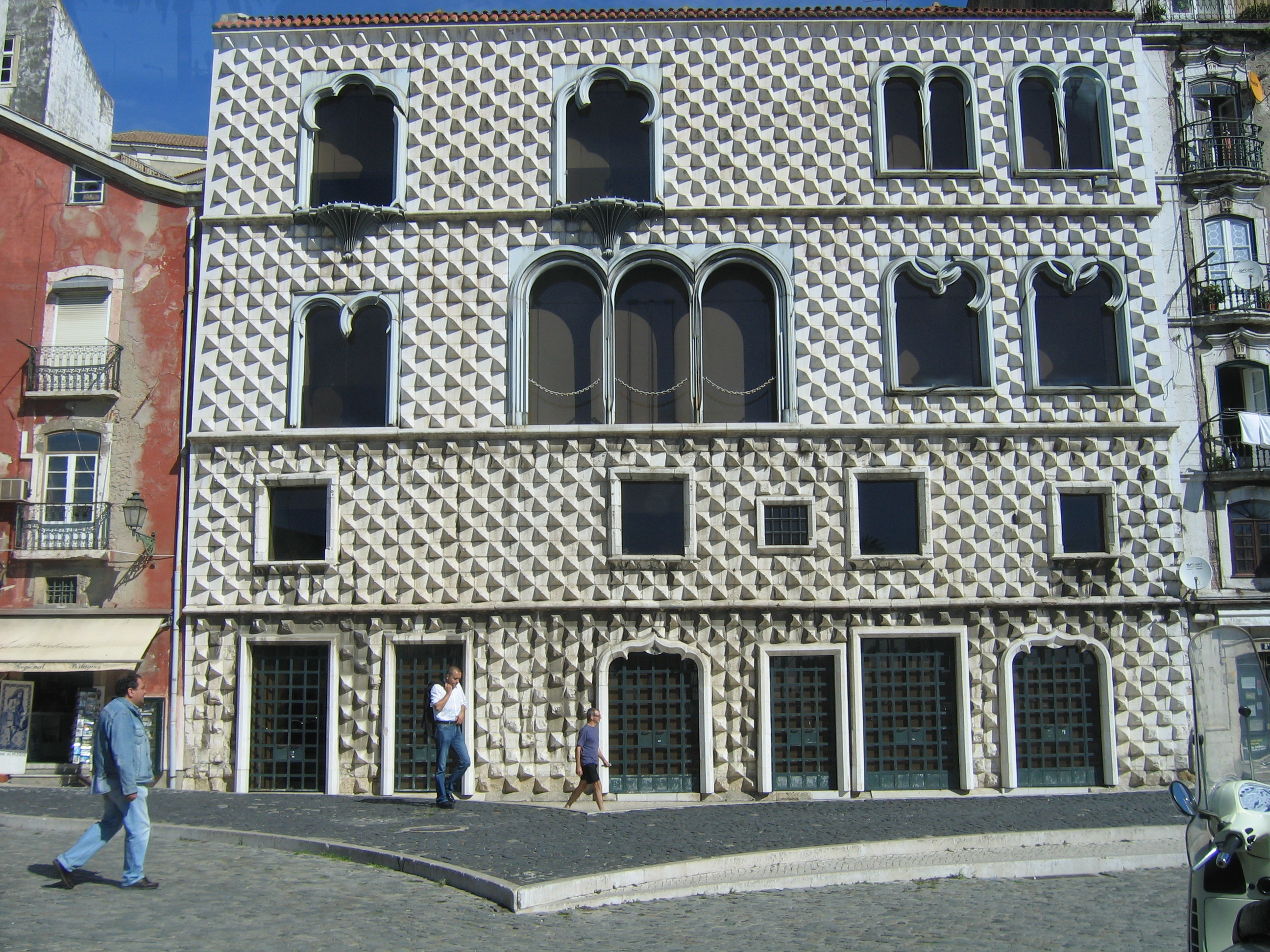
Casa dos Bicos, 1523, Lisboa

### Espanha
Na Espanha, as circunstâncias foram em vários pontos semelhantes. A reconquista do território espanhol aos árabes e o fantástico afluxo de riquezas das colônias americanas, com o intenso intercâmbio comercial e cultural associado, sustentaram uma fase de expansão e enriquecimento sem precedentes da arte local. Artistas como Alonso Berruguete, Diego de Siloé, Tomás Luis de Vitoria, El Greco, Pedro Machuca, Juan Bautista de Toledo, Cristóbal de Morales, Garcilaso de la Vega, Juan de Herrera, Miguel de Cervantes e muitos mais deixaram obra notável em estilo clássico ou maneirista, mais dramático do que seus modelos italianos, já que o espírito da Contra-Reforma ali tinha um baluarte e, em escritores sacros como Teresa de Ávila, Inácio de Loyola e João da Cruz, grandes representantes. Particularmente na arquitetura a ornamentação luxuriante se torna típica do estilo que se conhece como plateresco, uma síntese única de influências góticas, mouriscas e renascentistas. A Universidade de Salamanca, cujo ensino tinha moldes humanistas, mais a fixação de italianos como Pellegrino Tibaldi, Leone Leoni e Pompeo Leoni injetaram uma força adicional no processo.
O último Renascimento chega a cruzar o oceano e se enraizar na América e no oriente, onde ainda hoje sobrevivem muitos mosteiros e igrejas fundadas pelos colonizadores espanhóis em centros do México e do Peru, e pelos portugueses no Brasil, em Macau e Goa, alguns deles hoje Patrimônio da Humanidade.
Exemplo musical
- Tomás Luís de Victoria: Caligaverunt oculi meiⓘ

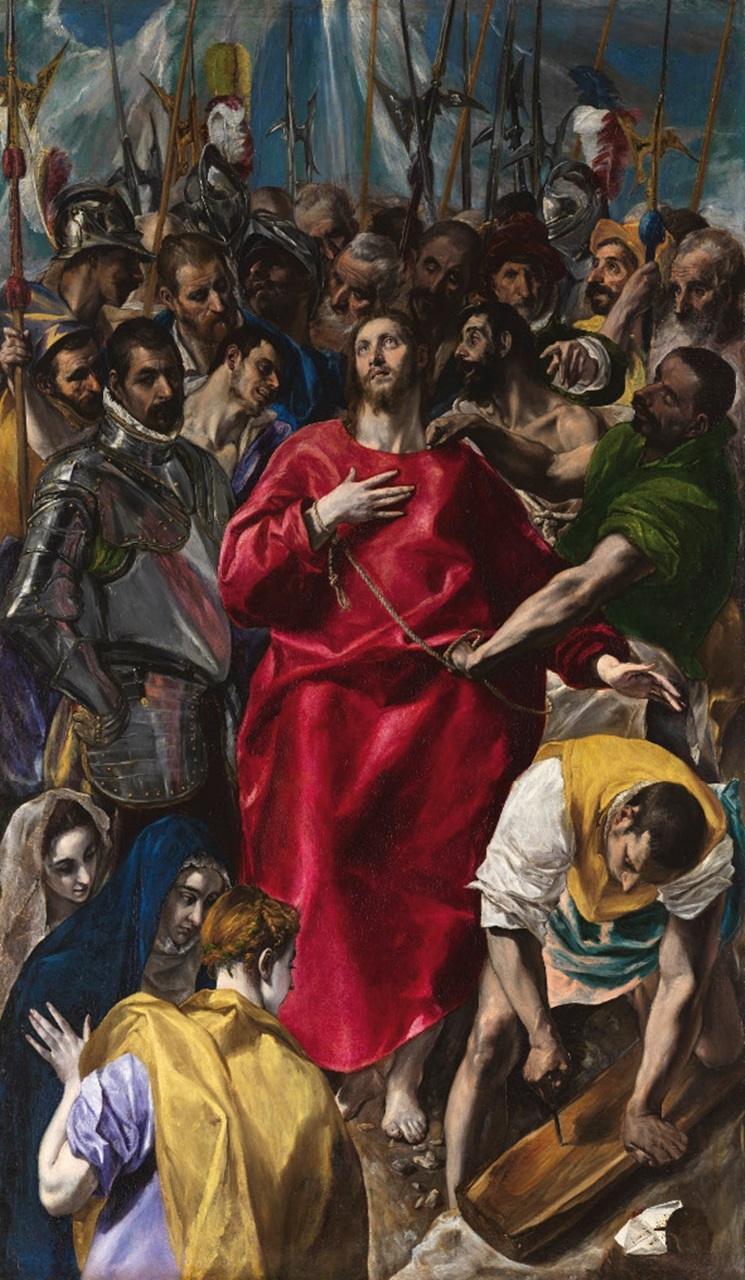
El Greco: Cristo espoliado, 1577–1579. Catedral de Toledo
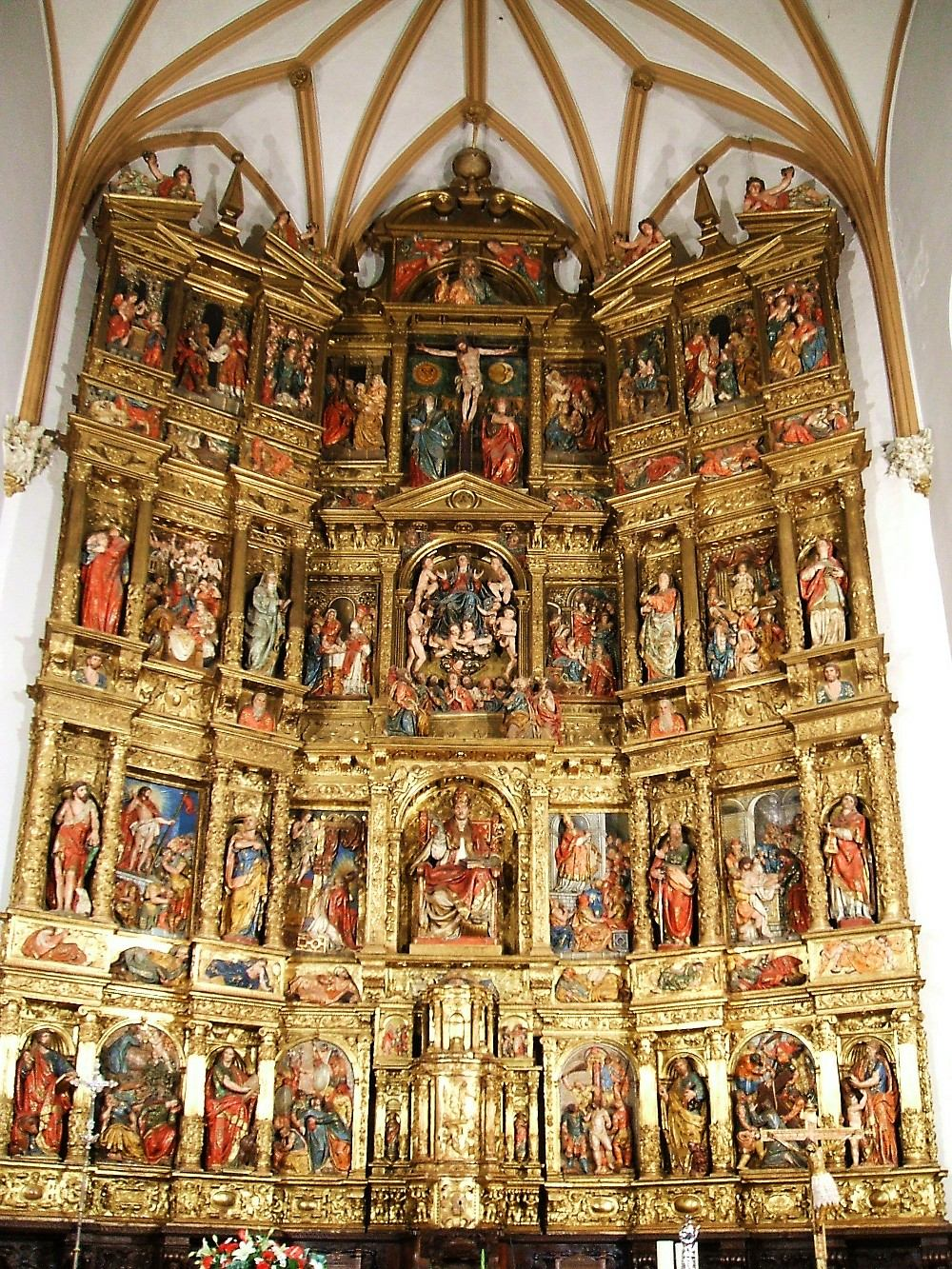
Altar plateresco da Igreja de Santa Maria, Valtierra
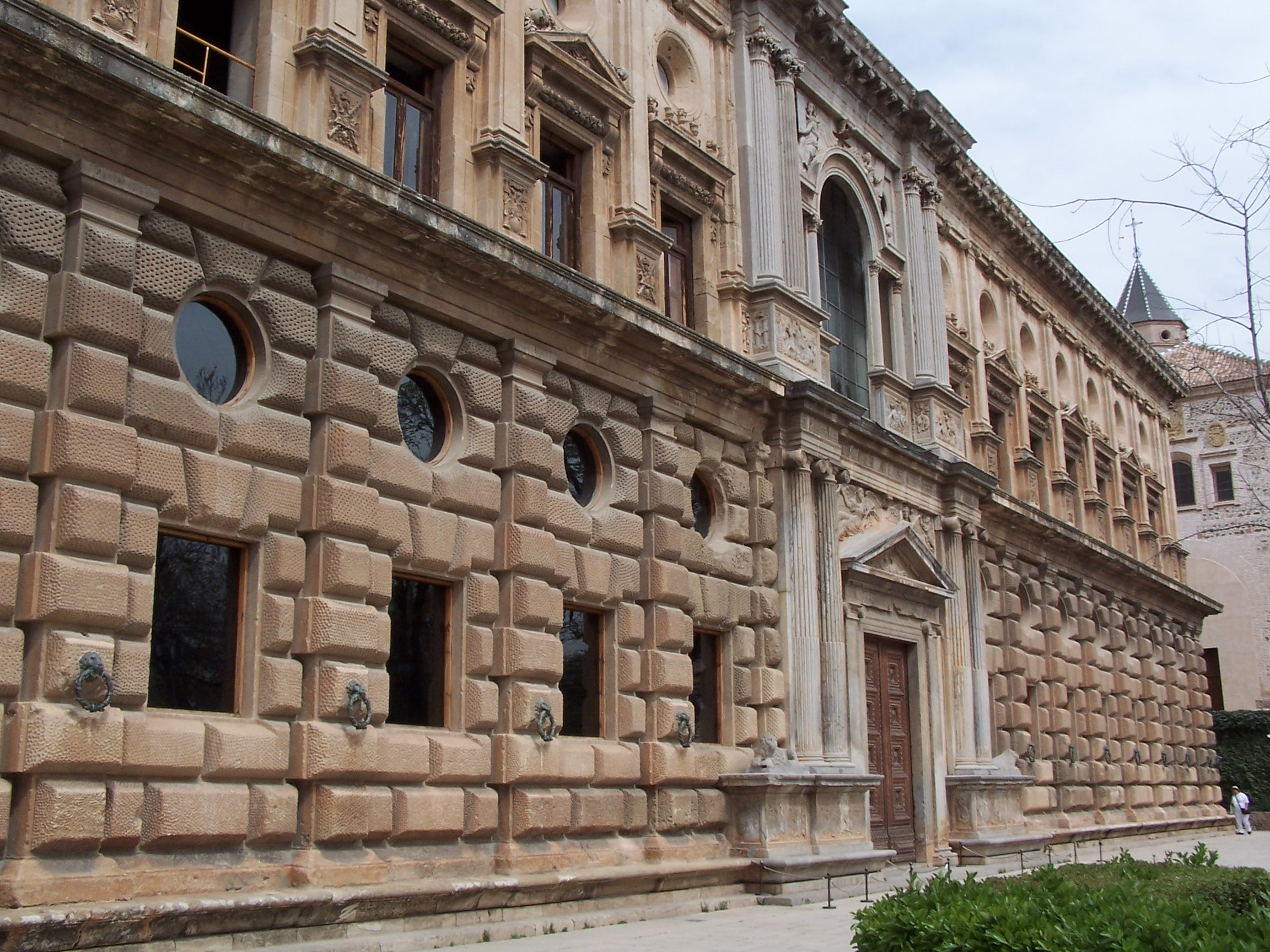
Pedro Machuca: Palácio de Carlos V, c. 1527.
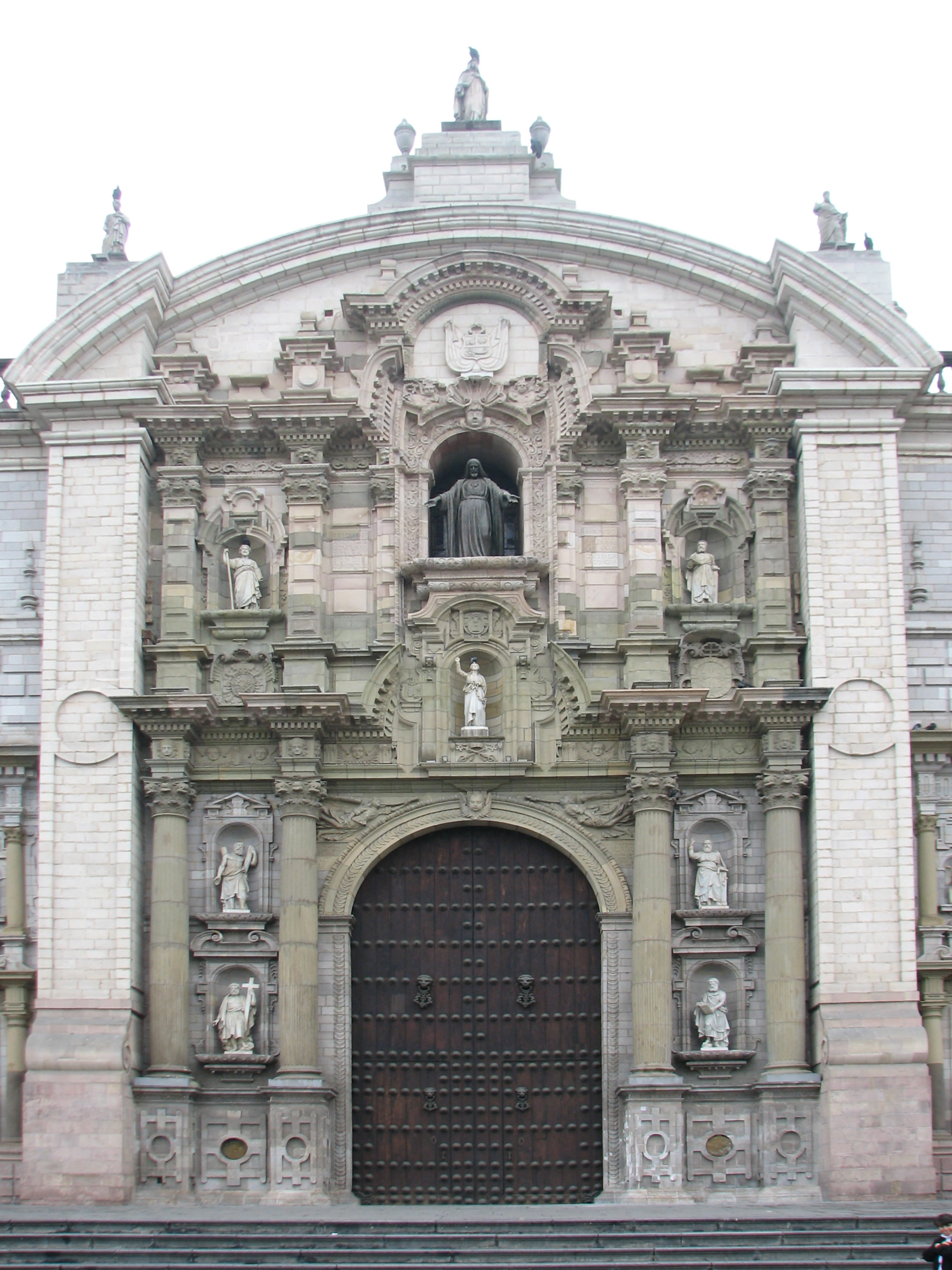
Frontispício da Catedral de Lima, Peru

### Inglaterra
Na Inglaterra, o Renascimento coincide com a chamada Era Elisabetana, de grande expansão marítima e de relativa estabilidade interna depois da devastação da longa Guerra das Rosas, quando se tornou possível pensar em cultura e arte. Como na maior parte dos outros países da Europa, a herança gótica ainda viva mesclou-se com referências da Renascença tardia, mas suas características distintivas são o predomínio da literatura e da música sobre as outras artes, e sua vigência até cerca de 1620. Poetas como John Donne e John Milton pesquisam novas formas de compreender a fé cristã, e dramaturgos como Shakespeare e Marlowe se movem com desenvoltura entre temas centrais da vida humana — a traição, a transcendência, a honra, o amor, a morte — em tragédias célebres como Romeu e Julieta, Macbeth, Otelo, o Mouro de Veneza (Shakespeare), e Doutor Fausto (Marlowe), bem como sobre seus aspectos mais prosaicos e ligeiros em fábulas encantadoras como Sonho de uma noite de verão (Shakespeare). Filósofos como Francis Bacon descortinam novos limites para o pensamento abstrato e refletem sobre uma sociedade ideal, e na música a escola madrigalesca italiana é assimilada por Thomas Morley, Thomas Weelkes, Orlando Gibbons e muitos outros, adquire um sabor inconfundivelmente local e cria uma tradição que permanece viva até hoje, ao lado de grandes polifonistas sacros como John Taverner, William Byrd e Thomas Tallis, este deixando o famoso moteto Spem in alium, para quarenta vozes divididas em oito coros, uma composição sem paralelos em sua época pela maestria no manejo de enormes massas vocais. Na arquitetura se destacaram Robert Smythson e os palladianistas Richard Boyle, Edward Lovett Pearce e Inigo Jones, cuja obra repercutiu até na América do Norte, fazendo discípulos em George Berkeley, James Hoban, Peter Harrison e Thomas Jefferson. Na pintura o Renascimento foi recebido principalmente através da Alemanha e dos Países Baixos, com a figura maior de Hans Holbein, florescendo depois com William Segar, William Scrots, Nicholas Hilliard e vários outros mestres da Escola Tudor.

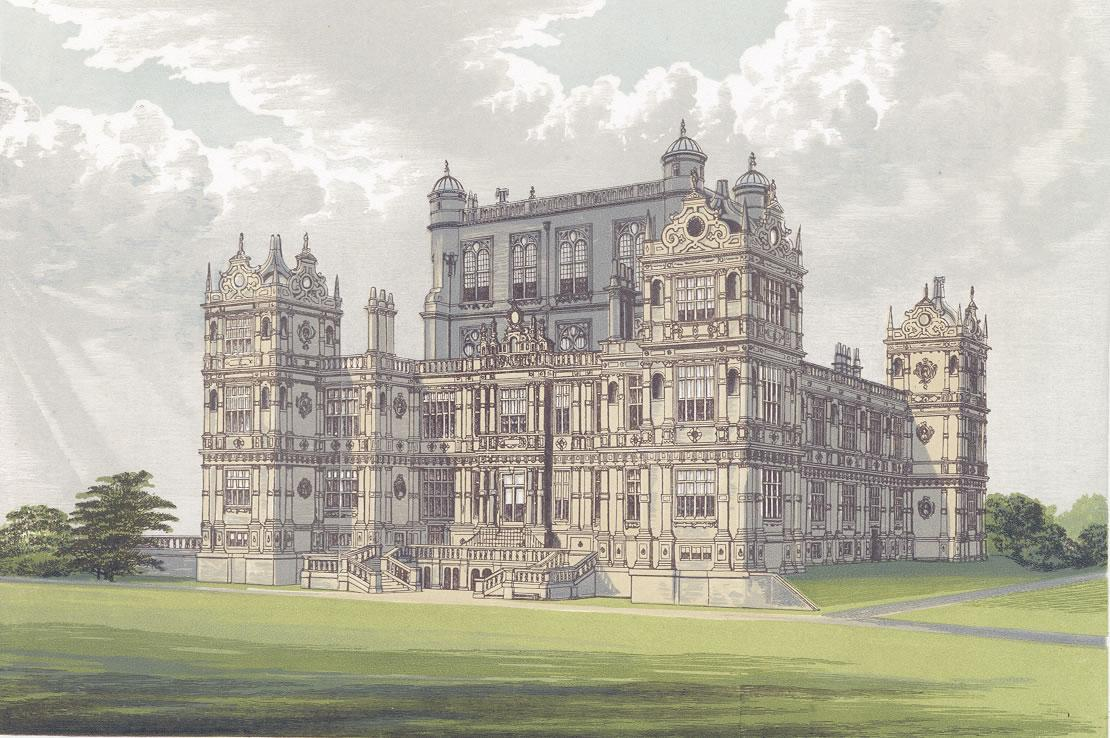
Robert Smythson: Wollaton Hall
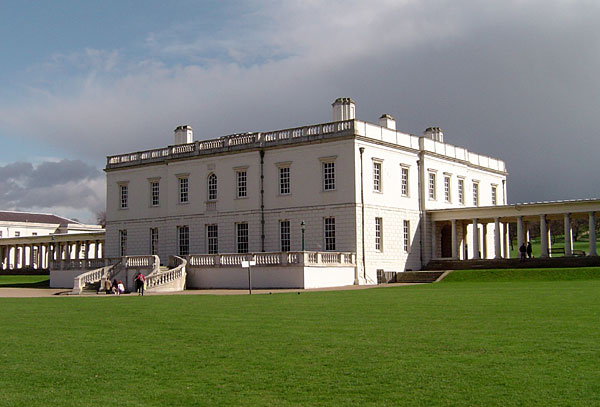
Inigo Jones: Queen's House
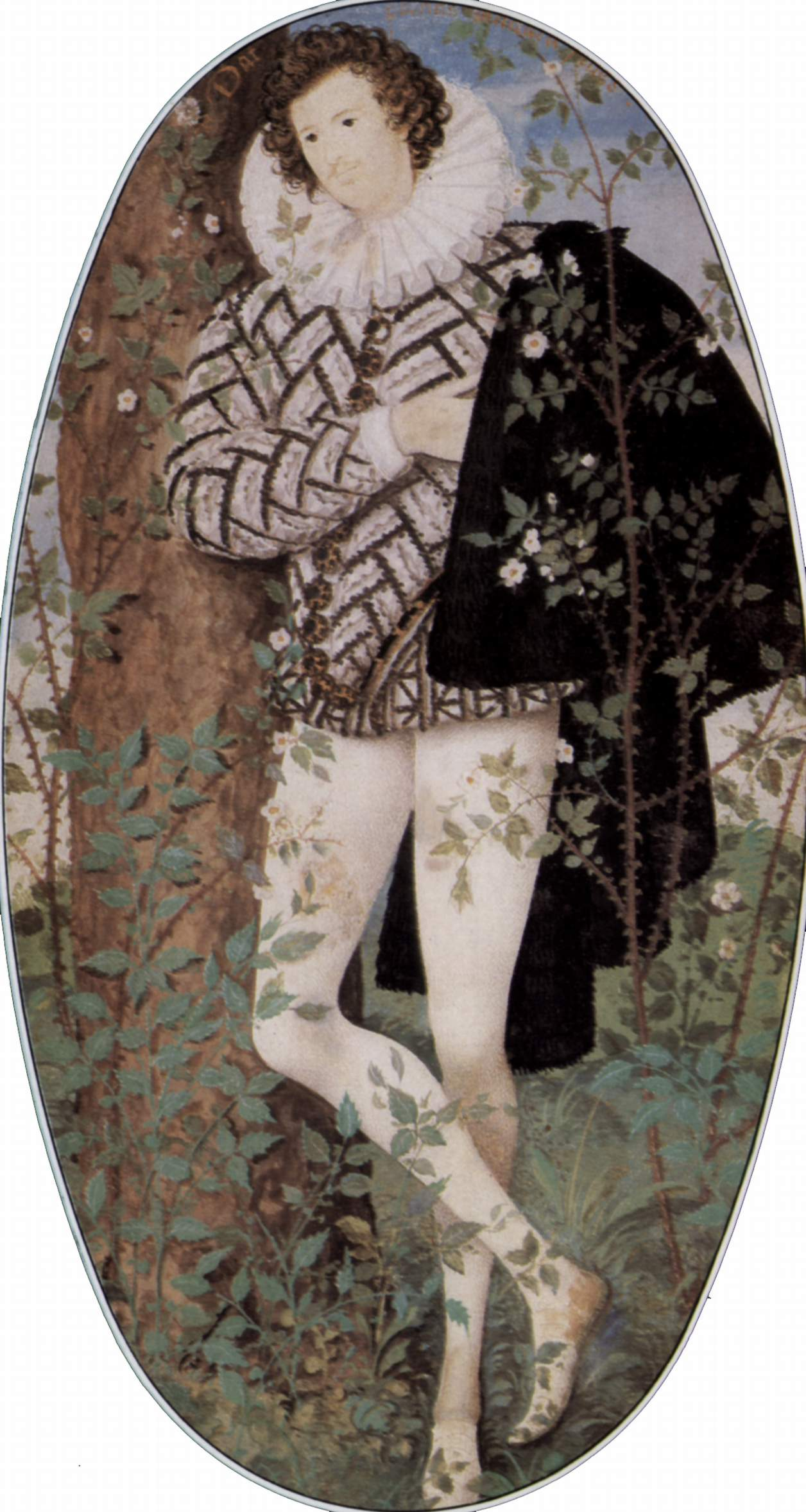
Nicholas Hilliard: Retrato de um jovem com uma rosa, c. 1588. Victoria and Albert Museum
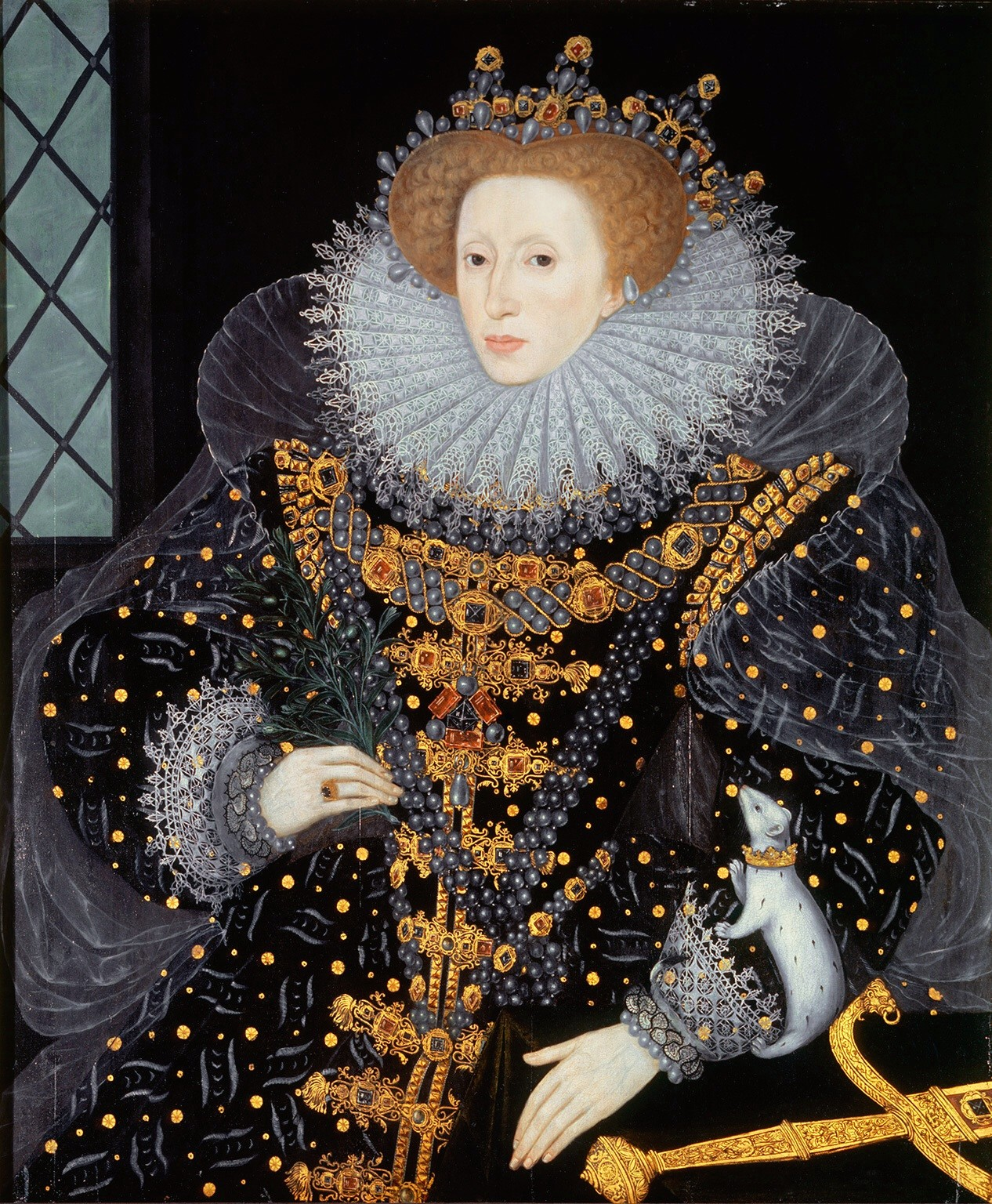
William Segar: Retrato de Elisabeth I, Hatfield House

Exemplos musicais
- Orlando Gibbons: The silver swanⓘ
- Thomas Tallis: Lamentatione Jeremiae Prophetae I (The Tudor Consort)ⓘ

### História, filosofia e estética
- Arte da Grécia Antiga
- Arte da Roma Antiga
- Barroco
- Classicismo
- Contra-Reforma
- Estilo gótico
- História da arte
- História da arte ocidental
- História da Itália
- Humanismo
- Maneirismo
- Reforma Protestante

### Escolas nacionais
- Portugal Renascentista
- Renascença italiana
- Renascimento flamengo

### Artes e ciências
- Arquitetura do Renascimento
- Ciência do Renascimento
- Escultura do Renascimento
- Literatura do Renascimento
- Música do Renascimento
- Pintura do Renascimento
- Política do Renascimento